# Californie
Pour les articles homonymes, voir Californie (homonymie).
La Californie (en anglais et en espagnol : California) est un État des États-Unis qui fait partie de la région de la Sun Belt dans l'Ouest américain. Sa capitale est Sacramento. Avec 39 528 223 habitants habitants selon le recensement officiel de 2020, la Californie est l'État le plus riche et le plus peuplé du pays. Il est situé sur la côte ouest et bordé au sud par le désert de Sonora, à l'est par le Grand Bassin des États-Unis et au nord par les monts Klamath. La façade océanique suit entièrement le relief des chaînes côtières du Pacifique au-delà desquelles s'étend la Vallée Centrale sur les contreforts de la Sierra Nevada.
L'exploration européenne commence au XVIe siècle ; la Californie est alors occupée par diverses tribus nord-amérindiennes. Le territoire est progressivement intégré à la Nouvelle-Espagne, puis rattaché au Mexique indépendant en 1821. Dans l'élan de la guerre américano-mexicaine, la république de Californie (appelée aussi « République du drapeau à l'ours ») proclame son indépendance le 14 juin 1846, interdit l'esclavage et se dote d'une Constitution en 1849, puis adhère à l'Union américaine le 9 septembre 1850. La ruée vers l'or transforme profondément l'État, faisant de la Californie le symbole du « rêve américain », la population de San Francisco augmentant alors de manière exponentielle. Dans les années 1920, la population de Los Angeles dépasse en nombre celle de San Francisco grâce à l'effet conjugué du développement de l'agriculture, de la découverte de pétrole et de l'ouverture du canal de Panama. À partir des années 1980, la Silicon Valley au sud de San Francisco devient le premier pôle mondial des hautes technologies.
L'économie californienne est la plus importante des États-Unis, avec un produit brut de l'État (PBE) de 4 080 milliards de dollars en 2024. C'est la plus grande économie infranationale du monde. Si la Californie était un État, elle se classerait au quatrième rang mondial en termes de PIB nominal, derrière l'Allemagne et devant le Japon. En outre, la Silicon Valley abrite certaines des entreprises technologiques les plus importantes au monde, notamment Apple, Alphabet, Meta et Nvidia. Au total, 78 sociétés Fortune 100 et 337 sociétés Fortune 500 ont leur siège en Californie.
Les métropoles les plus peuplées de l'État sont le Grand Los Angeles (18,4 millions d'habitants), capitale mondiale du cinéma, la région de la baie de San Francisco (8,5 millions d'habitants), capitale mondiale de la haute technologie et lieu historique de la contre-culture, San Diego (3,2 millions d'habitants), grand centre militaire, médical et pharmacologique, Sacramento (2,5 millions d'habitants), capitale de l'État, et Fresno (1,1 million d'habitants), capitale agricole de l'État, située au cœur de la vallée de San Joaquin. Son économie est particulièrement dynamique, diversifiée et puissante. Il s'agit en effet du premier État des États-Unis en termes de produit intérieur brut (PIB), estimé à 4 080 milliards de dollars en 2024. L'innovation est l'atout majeur californien et se traduit par la présence de centres de recherche, d'universités prestigieuses et de pôles de techniques de pointe. À elle seule, la Californie représente plus du quart de la totalité des brevets déposés aux États-Unis alors qu’elle ne représente que 10 % de la population du pays. La Californie est également devenue le premier État des États-Unis pourvoyeur d'emploi industriel, s'appuyant notamment sur l'industrie innovante et à très haute valeur ajoutée, devançant ainsi les États industriels de la « Rust Belt », frappés par le déclin de l'industrie lourde.
Le secteur de la culture a acquis une renommée mondiale grâce à l'industrie cinématographique de Hollywood et la production musicale. Enfin, l'État mise également fortement sur sa transition vers une économie verte. Il est ainsi devenu le premier État producteur et consommateur de produits issus de l'agriculture biologique, le premier État en termes de taux d'adoption de véhicules électriques et le premier État producteur d'énergies renouvelables.

## Histoire

### Origine du nom
À l'origine, on désignait sous le nom de « Californie » un territoire bien plus vaste que l'État actuel, puisqu’il était composé de la totalité de la péninsule mexicaine, aujourd'hui connue sous le nom de Basse-Californie, et des terres qui se trouvent aujourd'hui dans les États de Californie, du Nevada, de l'Arizona, de l'Utah et du Wyoming (Haute-Californie).
En 1862, Edward Everett Hale suggère que le nom California pourrait être emprunté à l'ouvrage de fiction de Garci Rodríguez de Montalvo, Las sergas de Esplandián (1510), la suite du roman Amadis de Gaule,,. Dans le récit de Montalvo, California est une île paradisiaque régie par la reine Calafia. Elle est présentée dans le livre comme une terre difficile à atteindre où l'or abonde, habitée par des Amazones vivant dans des cavernes, et par d’étranges animaux.
Selon un article publié dans le Los Angeles Times, la figure légendaire de la reine Calafia, dont le nom a donné naissance à celui de l'État de Californie, aurait été inspirée par la souveraine marocaine Sayyida al-Hurra. Dirigeante du XVIe siècle à la tête de la cité-État de Tétouan, Sayyida al-Hurra commandait des forces navales dans l’ouest de la Méditerranée et forgea des alliances stratégiques, notamment avec le corsaire Barberousse, pour s’opposer aux flottes espagnoles et portugaises.
L’information sur l’origine du nom « California », liée au personnage de la reine mythique Calafia qui figure dans le roman Las Sergas de Esplandián de Garcia Ordonez de Montalvo, est également mentionnée sur le site officiel des parcs de Californie.
En 1917, l'écrivaine Ruth Putnam (en) émet l'hypothèse que le nom California cité dans ce roman pourrait avoir été inspiré par la Chanson de Roland, du XIe siècle, qui cite Califerne,, un lieu inconnu par ailleurs. Comme Las Sergas de Esplandián, la Chanson de Roland raconte des guerres entre une coalition de chrétiens et une coalition de païens. Pour l'historien Charles E. Chapman, « il ne fait aucun doute qu'un homme érudit comme Ordóñez de Montalvo connaissait la Chanson de Roland... Cette origine du mot California ne pourra peut-être jamais être prouvée, mais elle est plausible aussi – et, peut-on ajouter, trop intéressante pour être négligée ». L'historien français Prosper Boissonnade écrit en 1923 qu'une ville fortifiée nommée Kal-Ifrene ou Kalaa-Ifrene était située à environ quatre jours de marche au sud de Bougie en Algérie. Au XIe siècle, la ville était une place forte occupée par la tribu berbère des Beni-Ifrene, crainte et respectée par les guerriers chrétiens. Pour Boissonnade, cette ville pouvait être la Califerne de la Chanson de Roland. Cependant, pour l'étymologiste californien Erwin G. Gudde (1889-1969), « il ne fait aucun doute que le ménestrel qui a composé l'épopée voulait dire les Arabes, le peuple de la terre du calife, c’est-à-dire le souverain suprême, titre porté pendant des siècles par les successeurs de Mohammed ».
Par ailleurs, d'après Gudde, il est possible que Montalvo se soit directement inspiré du mot calife (« les titres califa et califato étaient aussi courants en espagnol que dans d’autres langues européennes »).
D'autres auteurs suggèrent que l'étymologie du nom California aurait un rapport plus étroit avec les premiers colons espagnols qui, lorsqu'ils y arrivèrent par les régions du Sud, trouvèrent dans la contrée des sources liées à la tectonique locale « chaudes comme un four » (cali = chaud, fornia = four) ou encore comme des « fourneaux chauds » (caliente fornalia en castillan). L'expression latine calida fornax, « climat chaud », en latin. Le golfe de Californie apparaît sur des cartes datant des années 1560.

### Occupation autochtone
Les plus anciens ossements humains retrouvés en Californie sont vieux de 10 000 à 13 000 années : ils ont été mis au jour dans l'île Santa Rosa en 1959-1960. La région a d'abord été occupée par les Amérindiens organisés en de nombreuses tribus : Quechans, Chumash, Maidu, Miwoks, Modocs, Mojaves, Salinan, Ohlones et Tongvas.

### Exploration européenne

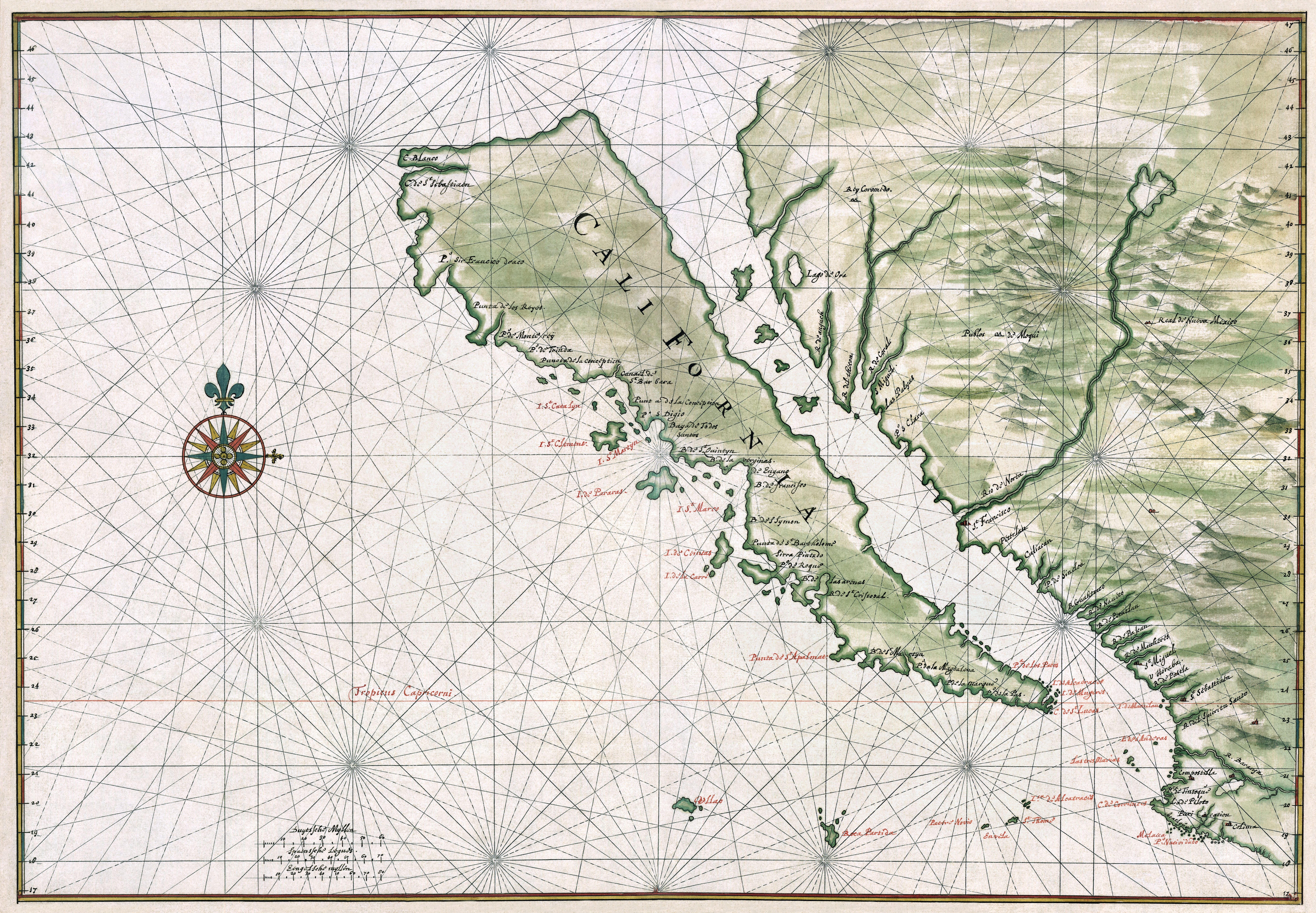
Carte de la Californie vue par les Européens vers 1650.

La Californie est découverte au XVIe siècle par les Espagnols : en 1539, Francisco de Ulloa longe les côtes occidentales du Mexique ainsi que le golfe de Californie et apporte ainsi la preuve que la Basse-Californie est une péninsule ; en dépit de cette découverte, la croyance que la Californie est une île demeure en Europe. En 1542, Pedro de Alvarado, soutenu par Antonio de Mendoza, premier vice-roi de Nouvelle-Espagne, envoie João Rodrigues Cabrilho explorer le Sud de la Californie pour le compte de la couronne d'Espagne. En 1602, Sebastián Vizcaíno poursuit l'exploration de la côte jusqu'à la baie de Monterey. Officiellement, ces nouveaux territoires appartiennent à la Nouvelle-Espagne, mais il faut attendre 1765 pour qu'ils soient colonisés sous l'impulsion du roi Charles III. En 1768-1770, une expédition terrestre dirigée par Gaspar de Portolà passe par les villes actuelles de San Diego, Los Angeles, Santa Barbara et atteint la baie de San Francisco.
Les Espagnols ne sont pas les seuls à s'intéresser à la Californie à l'époque moderne. Dès 1579, l'Anglais Francis Drake prend possession de la Californie, qu'il baptise Nova Albion. Au XVIIIe siècle, les Britanniques (James Cook, George Vancouver) et les Français (Jean-François de La Pérouse) explorent le nord de la Californie. Au début du XIXe siècle, les Russes viennent y chercher des fourrures.

### Colonisation espagnole

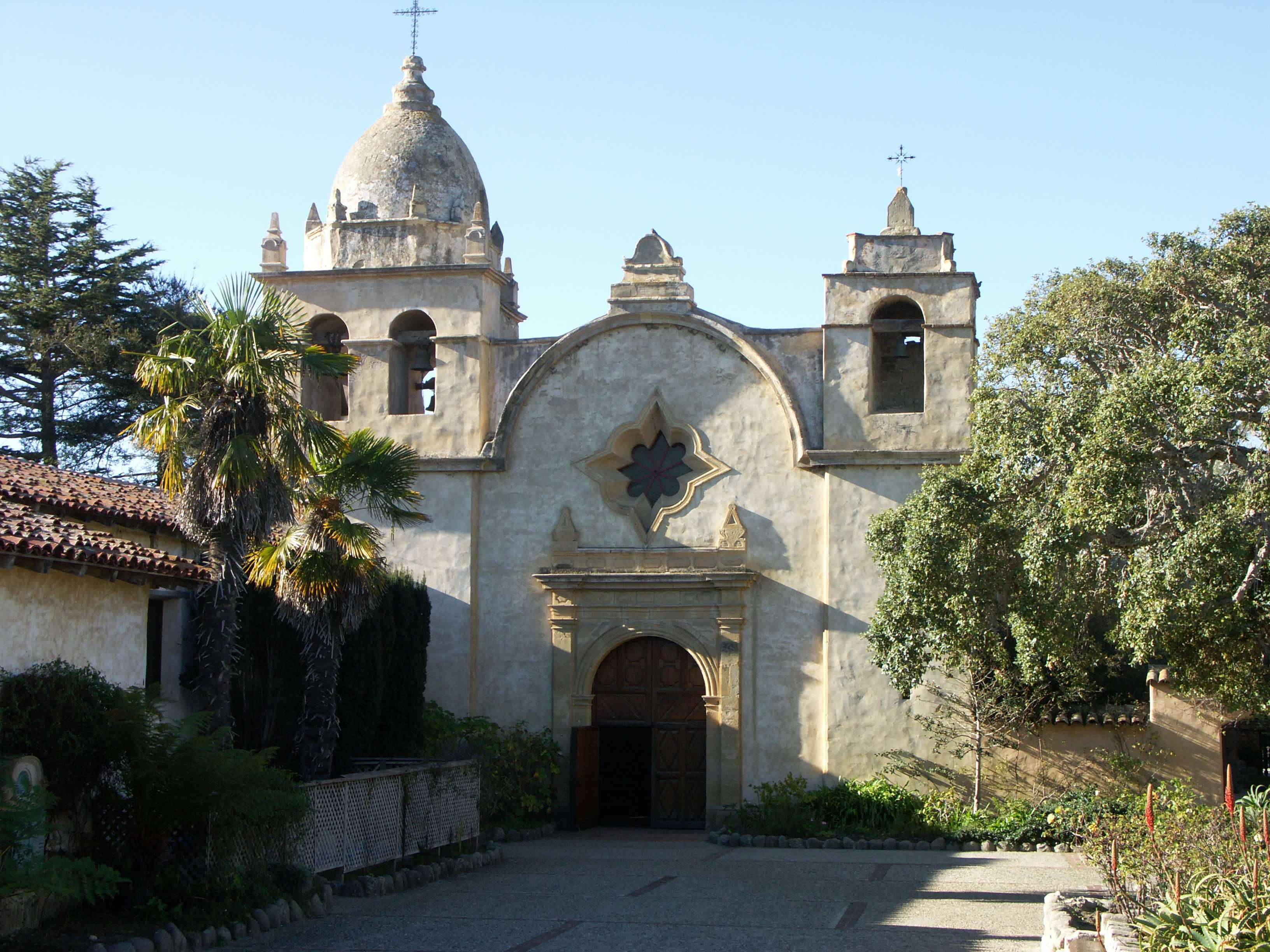
Mission San Carlos Borromeo.

La colonisation espagnole repose sur trois piliers : les missions, qui convertissent les Amérindiens, les presidios (San Diego, Santa Barbara, Monterey, San Francisco, etc.), forts qui assurent la défense du territoire, et enfin les pueblos (villages), où résident les colons. Le pueblo de Los Angeles est établi en 1781.
Les premières missions espagnoles de Californie sont fondées en 1769-1770 par le franciscain Junípero Serra. En 1794, les neuf missions de Californie regroupent 4 650 Indiens et 38 franciscains. Le nombre des missions atteint les 21 en 1821.
Au début du XIXe siècle apparaissent des rivalités entre les puissances coloniales. En 1812, les troupes russes érigent le Fort Ross dans le nord de la Californie. Des trappeurs et coureurs des bois canadiens français parcourent la région en quête de fourrure de castors, loutres et ours. Ils tracent la future piste de la Californie. D'autre part, des colons américains viennent s'installer en Californie par la piste de Santa Fe. En 1819, la signature du traité d'Adams-Onís fait du 42e parallèle la frontière nord de la Californie, qui n'a pas changé depuis.
En 1816, le corsaire argentin Hippolyte Bouchard prend, pendant quelques semaines, les principaux ports de l'Alta California. Deux ans plus tard, il est de retour. Le 20 novembre 1818, la vigie de la pointe des Pins, située à une extrémité de la baie de Monterey, aperçoit deux navires argentins. Sur les bateaux dirigés par Bouchard, il y a 200 hommes, 130 armés de fusils et 70 armés de lances. À l'aube du 24 novembre, Bouchard ordonne à ses hommes de débarquer. Ils accostent à environ une lieue du fort, dans une cache sur les hauteurs. La résistance du fort est très faible, et après une heure de lutte est hissé le drapeau de l'Argentine[réf. incomplète]. Les Argentins tiennent la ville pendant six jours, pendant lesquels ils volent le bétail, brûlent le fort, la caserne d'artillerie, la résidence du gouverneur et les maisons des Espagnols avec leurs vergers et jardins[réf. nécessaire].
Les missions s'étendent de San Diego aux collines au nord de San Francisco. Elles sont construites par le travail forcé des indigènes. Des dizaines de milliers d'Amérindiens meurent de maladies, de malnutrition et de mauvais traitements pendant la période de la mission, qui dure jusqu'aux années 1830. À cette époque, la population indigène de Californie est dévastée, y compris le peuple ohlone, ou costanoan, dont les terres comprenaient autrefois une grande partie de la région de la baie de San Francisco. Plus de 8 000 Ohlones périssent entre 1776 et 1833 ; sur une population d'environ 30 000 avant la colonisation, il reste moins de 100 Ohlones dans les années 1920.

### Californie mexicaine
Après la guerre d'indépendance du Mexique (1810-1821), la Californie devient une province de ce pays. La politique du gouvernement mexicain reconduit le système des missions, jusqu'à ce que le Parti démocratique le dissolve le 17 mars 1833 par décret. Par ailleurs, Mexico encourage l'immigration massive et l'élevage se développe en Californie. Dans un second temps, les immigrés fraîchement arrivés sont à nouveau chassés après l’entrée au gouvernement de Santa Anna, qui cherche à reconduire les missions. Ces événements font naître une animosité forte et durable entre la Californie et le gouvernement mexicain.
En 1845, la fédération des États-Unis annexe la république du Texas, ce qui provoque la guerre américano-mexicaine. Dès 1846, des immigrés américains proclament l’indépendance de la république de Californie (appelée aussi « République du drapeau à l'ours », Bear Flag Republic). Les armées de Zachary Taylor et de Winfield Scott finissent par vaincre les Mexicains. Par le traité de Guadalupe Hidalgo signé le 2 février 1848, le Mexique doit céder un vaste territoire aux États-Unis (désigné sous le nom de cession mexicaine) dont fait partie la Californie[réf. nécessaire].

### Ruée vers l'or

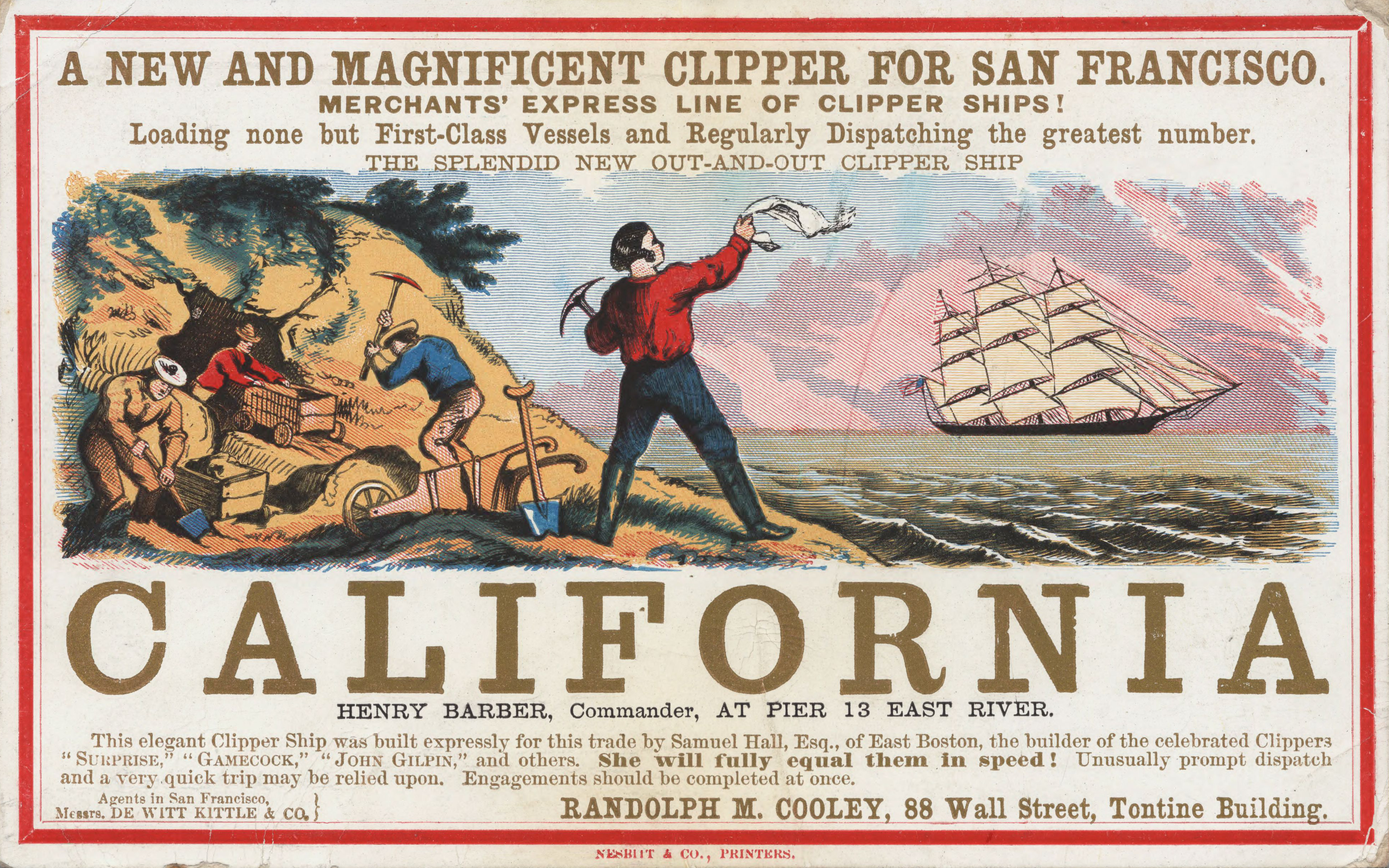
« Un nouveau et superbe clipper partant pour San Francisco », publicité pour le voyage vers la Californie publiée à New York dans les années 1850.

En 1840, le Suisse John Sutter obtient une gigantesque concession au confluent des rivières American et Sacramento. Il développe à cet endroit un immense domaine agricole qu'il appelle « Nouvelle-Helvétie » sur lequel il pratique l'élevage et diverses activités artisanales. C'est sur le site de Sutter's Mill qu'est découvert de l'or le 24 janvier 1848. La nouvelle provoque l'afflux de plusieurs milliers d'immigrants américains mais aussi européens. Cette ruée vers l'or provoque un important essor urbain (Sacramento, San Francisco, Stockton) et affaiblit les Amérindiens dont le nombre passe de 150 000 en 1846 à 30 000 en 1870.

### Débuts de l'État de Californie
En 1849, la convention constituante de Monterey (en) décide à l'unanimité d'interdire l'esclavage, met en place un gouvernement provisoire qui administre la région pendant dix mois et rédige la première constitution de la Californie. Le 9 septembre 1850, la Californie devient le 31e État de l’Union, grâce au compromis de 1850. Durant la guerre de Sécession (1861-1865), le Golden State s’allie aux Nordistes. Pendant les années 1870-1890, le développement du chemin de fer permet à la Californie de se rattacher aux États de l'est. Le premier chemin de fer transcontinental est inauguré en 1869. Le réseau ferroviaire est complété par la Southern Pacific Railroad et l'Atchison, Topeka and Santa Fe Railroad. San Francisco compte 70 000 habitants dès 1862 et la ville profite de la création de centaines de compagnies minières du Comstock Lode, dont les actions s'échangent sur la Bourse de San Francisco, produisant plusieurs millionnaires qui animent la vie politique et dotent la ville de bâtiments superbes pour l'époque : James Graham Fair, John William MacKay, James C. Flood et leur Banque du Nevada, Adolph Sutro, William Sharon et sa Bank of California ou encore John P. Jones et Alvinza Hayward.
Entre 1851 et 1856, on assiste à une montée en puissance des « Committees of Vigilance », des groupes qui profitent du manque d’autorité et de l’instabilité du gouvernement pour exercer leur propre loi. Ces comités, qui pensent que le gouvernement est miné par la corruption, se donnent la tâche de punir les criminels, mais aussi d’expulser les immigrants voire de les assassiner, surtout des Irlandais. Ceux-ci subissent de nombreux lynchages. Ces groupes sont financés par des hommes d'affaires ou des propriétaires terriens.
La Californie impose en 1854 une nouvelle taxe aux étrangers non éligibles à la naturalisation, celle-ci étant réservée aux « personnes libres et blanches ».

### Essor démographique et économique

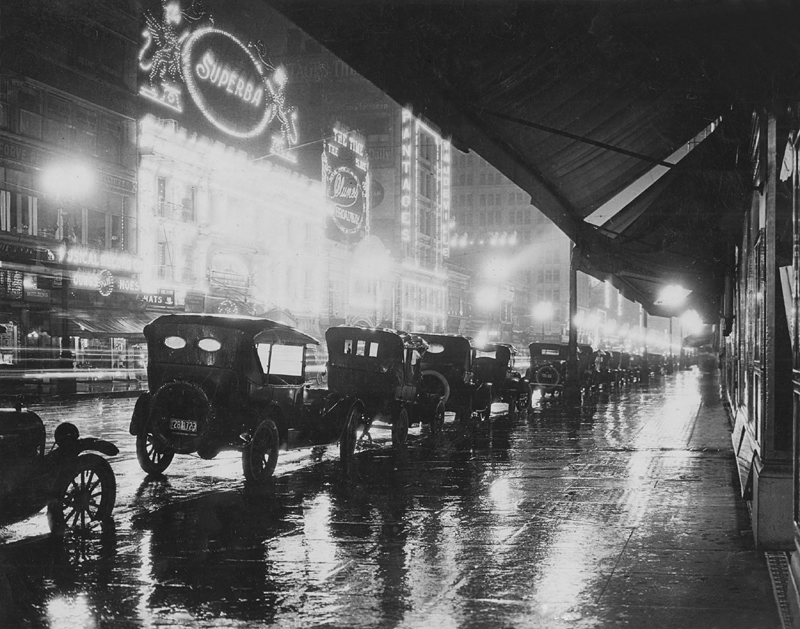
Los Angeles dans les années 1920.

La Californie du Sud connaît un développement spectaculaire pendant la première moitié du XXe siècle. L'agriculture se modernise. Du pétrole est découvert dans le bassin de Los Angeles, dans les années 1920. Les compagnies de cinéma comme la MGM, Universal et Warner Bros. achètent toutes des terres à Hollywood. L'ouverture du canal de Panama en 1914 stimule le port de Los Angeles.
En 1913, la Californie interdit aux Japonais d'acquérir des terres et les désigne non éligibles à la naturalisation — au même titre que les Chinois et les Coréens —, ce qui suscite des tensions diplomatiques avec le Japon.
La population augmente rapidement et d'importants aménagements sont réalisés comme l'aqueduc de Los Angeles (1908). La Lincoln Highway, la première route transcontinentale construite pour les véhicules motorisés, achevée en 1913, est un facteur clé du développement de l’industrie et du tourisme dans l’État. La U.S. Route 66 est terminée en 1926.
Cependant, la Grande Dépression des années 1930 met fin à l'optimisme et provoque l'augmentation du chômage. La Seconde Guerre mondiale entraîne un nouvel essor de la Californie qui voit s'implanter des industries de guerre (aéronautique, chantiers navals). C'est à cette époque que les Japonais de l'État sont enfermés dans des camps[réf. nécessaire] et que les Afro-Américains viennent s'installer en masse.
Après la guerre, l’immobilier remplace les industries du pétrole et de l’agriculture comme principal domaine d’activité en Californie du Sud. L'État se modernise : à Los Angeles, la première autoroute de tout l'Ouest américain, la 110 Freeway, est achevée en 1953 ; en 1955, Disneyland ouvre à Anaheim. Les années 1960 sont aussi une période de tensions et de bouleversements sociaux. La Californie devient l'État le plus peuplé des États-Unis et attire de nombreux Américains. Les étudiants s’opposent à la guerre du Viêt Nam par de nombreuses grèves et manifestations, notamment à l'université de Californie à Berkeley. La Californie devient un foyer de nouveaux mouvements culturels comme ceux des beatniks et des hippies à Haight-Ashbury et Venice West. Le 11 août 1965, des émeutes raciales explosent à Watts, un quartier de Los Angeles : 34 personnes sont tuées et plus d'un millier sont blessées,. En 1966, les électeurs de Californie obtiennent par référendum l’annulation de dispositions favorables à la mixité raciale du logement.
Dans les années 1980, l'économie californienne se classe au huitième rang mondial. La Silicon Valley devient un centre majeur de haute technologie. La préservation de l'environnement, le risque sismique, les tensions raciales (les émeutes de 1992 à Los Angeles font environ 50 morts) et l’immigration sont les enjeux auxquels doit faire face la Californie, dont le visage s’est profondément transformé au cours du XXe siècle.

## Géographie

### Généralités

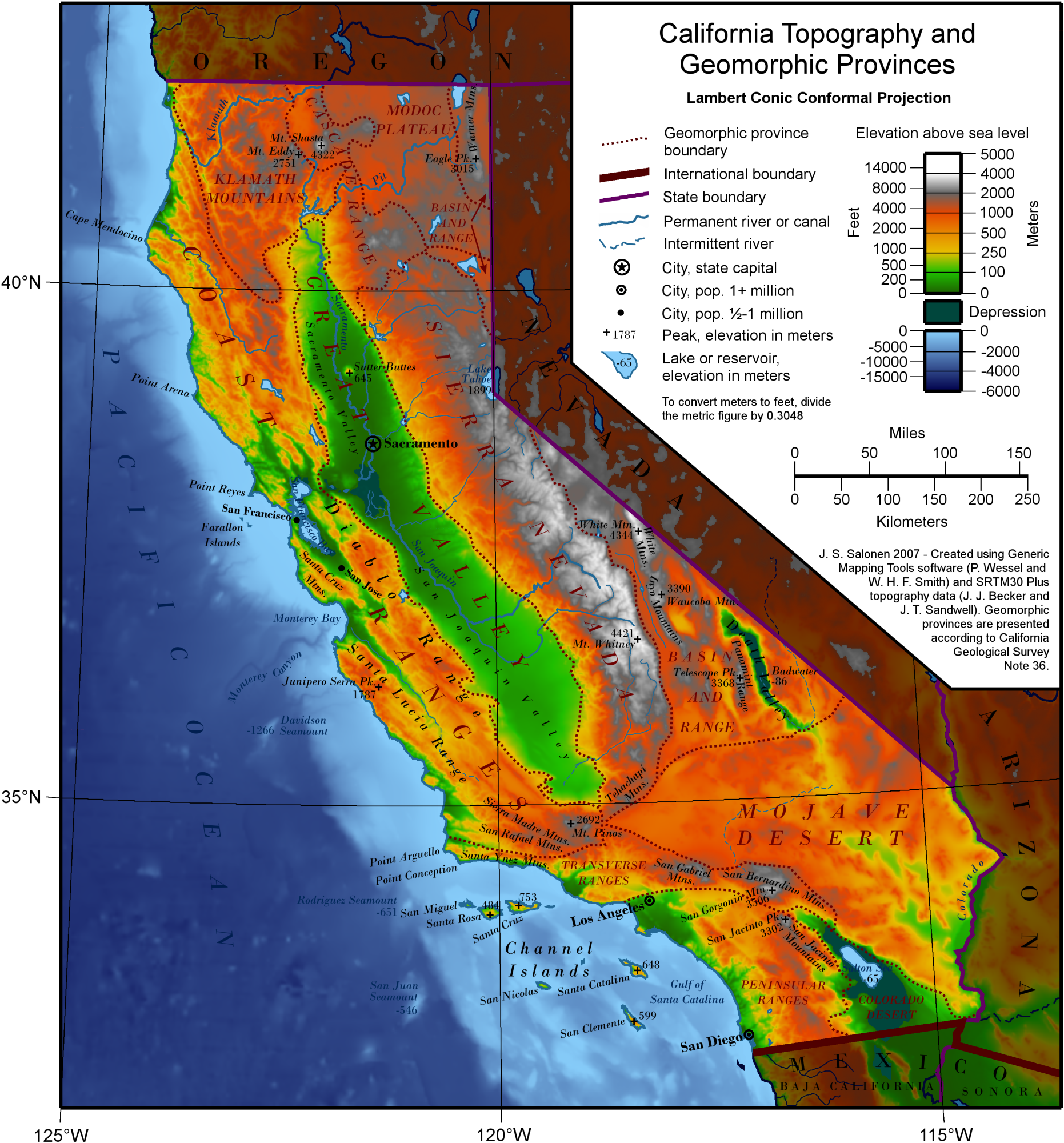
Carte du relief californien.

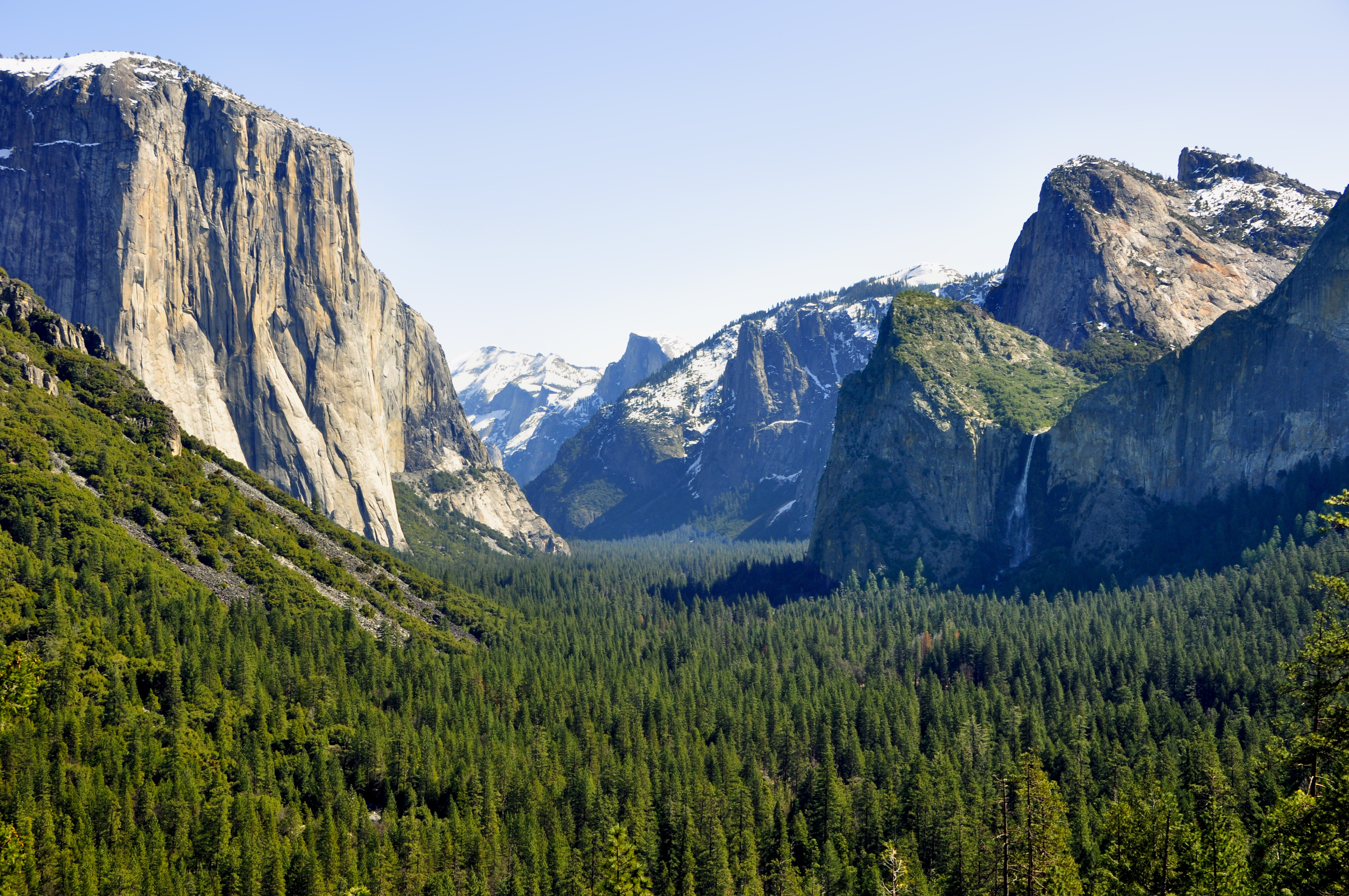
La vallée de Yosemite.

Avec 423 970 km2, la Californie est le troisième plus grand État des États-Unis après l'Alaska et le Texas. Elle appartient à l'Ouest américain et à la région de la Sun Belt. Bordée à l'ouest par l'océan Pacifique, au nord par l'Oregon, à l'est par le Nevada et l'Arizona, elle possède une frontière avec le Mexique au sud.
Elle s'étend en latitude de 42° N à 32° 30’ N,,, ce qui lui confère une longueur nord-sud d'environ 1 300 km, ainsi qu'entre 114° 8' W au sud du barrage de Parker et 124° 24' W au cap Mendocino. Sa largeur varie entre 240 et 400 km. La Californie se trouve dans le fuseau horaire des États du Pacifique (UTC−08:00).

### Relief

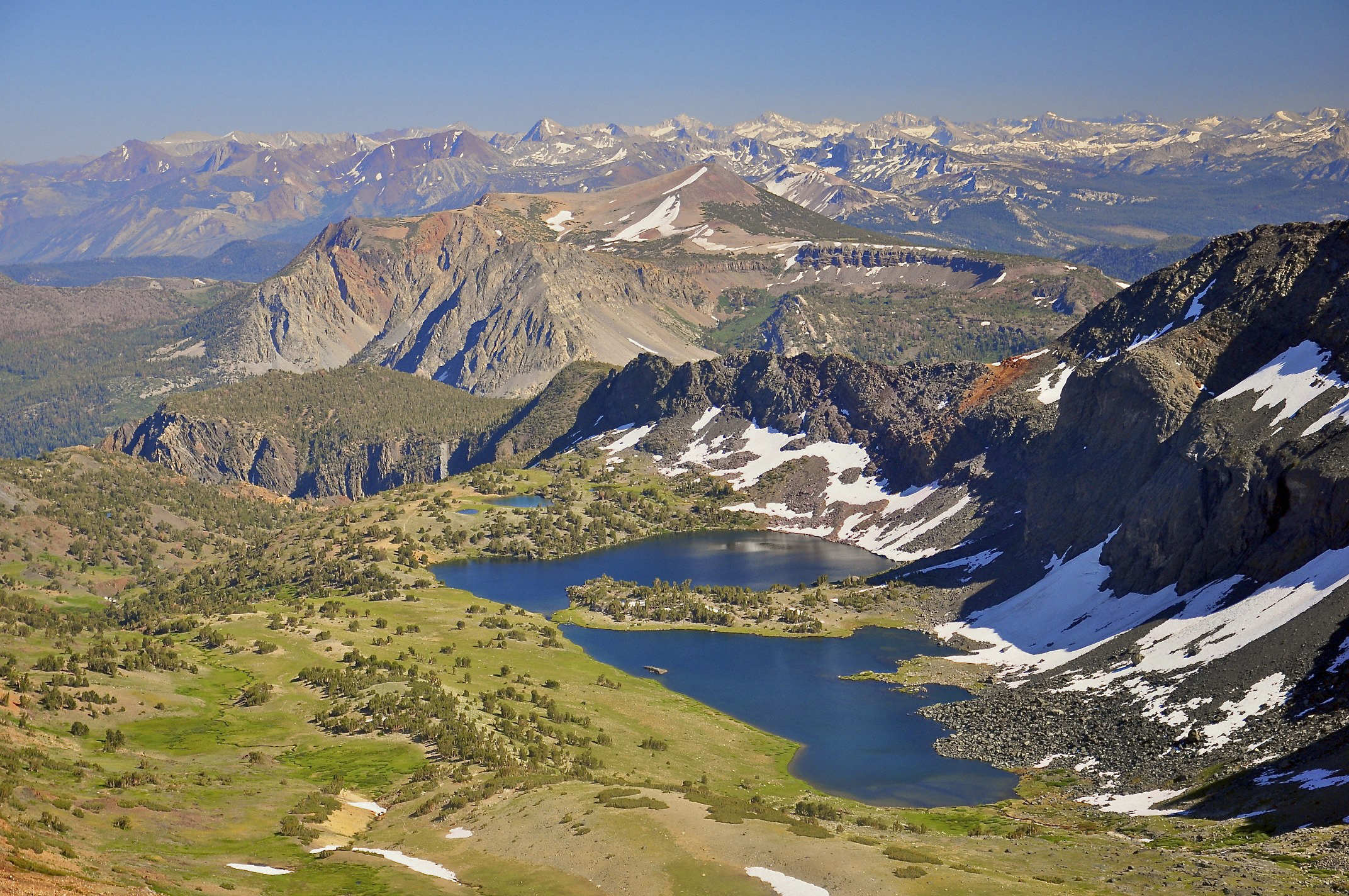
Ansel Adams Wilderness dans l'Est de la Californie.

Le relief californien est marqué par la diversité : les altitudes varient entre 86 mètres en dessous du niveau moyen de la mer (Badwater, vallée de la Mort) à 4 421 mètres au mont Whitney, le plus haut sommet des États-Unis en dehors de l'Alaska (Sierra Nevada).
L’organisation du relief est à peu près méridienne : le Grand Bassin occupe les marges orientales de l'État ; il est bordé par la Sierra Nevada, la plus haute chaîne. Au nord se trouvent plusieurs systèmes montagneux (chaîne des Cascades, monts Klamath) et des plateaux (plateau de Modoc). La Vallée Centrale de Californie est encadrée par la Sierra Nevada à l'est et les chaînes côtières du Pacifique (Chaînes côtières californiennes) à l'ouest.
La disposition longitudinale du relief s’explique par une orogenèse particulière : les formes du relief californien résultent directement ou indirectement de la tectonique des plaques. La plaque pacifique glisse lentement en direction du nord-ouest, le long de la plaque continentale nord-américaine. Ce frottement provoque des séismes, notamment sur la faille de San Andreas qui court du golfe de Californie au nord de San Francisco. Des milliers de tremblements de terre imperceptibles ont lieu chaque année, mais les Californiens redoutent The Big One, un violent séisme qui ferait beaucoup de victimes, à l’instar du séisme de 1906 à San Francisco.
L'État se dote d'un système de surveillance et d'alerte sismique. Les gratte-ciel de Los Angeles et de San Francisco respectent les normes de construction parasismique. Les séismes peuvent également se produire dans l’océan Pacifique et provoquer des tsunamis.

### Littoral

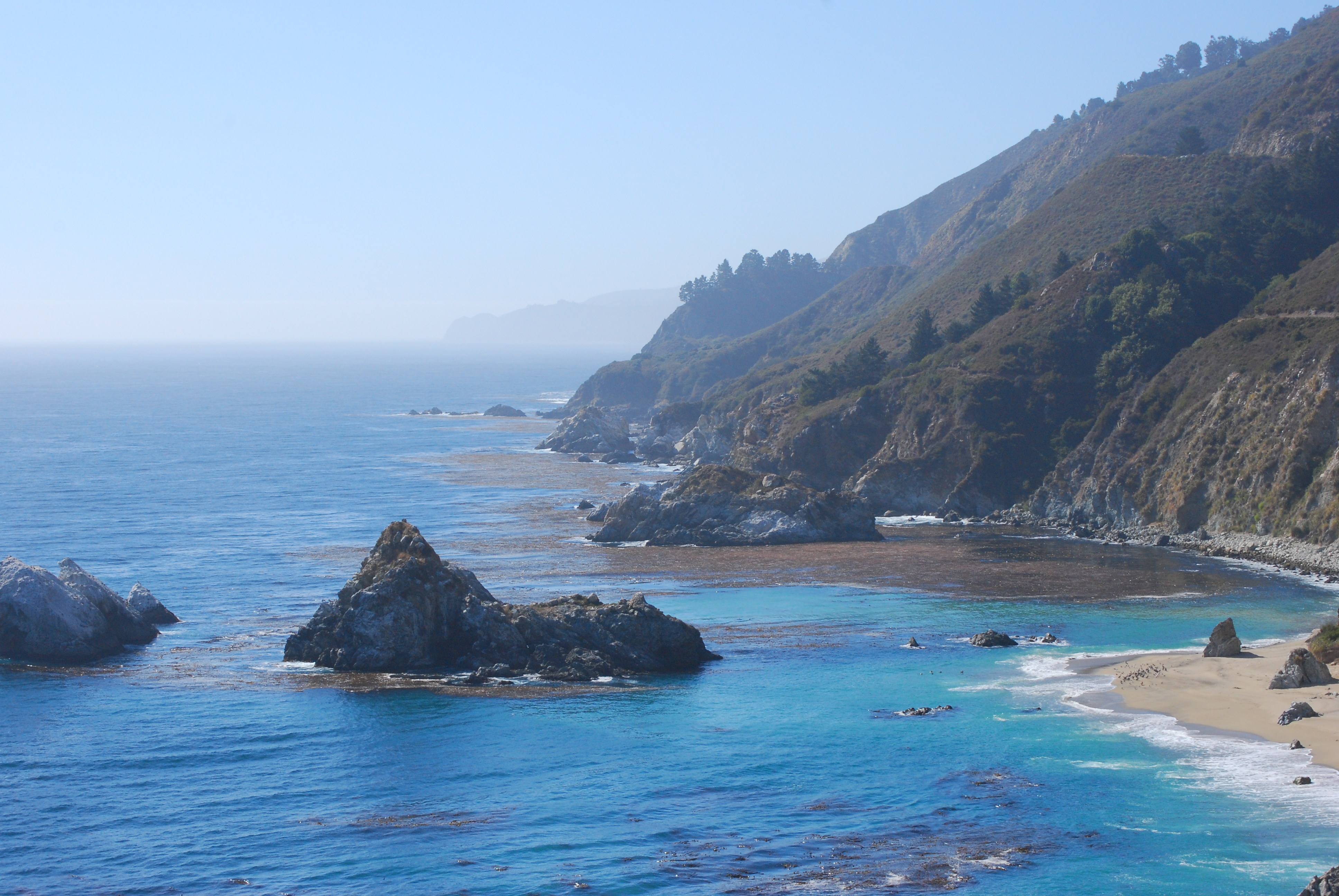
Big Sur, côte centrale sur l'océan Pacifique.

Le littoral californien, qui mesure environ entre 1 350 km (840 miles) de longueur et 5 000 km en comptant les baies, est échancré par de nombreux golfes, baies (baie de Humboldt, baie de San Francisco, baie de Monterey, baie de Santa Monica, etc.), des caps (cap Mendocino, Point Reyes, par exemple) et estuaires (de la Klamath, du Sacramento, du San Joaquin). Les étendues plates sont relativement étroites (sauf le bassin de Los Angeles et dans la Vallée Centrale). À Big Sur, la chaîne granitique plonge à pic dans l'océan, créant un paysage d'escarpement littoral préservé et faiblement peuplé : le chaînon Santa Lucia offre ainsi des falaises de 240 mètres qui dominent l'océan. L'érosion est intense dans certains secteurs, à cause de la houle et des aménagements humains.
Les îles sont petites et peu nombreuses : les îles Farallon à l’ouest de San Francisco, l'île d'Alcatraz dans la baie de San Francisco, les Channel Islands de Californie au large de Santa Barbara et de Los Angeles.
Le courant de Californie, qui s'étire sur environ 2 500 km est relativement froid et apporte des brouillards. Il est en relation avec le phénomène des upwellings : ces remontées d'eau froide venant des profondeurs sont riches en nutriments qui attirent une abondante faune sous-marine. La houle et les vagues sont des phénomènes omniprésents : ils permettent la pratique du surf.

### Hydrologie

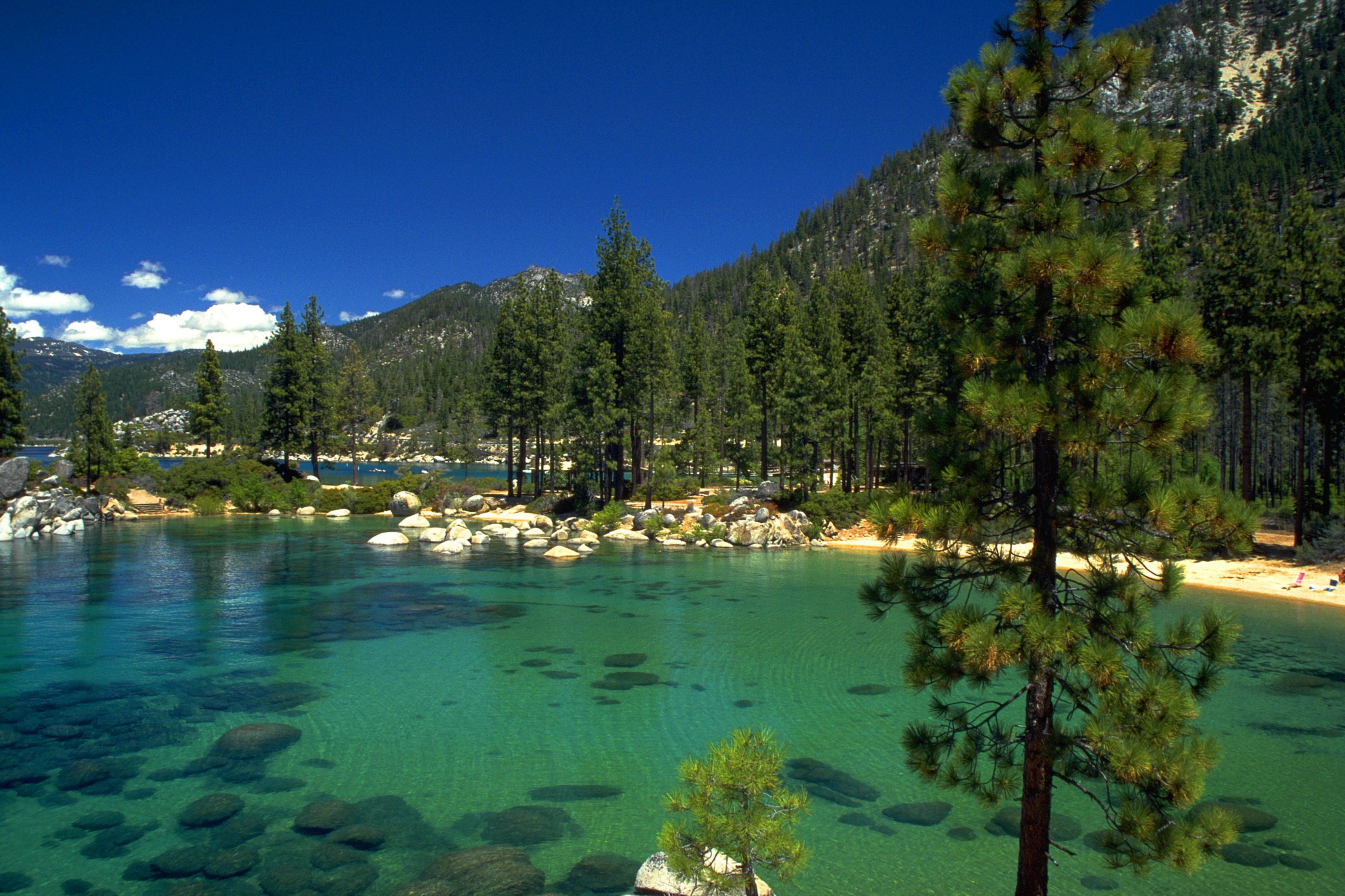
Lac Tahoe, dans la Sierra Nevada.

La ligne de partage des eaux se trouve dans la Sierra Nevada : la majorité des cours d'eau de la Californie se jette dans l'océan Pacifique. Les rivières et les fleuves côtiers coulent de façon parallèle aux chaînes, jusqu'à ce qu'ils se fraient un passage vers la Vallée Centrale ou le Pacifique. La plupart des fleuves californiens ont un régime hydrologique d’écoulement en haute montagne. Seuls les cours d’eau des régions désertiques ont un régime endoréique et certains sont à sec de façon définitive ou temporaire. Le Colorado marque la frontière entre la Californie et l'Arizona. Les deux plus grands coulent dans la Vallée Centrale de Californie : au nord, le Sacramento (615 km) ; au sud, le San Joaquin (560 km).
4,7 %, soit 20 037 km2 du territoire californien, est sous l'eau. L'État compte de nombreux lacs : le plus étendu est la Salton Sea, dans la Vallée impériale, mais il s'agit d'un lac artificiel. La Sierra Nevada constitue le château d’eau de la Californie : ainsi, le lac Tahoe est le plus grand lac de la chaîne. Situé à 1 867 mètres d'altitude, il mesure 19 km de large et 35 km de long, pour une superficie d'environ 502 km2. Avec ses 495 mètres de profondeur, il est le troisième lac le plus profond d'Amérique du Nord et le huitième du monde.

### Climat

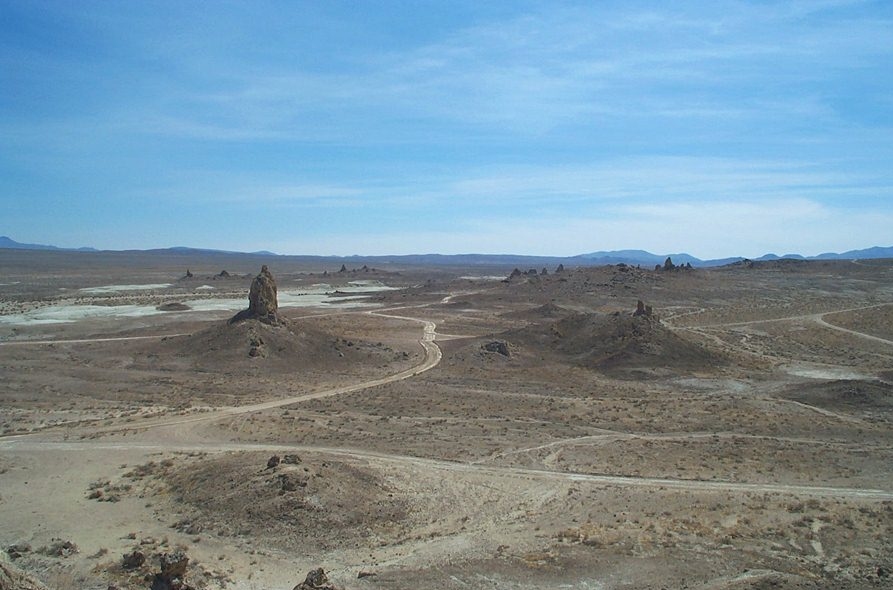
Le désert des Mojaves, une région aride du Sud de la Californie.

Dans l'imaginaire collectif, la Californie est réputée pour son climat méditerranéen. En réalité, l'État présente une importante variété de conditions. Trois éléments entrent en jeu pour comprendre le climat californien : le courant de Californie, le relief et la latitude.
Le courant froid de Californie entretient le long de la côte un climat tempéré. Au-dessus des terres, les courants ascendants aspirent l'air marin, dont l'humidité se condense et forme des brouillards tenaces. La disposition longitudinale du relief est en cause dans la répartition des précipitations et des températures. Au fur et à mesure qu'on s'éloigne vers l'intérieur du continent, les précipitations diminuent : la Vallée Centrale reçoit peu d'eau. En arrivant sur les contreforts de la Sierra Nevada, les nuages montent en altitude et déversent leurs précipitations abondantes sur la chaîne de montagnes : ainsi, dans le Blue Canyon près du lac Tahoe, le total des précipitations est de 1 685 mm par an. Ces précipitations alimentent les rivières et façonnent les canyons.
Si la situation du relief agit sur les précipitations, les températures évoluent en fonction de l'altitude, mais aussi selon la latitude : la Californie du Sud est plus sèche et plus chaude que la Californie du Nord. Au sud-est de l'État s'étendent des régions désertiques ou semi-désertiques, très dissemblables selon leur latitude : par exemple, la Vallée impériale reçoit 76 mm de pluie par an. À Alturas, dans le comté de Modoc, dans le coin nord-est, le nombre de jours de gel par an est de 254 à 1 300 mètres d’altitude. Il ne gèle jamais dans le centre de San Francisco, Los Angeles ou San Diego.
Le record de froid est de –43 °C enregistré le 20 janvier 1937 à Boca dans l'est.
Les risques liés aux aléas climatiques sont nombreux : le nord est menacé par les inondations provoquées par des précipitations abondantes ou par la fonte des neiges sur les montagnes au printemps. Dans le Sud, c'est la sécheresse qui pose des problèmes : la vallée de la Mort est l'endroit le plus chaud et le plus sec d'Amérique du Nord,. Certains secteurs reçoivent moins de 50 mm annuels de précipitations et sont hyperarides. 57,1 °C ont été mesurés le 10 juillet 1913 dans le parc national de la vallée de la Mort. La région de Los Angeles et de Santa Barbara est régulièrement dévastée par les incendies en été. Le régime des précipitations peut en outre être perturbé par l'apparition d'El Niño dans l'océan Pacifique.
Ainsi, en 2014, la Californie a subi une forte sécheresse à la suite d'une crête persistante sur la côte pacifique, qui a mis à mal ses réserves d'eau de secours et certaines cultures (vignes notamment). Des modélisations météo-climatiques prospectives laissent craindre une « méga-sécheresse » s'installant de 2050 à 2099 et qui pourrait durablement toucher la Californie. En 2018, la Californie a été ravagée par des incendies ; le « Camp Fire » a été l'un des feux de forêt les plus meurtriers de l'histoire récente des États-Unis (au moins 88 morts).
| Station          | Région             | Latitude (N) | Longitude (O) | Altitude (m) | Précipitations (mm) | Températures (°C) | Nb de jours de gel |
| ---------------- | ------------------ | ------------ | ------------- | ------------ | ------------------- | ----------------- | ------------------ |
| Alturas          | Plateau de Modoc   | 41° 30’      | 120°32'       | 1117         | 308                 | 8,2               | 254                |
| San Francisco    | Littoral centre    | 37° 46’      | 122 °26’      | 53           | 566                 | 14,6              | 0                  |
| Bakersfield      | Vallée centrale    | 35° 26’      | 119° 03’      | 149          | 164                 | 18,3              | 0                  |
| Los Angeles      | Littoral sud       | 34° 02’      | 118° 18’      | 56           | 384                 | 19                | 0                  |
| Vallée impériale | Désert du Colorado | 32° 51’      | 115° 34’      | - 19         | 76                  | 22,3              | 0                  |

En 2020, l'incendie de forêt a commencé en Californie par des dizaines de milliers d'éclairs, alimentés par la chaleur et une faible humidité. Il a enregistré le deuxième incendie le plus dévastateur de l'histoire de la Californie.

### Écologie

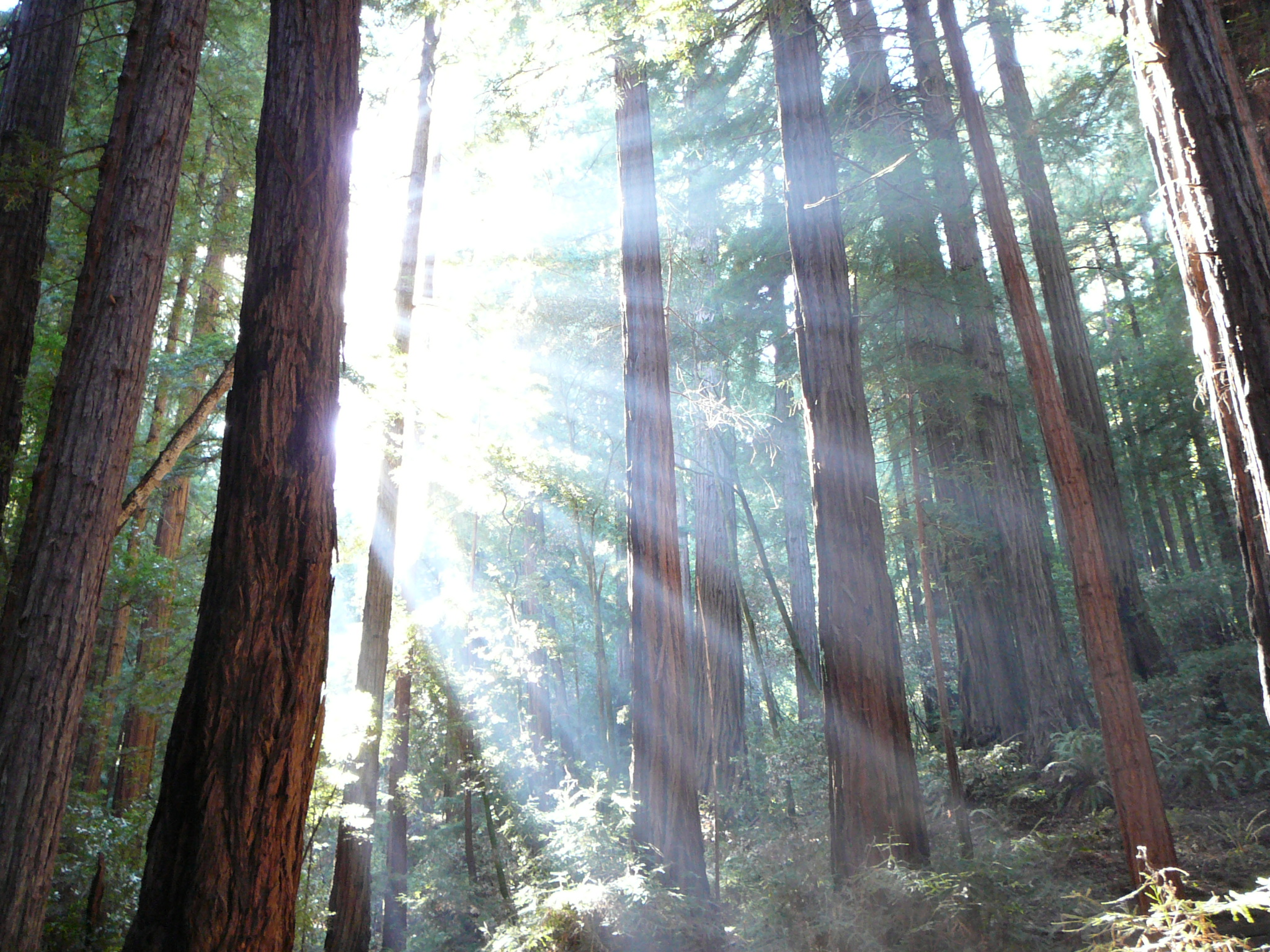
Le séquoia à feuilles d'if (Sequoia sempervirens), symbole de la Californie.

La Californie est l'une des régions les plus riches et les plus diversifiées du monde sur le plan écologique. Elle fait partie de l'écozone néarctique et compte de nombreuses écorégions terrestres. Cependant, certains de ses écosystèmes subissent l'urbanisation, l'exploitation forestière et l'introduction d’espèces exotiques et sont donc menacés. 40 % du territoire californien est couvert de forêts.
Le colin de Californie (Callipepla californica), le grizzli (Grizzly de Californie, Ursus arctos californicus, disparu de l’État depuis 1922), la baleine grise (Eschrichtius robustus), l’Hypsypops rubicundus (poisson) et le papillon Zerene eurydice sont des animaux représentatifs de l’État.
Dans la faune endémique, on compte également :
- Condor de Californie (Gymnogyps californianus)
- Genyonemus
- Osmia ribifloris
- Otarie de Californie (Zalophus californianus)
- Ours noir (Ursus americanus)
- Phoque commun (Phoca vitulina)
- Puma (Puma concolor)
- Renard gris insulaire (Urocyon littoralis)
- Renard nain (Vulpes macrotis)
- Requin dormeur cornu (Heterodontus francisci)
- Spermophile de Californie
- Truite dorée (Oncorhynchus aguabonita)

Pour ce qui concerne la flore, c'est en Californie que l'on recense les arbres les plus grands du monde (en volume, le Séquoia géant, et en hauteur, le Séquoia à feuilles d'if) et les arbres les plus vieux du monde (pin Bristlecone). Les plantes herbacées indigènes en Californie sont en majorité des plantes vivaces. Après l'arrivée des Européens, elles ont été en grande partie remplacées par les espèces invasives herbacées annuelles du Vieux Continent. Les collines californiennes sont connues pour leur couleur brun-or caractéristique en été.
La flore présente dans cette région des États-Unis est adaptée à des températures extrêmes. Ainsi la sève des arbres de cette zone a des propriétés remarquables contre le froid. En revanche l'été, cette sève est très hautement inflammable. Ainsi des incendies ravagent rapidement certaines parties non-urbanisées du Sud de la Californie. Des forages dans cette zone ont montré que depuis la dernière glaciation, cette zone a subi d'innombrables feux de forêt sans provoquer la destruction de la faune et de la flore. En effet, les prélèvements montrent qu'au fil des événements cataclysmiques, la faune s'est reconstituée assez rapidement tout en se diversifiant.

### Régions

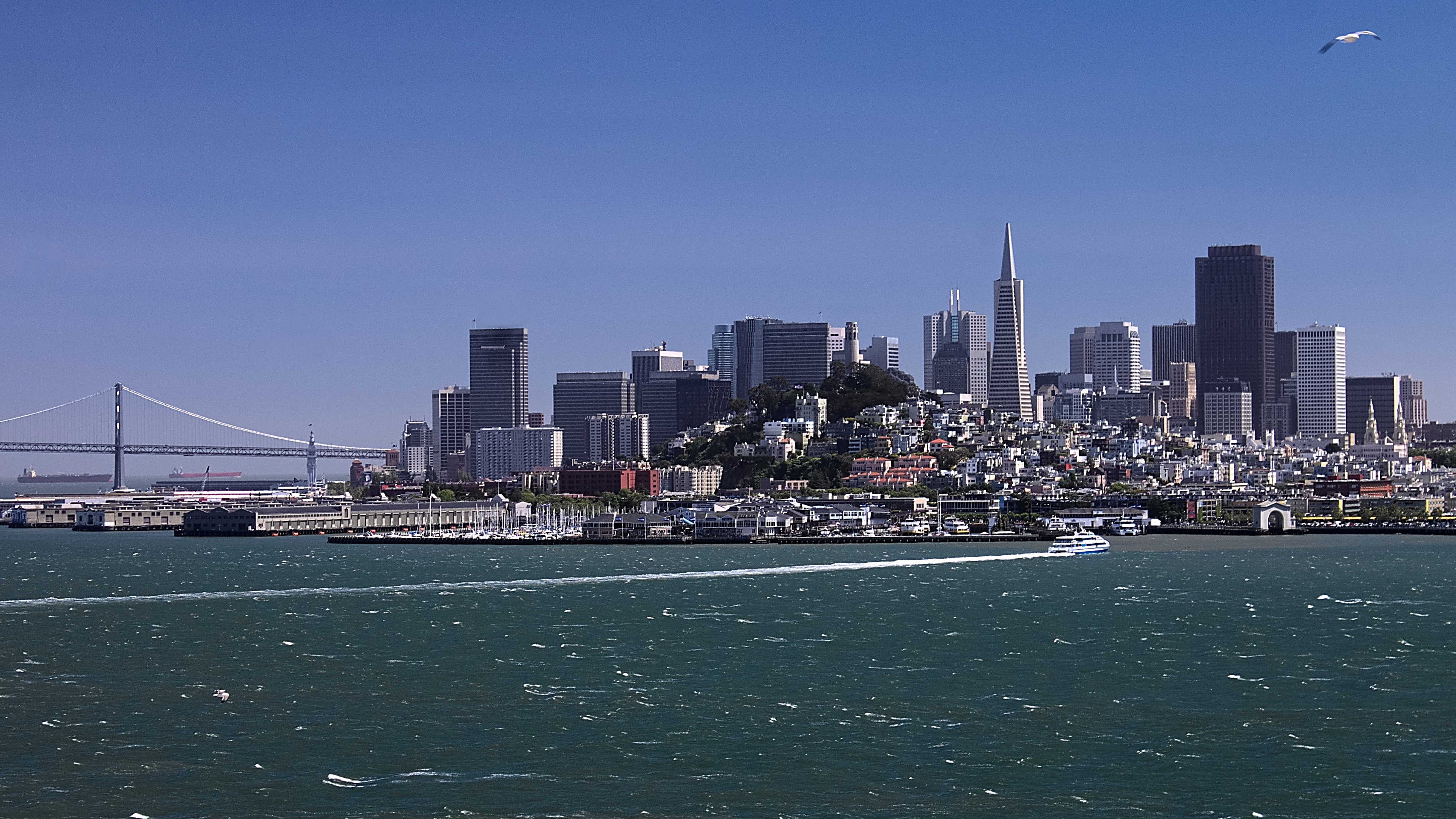
La baie de San Francisco peut être considérée comme une région de la Californie.

La Californie peut être divisée en plusieurs régions géographiques : la Vallée Centrale, le Triangle d'émeraude, la région de la baie de San Francisco, Wine Country, la Californie du Nord, la Californie du Sud, la Côte centrale, Gold Country, le Grand Los Angeles, Inland Empire ou encore la Silicon Valley.

### Aires protégées

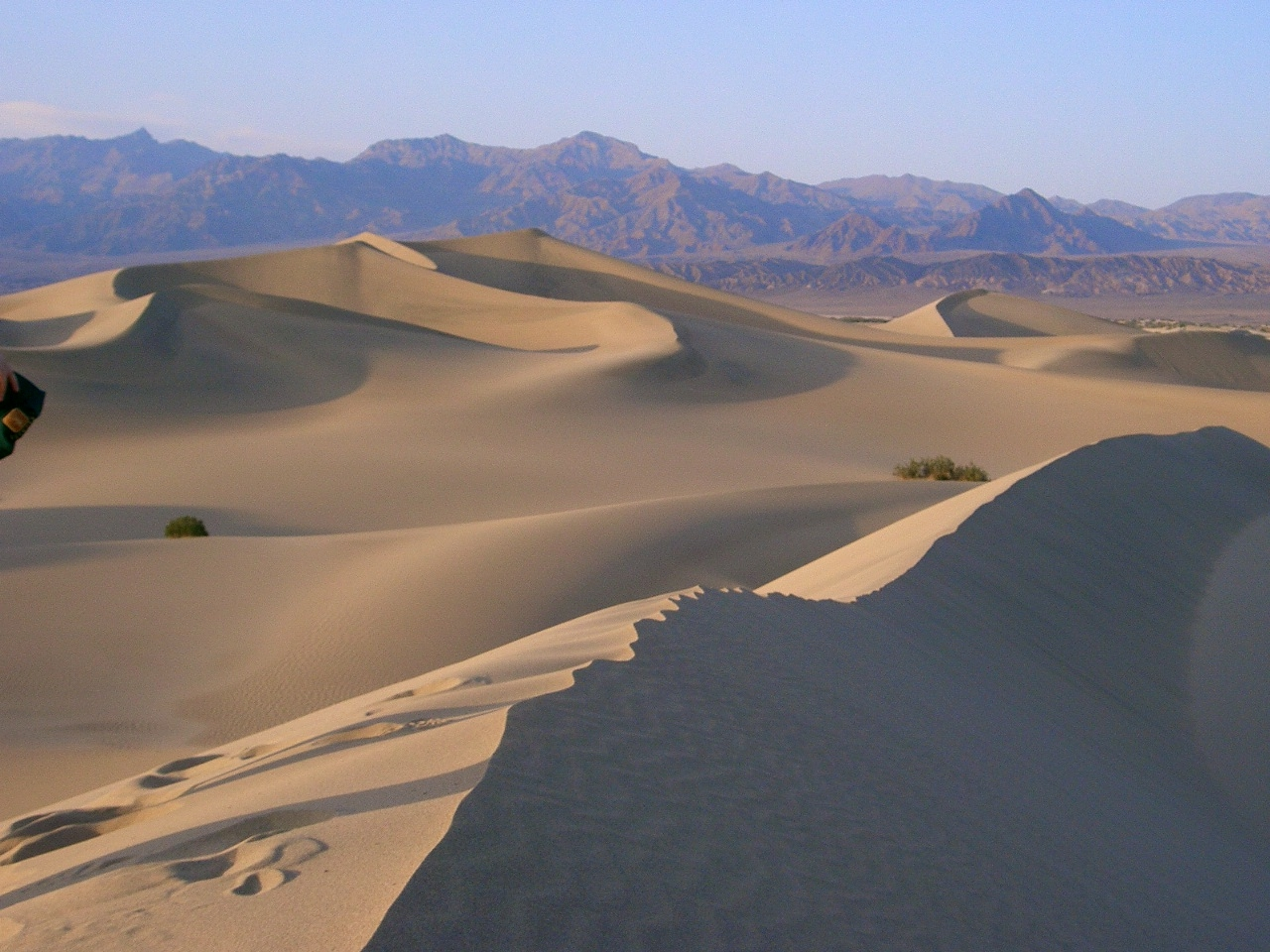
Parc national de la vallée de la Mort.

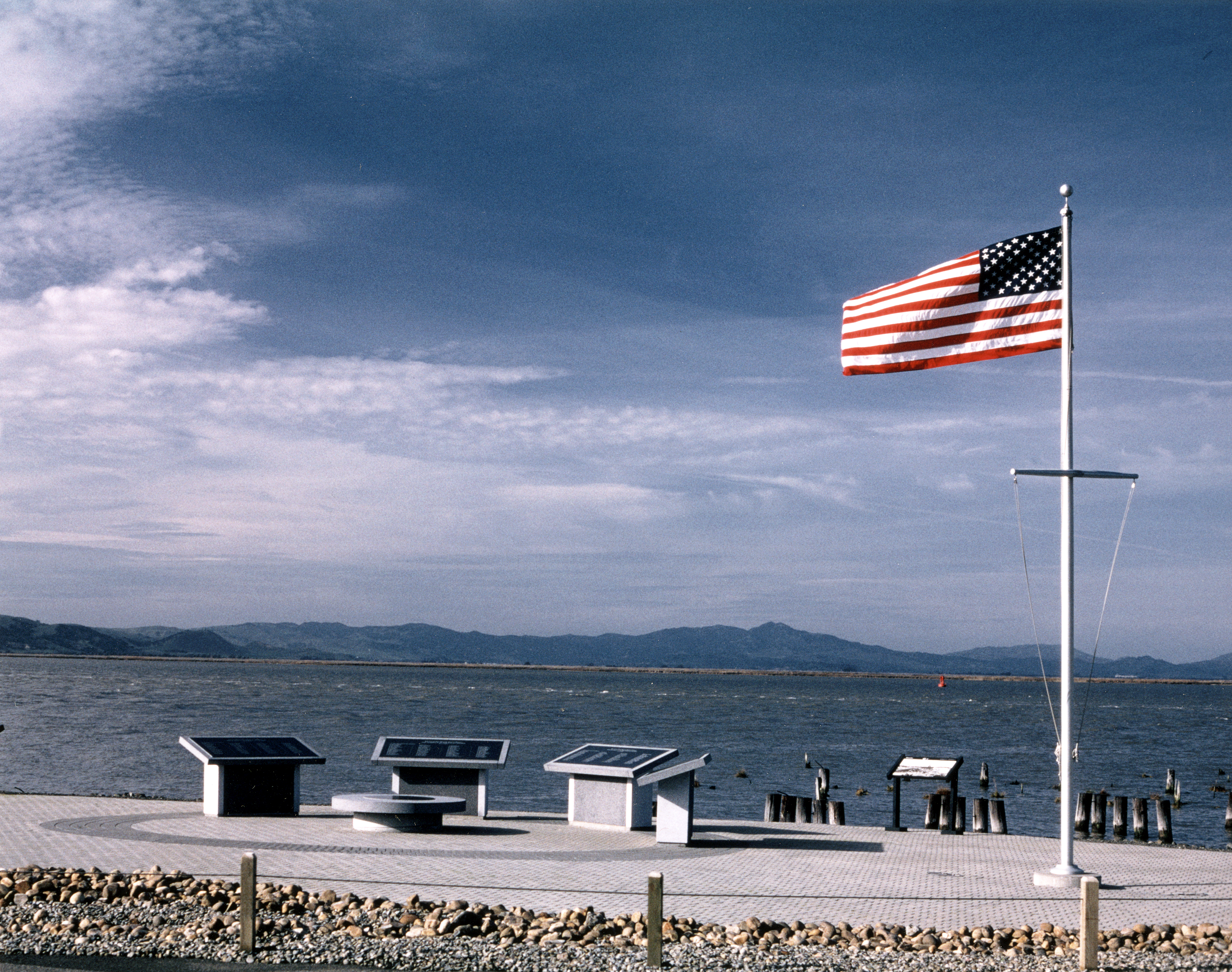
Port Chicago Naval Magazine National Memorial.

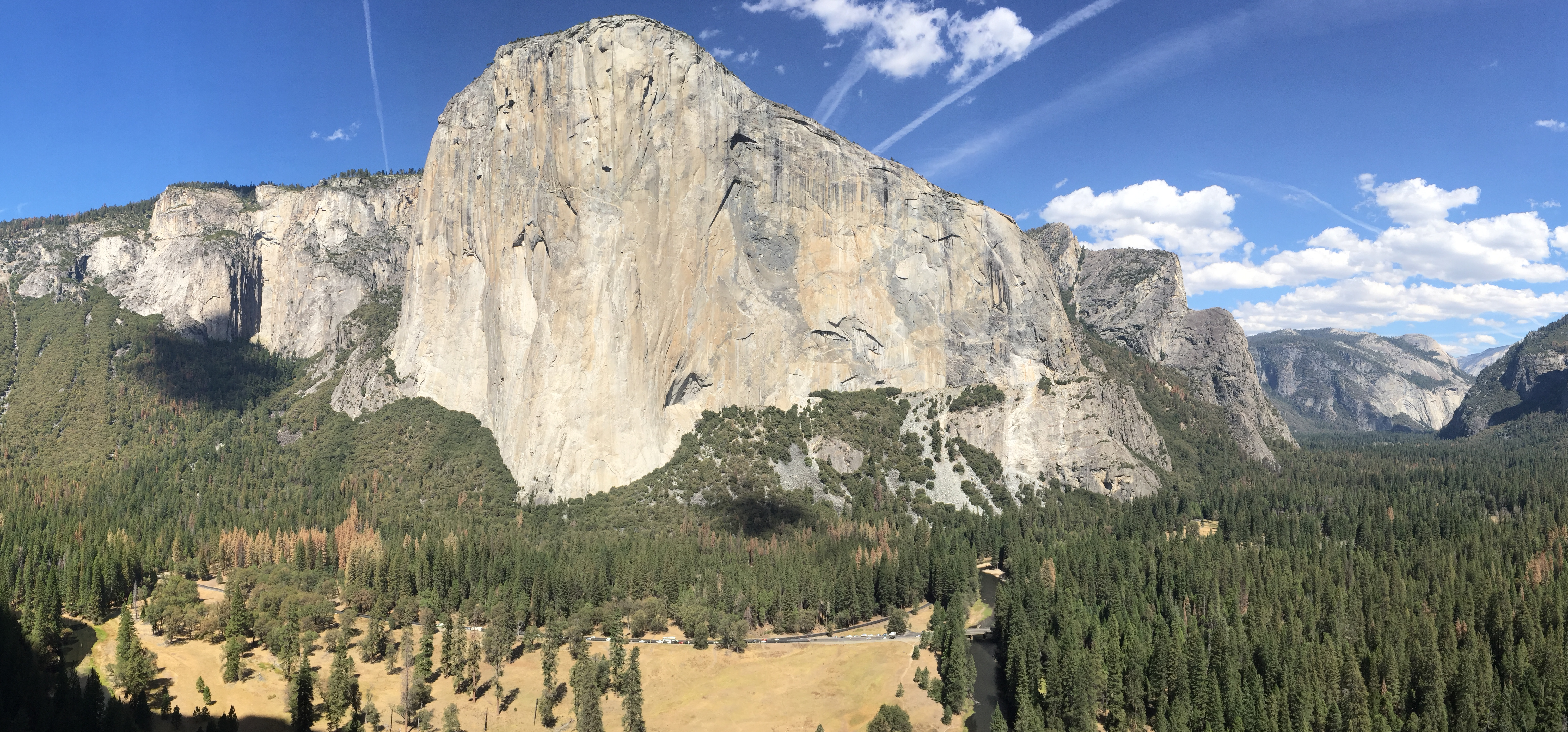
Parc national de Yosemite.

La Californie est l'État des États-Unis qui compte le plus de parcs nationaux (9). La Californie compte une trentaine d'aires protégées gérées par le National Park Service :
Parcs nationaux
- Parc national des Channel Islands
- Parc national de la vallée de la Mort
- Parc national de Joshua Tree
- Parc national volcanique de Lassen
- Parc national des Pinnacles
- Parc national de Redwood
- Parc national de Kings Canyon
- Parc national de Sequoia
- Parc national de Yosemite

National monuments
- Cabrillo National Monument
- Castle Mountains National Monument
- César E. Chávez National Monument
- Devils Postpile National Monument
- Lava Beds National Monument
- Muir Woods National Monument
- Mojave Trails National Monument
- San Gabriel Mountains National Monument
- Sand to Snow National Monument
- Tule Lake Unit, World War II Valor in the Pacific National Monument

National recreation areas
- Golden Gate National Recreation Area (dont l'île d'Alcatraz)
- Santa Monica Mountains National Recreation Area
- Whiskeytown-Shasta-Trinity National Recreation Area

National seashores
- Point Reyes National Seashore

National preserves
- Mojave National Preserve

Autres désignations
- Rosie the Riveter/World War II Home Front National Historical Park
- San Francisco Maritime National Historical Park
- Eugene O'Neill National Historic Site
- Fort Point
- John Muir
- Manzanar
- Port Chicago Naval Magazine National Memorial
- Presidio de San Francisco
- Pearl Harbor National Memorial

## Subdivisions administratives

### Comtés
L’État de Californie est divisé en 58 comtés.

### Agglomérations

#### Aires métropolitaines et micropolitaines
Le Bureau de la gestion et du budget a défini vingt-six aires métropolitaines et huit aires micropolitaines dans l'État de Californie.
| Zone urbaine                                  | Population (2010) | Population (2013) | Variation (2010-2013) | Rang national (2013) |
| --------------------------------------------- | ----------------- | ----------------- | --------------------- | -------------------- |
| Los Angeles-Long Beach-Anaheim, CA            | 12 828 837        | 13 131 431        | 2,4 %                 | 2                    |
| San Francisco-Oakland-Hayward, CA             | 4 335 391         | 4 516 276         | 4,2 %                 | 11                   |
| Riverside-San Bernardino-Ontario, CA          | 4 224 851         | 4 380 878         | 3,7 %                 | 13                   |
| San Diego-Carlsbad, CA                        | 3 095 313         | 3 211 252         | 3,8 %                 | 17                   |
| Sacramento-Roseville-Arden-Arcade, CA         | 2 149 127         | 2 215 770         | 3,1 %                 | 27                   |
| San Jose-Sunnyvale-Santa Clara, CA            | 1 836 911         | 1 919 641         | 4,5 %                 | 34                   |
| Fresno, CA                                    | 930 450           | 955 272           | 2,7 %                 | 56                   |
| Bakersfield, CA                               | 839 631           | 864 124           | 2,9 %                 | 62                   |
| Oxnard-Thousand Oaks-Ventura, CA              | 823 318           | 839 620           | 2,0 %                 | 66                   |
| Stockton-Lodi, CA                             | 685 306           | 704 379           | 2,8 %                 | 78                   |
| Modesto, CA                                   | 514 453           | 525 491           | 2,2 %                 | 103                  |
| Santa Rosa, CA                                | 483 878           | 495 025           | 2,3 %                 | 105                  |
| Visalia-Porterville, CA                       | 442 179           | 454 143           | 2,7 %                 | 111                  |
| Santa Maria-Santa Barbara, CA                 | 423 895           | 435 697           | 2,8 %                 | 120                  |
| Salinas, CA                                   | 415 057           | 428 826           | 3,3 %                 | 121                  |
| Vallejo-Fairfield, CA                         | 413 344           | 424 788           | 2,8 %                 | 122                  |
| San Luis Obispo-Paso Robles-Arroyo Grande, CA | 269 637           | 276 443           | 2,5 %                 | 167                  |
| Santa Cruz-Watsonville, CA                    | 262 382           | 269 419           | 2,7 %                 | 174                  |
| Merced, CA                                    | 255 793           | 263 228           | 2,9 %                 | 176                  |
| Chico, CA                                     | 220 000           | 222 090           | 1,0 %                 | 198                  |
| Redding, CA                                   | 177 223           | 178 980           | 1,0 %                 | 230                  |
| El Centro, CA                                 | 174 528           | 176 584           | 1,2 %                 | 232                  |
| Yuba City, CA                                 | 166 892           | 168 690           | 1,1 %                 | 242                  |
| Madera, CA                                    | 150 865           | 152 389           | 1,0 %                 | 265                  |
| Hanford-Corcoran, CA                          | 152 982           | 150 960           | -1,3 %                | 269                  |
| Napa, CA                                      | 136 484           | 140 326           | 2,8 %                 | 289                  |

| Zone urbaine              | Population (2010) | Population (2013) | Variation (2010-2013) | Rang national (2013) |
| ------------------------- | ----------------- | ----------------- | --------------------- | -------------------- |
| Eureka-Arcata-Fortuna, CA | 134 623           | 134 493           | -0,1 %                | 10                   |
| Truckee-Grass Valley, CA  | 98 764            | 98 200            | -0,6 %                | 32                   |
| Ukiah, CA                 | 87 841            | 87 192            | -0,7 %                | 54                   |
| Clearlake, CA             | 64 665            | 63 860            | -1,2 %                | 128                  |
| Red Bluff, CA             | 63 463            | 63 057            | -0,6 %                | 131                  |
| Sonora, CA                | 55 365            | 53 874            | -2,7 %                | 180                  |
| Susanville, CA            | 34 895            | 32 163            | -7,8 %                | 416                  |
| Crescent City, CA         | 28 610            | 27 873            | -2,6 %                | 447                  |

En 2010, 99,3 % des Californiens résidaient dans une zone à caractère urbain, dont 97,7 % dans une aire métropolitaine et 1,5 % dans une aire micropolitaine.
L'aire métropolitaine de Los Angeles-Long Beach-Anaheim était la 2e aire métropolitaine la plus peuplée des États-Unis en 2013 après celle de New York-Newark-Jersey City (19 949 502 habitants). En 2010, elle regroupait à elle seule 34,4 % de la population de l'État.

#### Aires métropolitaines combinées
Le Bureau de la gestion et du budget a également défini sept aires métropolitaines combinées dans l'État de Californie.
| Zone urbaine                       | Population (2010) | Population (2013) | Variation (2010-2013) | Rang national (2013) |
| ---------------------------------- | ----------------- | ----------------- | --------------------- | -------------------- |
| Los Angeles-Long Beach, CA         | 17 877 006        | 18 351 929        | 2,7 %                 | 2                    |
| San Jose-San Francisco-Oakland, CA | 8 153 696         | 8 469 854         | 3,9 %                 | 5                    |
| Sacramento-Roseville, CA           | 2 414 783         | 2 482 660         | 2,8 %                 | 22                   |
| Fresno-Madera, CA                  | 1 081 315         | 1 107 661         | 2,4 %                 | 49                   |
| Modesto-Merced, CA                 | 770 246           | 788 719           | 2,4 %                 | 62                   |
| Visalia-Porterville-Hanford, CA    | 595 161           | 605 103           | 1,7 %                 | 80                   |
| Redding-Red Bluff, CA              | 240 686           | 242 037           | 0,6 %                 | 121                  |

En 2013, les aires métropolitaines combinées de Los Angeles-Long Beach et de San Jose-San Francisco-Oakland étaient respectivement les 2e et 5e aires métropolitaines combinées les plus peuplées des États-Unis, la première devancée par celle de New York-Newark (23 484 225 habitants) et la seconde devancée par celles de Chicago-Naperville (9 912 730 habitants) et Washington-Baltimore-Arlington (9 443 180 habitants). En 2010, les aires métropolitaines combinées de Los Angeles-Long Beach et San Jose-San Francisco-Oakland regroupaient respectivement 48,0 % et 21,9 % de la population de l'État.

### Municipalités

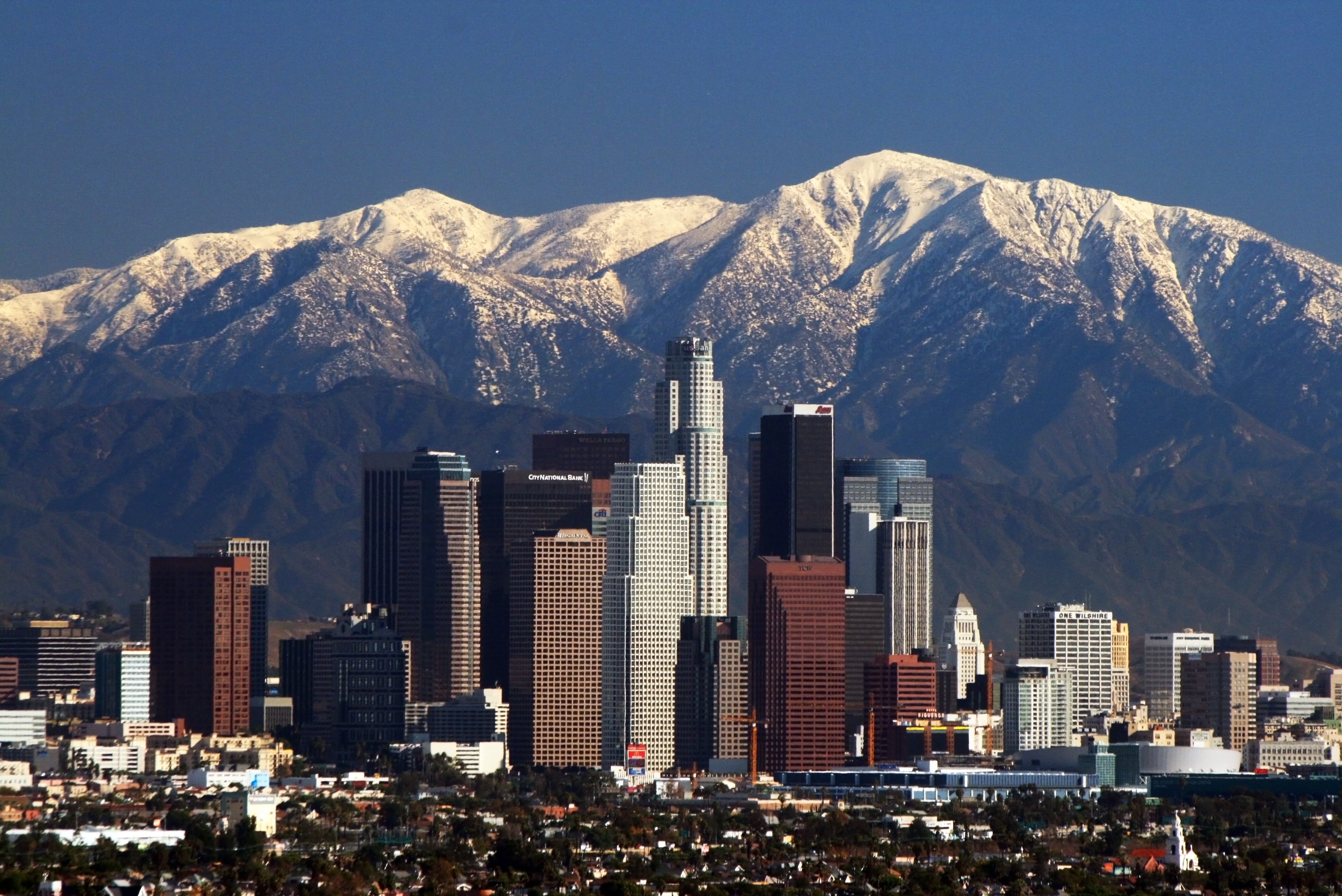
Los Angeles.

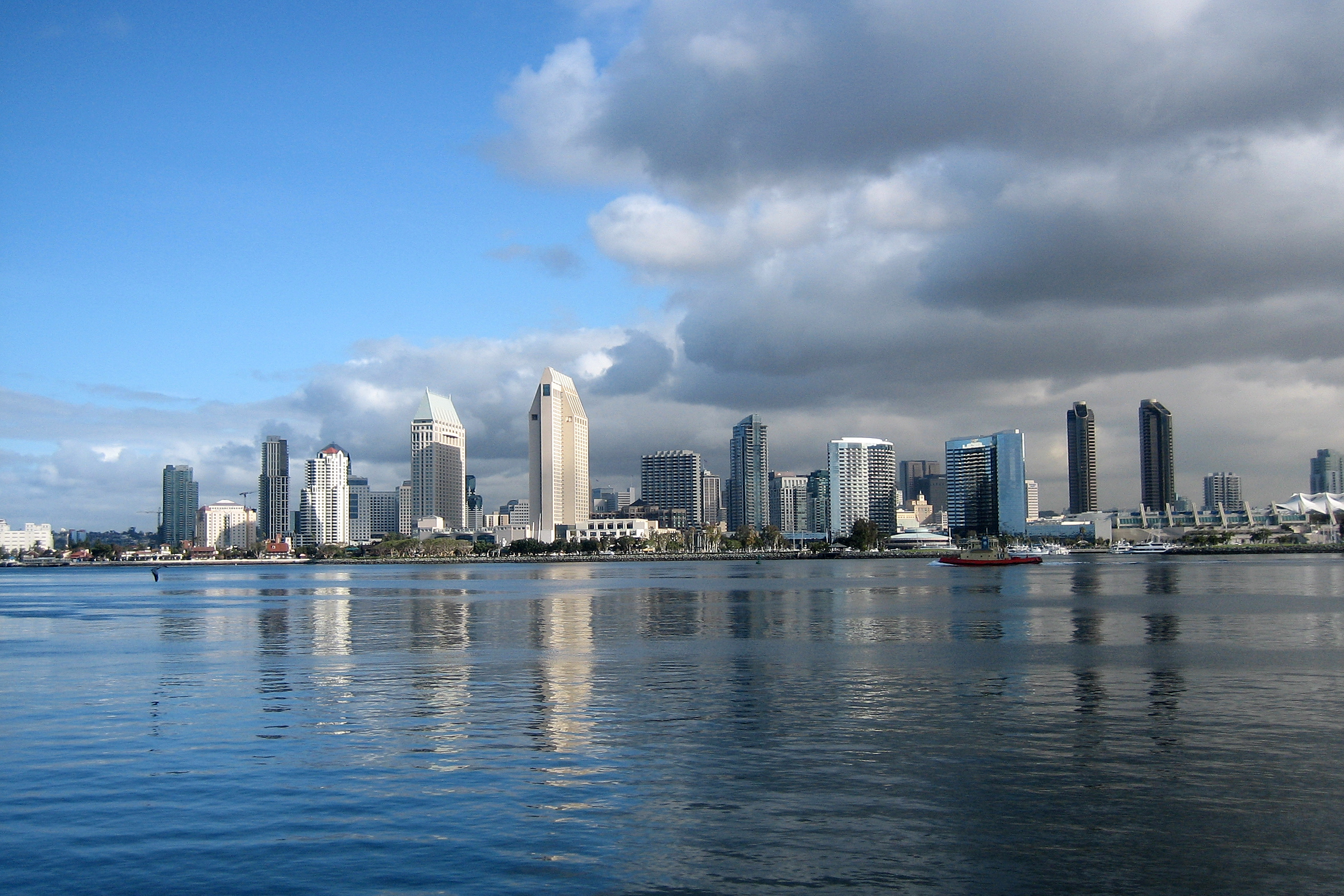
San Diego.

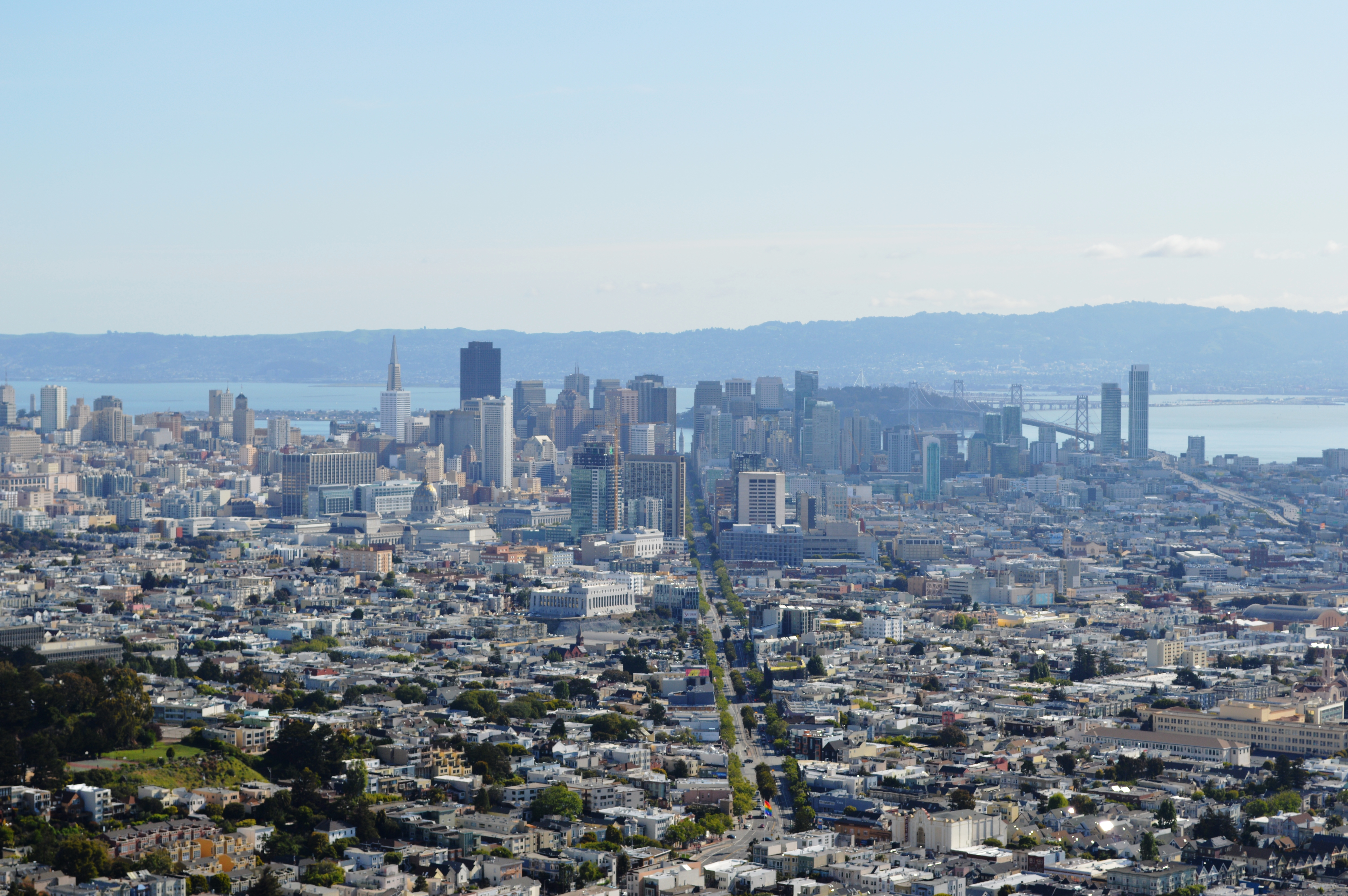
San Francisco.

L'État de Californie compte 482 municipalités, dont 36 de plus de 150 000 habitants.
| Rang | Municipalité     | Comté          | Population (2010) | Population (2013) | Variation (2010-2013) |
| ---- | ---------------- | -------------- | ----------------- | ----------------- | --------------------- |
| 1    | Los Angeles      | Los Angeles    | 3 792 621         | 3 884 307         | 2,4 %                 |
| 2    | San Diego        | San Diego      | 1 307 402         | 1 355 896         | 3,7 %                 |
| 3    | San José         | Santa Clara    | 945 942           | 998 537           | 5,6 %                 |
| 4    | San Francisco    | San Francisco  | 805 235           | 837 442           | 4,0 %                 |
| 5    | Fresno           | Fresno         | 494 665           | 509 924           | 3,1 %                 |
| 6    | Sacramento       | Sacramento     | 466 488           | 479 686           | 2,8 %                 |
| 7    | Long Beach       | Los Angeles    | 462 257           | 469 428           | 1,6 %                 |
| 8    | Oakland          | Alameda        | 390 724           | 406 253           | 4,0 %                 |
| 9    | Bakersfield      | Kern           | 347 483           | 363 630           | 4,6 %                 |
| 10   | Anaheim          | Orange         | 336 265           | 345 012           | 2,6 %                 |
| 11   | Santa Ana        | Orange         | 324 528           | 334 227           | 3,0 %                 |
| 12   | Riverside        | Riverside      | 303 871           | 316 619           | 4,2 %                 |
| 13   | Stockton         | San Joaquin    | 291 707           | 298 118           | 2,2 %                 |
| 14   | Chula Vista      | San Diego      | 243 916           | 256 780           | 5,3 %                 |
| 15   | Irvine           | Orange         | 212 375           | 236 716           | 11,5 %                |
| 16   | Fremont          | Alameda        | 214 089           | 224 922           | 5,1 %                 |
| 17   | San Bernardino   | San Bernardino | 209 924           | 213 708           | 1,8 %                 |
| 18   | Modesto          | Stanislaus     | 201 165           | 204 933           | 1,9 %                 |
| 19   | Oxnard           | Ventura        | 197 899           | 203 007           | 2,6 %                 |
| 20   | Fontana          | San Bernardino | 196 069           | 203 003           | 3,5 %                 |
| 21   | Moreno Valley    | Riverside      | 193 365           | 201 175           | 4,0 %                 |
| 22   | Huntington Beach | Orange         | 189 992           | 197 575           | 4,0 %                 |
| 23   | Glendale         | Los Angeles    | 191 719           | 196 021           | 2,2 %                 |
| 24   | Santa Clarita    | Los Angeles    | 176 320           | 179 590           | 1,9 %                 |
| 25   | Garden Grove     | Orange         | 170 883           | 175 140           | 2,5 %                 |
| 26   | Oceanside        | San Diego      | 167 086           | 172 794           | 3,4 %                 |
| 27   | Santa Rosa       | Sonoma         | 167 815           | 171 990           | 2,5 %                 |
| 28   | Rancho Cucamonga | San Bernardino | 165 269           | 171 386           | 3,7 %                 |
| 29   | Ontario          | San Bernardino | 163 924           | 167 500           | 2,2 %                 |
| 30   | Elk Grove        | Sacramento     | 153 015           | 161 007           | 5,2 %                 |
| 31   | Lancaster        | Los Angeles    | 156 633           | 159 523           | 1,8 %                 |
| 32   | Corona           | Riverside      | 152 374           | 159 503           | 4,7 %                 |
| 33   | Palmdale         | Los Angeles    | 152 750           | 157 161           | 2,9 %                 |
| 34   | Salinas          | Monterey       | 150 441           | 155 662           | 3,5 %                 |
| 35   | Hayward          | Alameda        | 144 186           | 151 574           | 5,1 %                 |
| 36   | Pomona           | Los Angeles    | 149 058           | 151 348           | 1,5 %                 |

En 2013, la Californie comptait 70 ou 23,7 % des 295 municipalités de plus de 100 000 habitants du pays.
La municipalité de Los Angeles était la 2e municipalité la plus peuplée des États-Unis en 2013 après celle de New York (8 405 837 habitants).
Les municipalités de San Diego (8e), San José (10e), San Francisco (14e), Fresno (34e), Sacramento (35e), Long Beach (36e) et Oakland (45e) suivaient dans ce classement.

## Démographie

### Population

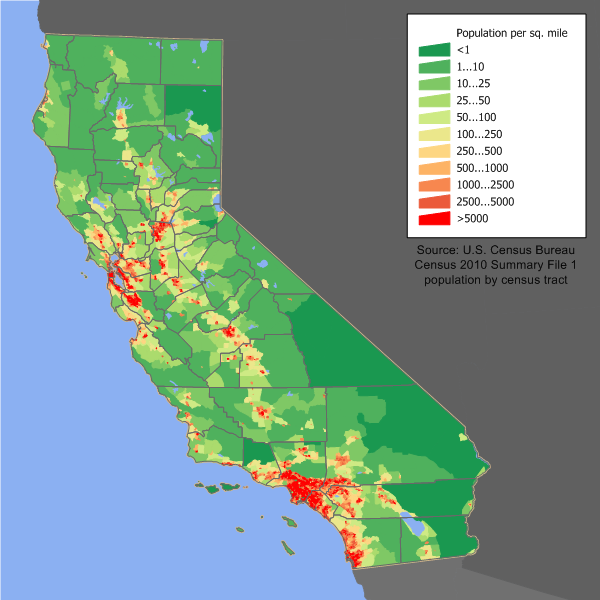
Densités de population en 2010 (en mille carré).

Pyramide des âges de la Californie (2000).

Le Bureau du recensement des États-Unis rapporte une population de 39 538 223 habitants au 1er avril 2020, soit une hausse de 6,06 % depuis le recensement des États-Unis de 2010 qui tablait la population à 37 253 956 habitants. Depuis 2010, l'État connaît la 18e croissance démographique la plus soutenue des États-Unis.
| 1850   | 1860    | 1870    | 1880    | 1890      | 1900      |
| ------ | ------- | ------- | ------- | --------- | --------- |
| 92 597 | 379 994 | 560 247 | 864 694 | 1 213 398 | 1 485 053 |

| 1910      | 1920      | 1930      | 1940      | 1950       | 1960       |
| --------- | --------- | --------- | --------- | ---------- | ---------- |
| 2 377 549 | 3 426 861 | 5 677 251 | 6 907 387 | 10 586 223 | 15 717 204 |

| 1970       | 1980       | 1990       | 2000       | 2010       | 2020       |
| ---------- | ---------- | ---------- | ---------- | ---------- | ---------- |
| 19 953 134 | 23 667 902 | 29 760 021 | 33 871 648 | 37 253 956 | 39 538 223 |

Selon des projections démographiques publiées par l’AARP, la Californie devrait atteindre une population de 49 056 248 habitants en 2060 si les tendances démographiques actuelles se poursuivent, soit une hausse de 31,4 % par rapport à 2010.
Avec 39 538 223 habitants en 2020, la Californie était l'État le plus peuplé des États-Unis. Sa population comptait pour 11,9 % de la population du pays. Le centre démographique de l'État était localisé dans l'ouest du comté de Kern.
La Californie a dépassé l'État de New York pour devenir l'État le plus peuplé du pays en 1964,.
La Californie est plus peuplée que le Canada (37,7 millions d'habitants en 2020). Si elle était un État indépendant, elle serait le 36e État le plus peuplé du monde après la Pologne (38,5 millions d'habitants). Elle était également la 2e division territoriale la plus peuplée d'Amérique après l'État de São Paulo au Brésil (43,7 millions d'habitants).
Avec 92,33 hab./km2 en 2010, la Californie était le 11e État le plus dense des États-Unis.
Le taux d'urbains était de 95,0 % et celui de ruraux de 5,0 %. L'État comptait le plus fort taux d'urbains du pays.
En 2010, le taux de natalité s'élevait à 13,7 ‰ (13,2 ‰ en 2012) et le taux de mortalité à 6,3 ‰ (6,4 ‰ en 2012). L'indice de fécondité était de 1,95 enfant par femme (1,89 en 2012). Le taux de mortalité infantile s'élevait à 4,7 ‰ (4,5 ‰ en 2012). La population était composée de 24,95 % de personnes de moins de 18 ans, 10,53 % de personnes entre 18 et 24 ans, 28,19 % de personnes entre 25 et 44 ans, 24,93 % de personnes entre 45 et 64 ans et 11,40 % de personnes de 65 ans et plus. L'âge médian était de 35,2 ans.
Entre 2010 et 2013, l'accroissement de la population (+ 1 078 562) était le résultat d'une part d'un solde naturel positif (+ 847 471) avec un excédent des naissances (1 639 896) sur les décès (792 425), et d'autre part d'un solde migratoire positif (+ 235 315) avec un excédent des flux migratoires internationaux (+ 389 166) et un déficit des flux migratoires intérieurs (- 153 851).
Depuis le début des années 1990, le solde migratoire intérieur de la Californie est largement déficitaire. Entre 1990 et 2012, la Californie a perdu près de 3,4 millions de résidents au titre de ces migrations. Entre 2000 et 2010, les États ayant le plus profité de ces migrations étaient des États de l’Ouest et du Sud, principalement le Texas (+ 225 111), l’Arizona (+ 211 933), le Nevada (+ 198 331), l’Oregon (+ 121 482), l’État de Washington (+ 88 719), le Colorado (+ 62 122), l’Idaho (+ 54 274), l’Utah (+ 45 634), la Géorgie (+ 39 574) et la Caroline du Nord (+ 38 638). Plus largement, environ 6,8 millions de personnes nées en Californie résidaient hors de Californie en 2012 (contre 2,7 millions en 1980).
Selon des estimations de 2013, 71,9 % des Californiens étaient nés dans un État fédéré, dont 54,7 % dans l'État de Californie et 17,1 % dans un autre État (5,2 % dans le Midwest, 4,6 % dans le Sud, 3,9 % dans le Nord-Est, 3,5 % dans l'Ouest), 1,2 % étaient nés dans un territoire non incorporé ou à l'étranger avec au moins un parent américain et 26,9 % étaient nés à l'étranger de parents étrangers (52,6 % en Amérique latine, 37,2 % en Asie, 6,5 % en Europe, 1,7 % en Afrique, 1,3 % en Amérique du Nord, 0,7 % en Océanie). Parmi ces derniers, 48,6 % étaient naturalisés américains et 51,4 % étaient étrangers,.
Selon des estimations de 2012 effectuées par le Pew Hispanic Center, l'État comptait 2 450 000 immigrés illégaux, soit 6,3 % de la population. Cela représentait la 2e plus forte proportion du pays après le Nevada (7,6 %).

### Composition ethno-raciale
Selon le recensement des États-Unis de 2010, la population était composée de 57,59 % d'euro-américains, 13,05 % d'asiatiques (3,36 % de chinois, 3,21 % de philippins, 1,56 % de viêtnamiens, 1,42 % d'indiens, 1,21 % de coréens, 0,73 % de japonais), 6,17 % d'afro-américains, 0,97 % d'amérindiens, 0,39 % d'océaniens, 16,96 % de personnes appartenant à un autre groupe racial et 4,87 % de personnes multiraciales.
Les personnes multiraciales se décomposaient entre celles revendiquant deux cultures (4,49 %), principalement euro-américaine et autre (1,33 %), euro-américaine et asiatique (1,20 %), euro-américaine et amérindienne (0,56 %) et euro-afro-américaine (0,49 %), et celles revendiquant trois types culturels ou plus (0,38 %).
Les non hispaniques comptaient pour 62,38 % de la population avec 40,15 % d'euro-américains, 12,82 % d'asiatiques, 5,81 % d'afro-américains, 0,44 % d'amérindiens, 0,35 % d'océaniens, 0,23 % de personnes appartenant à un autre groupe culturel et 2,60 % de personnes multiculturelles, tandis que les hispaniques comptaient pour 37,62 % de la population, principalement des personnes originaires du Mexique (30,66 %), du Salvador (1,54 %), du Guatemala (0,89 %) et de Porto Rico (0,51 %).
Les hispaniques se décomposaient en 46,4 % d'euro-américains , 1,4 % d'amérindiens, 1,0 % d'afro-américains, 0,6 % d'asiatiques, 0,1 % d'océaniens, 44,5 % de personnes appartenant à un autre groupe racial et 6,0 % de personnes multiraciales et représentaient 55,3 % des amérindiens, 30,3 % des euro-américains, 10,9 % des océaniens, 5,9 % des afro-américains, 1,8 % des asiatiques, 98,6 % des personnes appartenant à un autre groupe culturel et 46,6 % des personnes multiculturelles.
|                 | Population | Personnes mono-culturelles | euro-américains | Asiatiques | afro-américains | Amérindiens | Océaniens | Autres    | Personnes multiculturelles |
| --------------- | ---------- | -------------------------- | --------------- | ---------- | --------------- | ----------- | --------- | --------- | -------------------------- |
| Population      | 37 253 956 | 35 438 572                 | 21 453 934      | 4 861 007  | 2 299 072       | 362 801     | 144 386   | 6 317 372 | 1 815 384                  |
| ———%            |            | 95,13                      | 57,59           | 13,05      | 6,17            | 0,97        | 0,39      | 16,96     | 4,87                       |
| Non hispaniques | 23 240 237 | 22 271 541                 | 14 956 253      | 4 775 070  | 2 163 804       | 162 250     | 128 577   | 85 587    | 968 696                    |
| ———%            | 62,38      | 59,78                      | 40,15           | 12,82      | 5,81            | 0,44        | 0,35      | 0,23      | 2,60                       |
| Hispaniques     | 14 013 719 | 13 167 031                 | 6 497 681       | 85 937     | 135 268         | 200 551     | 15 809    | 6 231 785 | 846 688                    |
| ———%            | 37,62      | 35,34                      | 17,44           | 0,23       | 0,36            | 0,54        | 0,04      | 16,73     | 2,27                       |

En 2010, l'État de Californie avait la 2e plus forte proportion d'asiatiques après Hawaï (38,60 %), la 3e plus forte proportion d'hispaniques après le Nouveau-Mexique (46,30 %) et le Texas (37,62 %) ainsi que la 6e plus forte proportion d'océaniens des États-Unis. Inversement, l'État avait la 2e plus faible proportion d'euro-américains après Hawaï (22,74 %) et la 2e plus faible proportion d'euro-américains non hispaniques après Hawaï (24,74 %).
L'État comptait également le plus grand nombre d'euro-américains, d'euro-américains non hispaniques, d'hispaniques, d'asiatiques, d'amérindiens et d'océaniens des États-Unis, ainsi que le 5e plus grand nombre d'afro-américains après l'État de New York (3 073 800), la Floride (2 999 862), le Texas (2 979 598) et la Géorgie (2 950 435).
L'État regroupait à lui seul 33,1 % des asiatiques, 27,8 % des hispaniques et 26,7 % des océaniens résidant aux États-Unis.
Plus largement, l'État regroupait 19,9 % des personnes appartenant à une minorité aux États-Unis.
À l'instar du Texas (45,33 %), du Nouveau-Mexique (40,49 %) et d'Hawaï (22,74 %), la Californie est un État aux minorités majoritaires, concept selon lequel la population blanche non hispanique représente moins de la moitié de la population.
En 2013, le Bureau du recensement des États-Unis estime la part des non hispaniques à 61,6 %, dont 38,8 % de Blancs, 13,4 % d'asiatiques, 5,7 % d'afro-américains et 2,8 % de Métis, et celle des hispaniques à 38,4 %.
Depuis 2014, la Californie compte plus d'hispaniques que d'euro-américains non hispaniques.
|                                         | 1910  | 1920  | 1930  | 1940  | 1950  | 1960  | 1970  | 1980  | 1990  | 2000  | 2010  |
| --------------------------------------- | ----- | ----- | ----- | ----- | ----- | ----- | ----- | ----- | ----- | ----- | ----- |
| Euro-américains                         | 95,04 | 95,27 | 95,26 | 95,50 | 93,66 | 91,97 | 89,01 | 76,18 | 68,97 | 59,55 | 57,59 |
| ———Non hispaniques                      |       |       |       |       |       |       |       | 66,60 | 57,22 | 46,70 | 40,15 |
| Asiatiques (et Océaniens jusqu'en 1980) | 3,36  | 3,09  | 2,97  | 2,43  | 1,74  | 2,03  | 2,77  | 5,30  | 9,19  | 10,92 | 13,05 |
| ———Non hispaniques                      |       |       |       |       |       |       |       |       |       | 10,77 | 12,82 |
| Afro-américains                         | 0,91  | 1,13  | 1,43  | 1,80  | 4,37  | 5,62  | 7,02  | 7,69  | 7,42  | 6,68  | 6,17  |
| ———Non hispaniques                      |       |       |       |       |       |       |       |       | 7,03  | 6,44  | 5,81  |
| Amérindiens                             | 0,69  | 0,51  | 0,34  | 0,27  | 0,19  | 0,25  | 0,46  | 0,85  | 0,81  | 0,98  | 0,97  |
| ———Non hispaniques                      |       |       |       |       |       |       |       |       | 0,62  | 0,53  | 0,44  |
| Autres                                  |       |       |       |       | 0,04  | 0,13  | 0,74  | 9,98  | 13,61 | 21,87 | 22,22 |
| ———Non hispaniques                      |       |       |       |       |       |       |       |       |       | 3,18  | 3,16  |
| Hispaniques (tous types confondus)      |       |       |       |       |       |       |       | 19,20 | 25,83 | 32,38 | 37,62 |

La Californie connaît depuis le début des années 1940 une baisse continue de la part de la population blanche non hispanique au sein de la population totale, marquée fortement depuis le début des années 1960 en raison notamment d'une immigration importante en provenance de l'Amérique latine et de l'Asie, d'une arrivée massive de Noirs en provenance des États du Sud jusqu'à la fin des années 1980, d’un solde migratoire intérieur négatif depuis le début des années 1990, d'un âge médian plus élevé (44,6 ans en 2010) que les autres populations (27,1 ans pour les hispaniques, 34,6 ans pour les Noirs, 37,6 ans pour les asiatiques), d'une natalité plus faible (8,4 ‰ en 2010) que les autres populations (18,9 ‰ pour les hispaniques, 11,6 ‰ pour les afro-américains, 10,1 ‰ pour les asiatiques) et d'une augmentation substantielle des unions mixtes.
La Californie a enregistré entre 1990 et 2010 une baisse du nombre de Blancs non hispaniques de 12,2 % (contre une hausse de 4,6 % au niveau national), voyant leur nombre passer de 17 029 126 à 14 956 253 personnes, soit une baisse de 2 072 873 personnes. Cette baisse trouve en grande partie son origine dans un mouvement de fuite des euro-américains des grands centres urbains vers d'autres États motivé par des raisons économiques (emplois, impôts, immobilier) et sociales (cadre de vie, immigration, éducation, criminalité).
En 2010, les euro-américains non hispaniques ne représentaient plus que 25,5 % des enfants de moins de 5 ans (53,3 % pour les hispaniques, 10,1 % pour les asiatiques, 5,1 % pour les afro-américains et 5,0 % pour les multiraciaux) et 25,3 % des enfants de moins de 1 an (53,6 % pour les hispaniques, 9,8 % pour les asiatiques, 5,3 % pour les multiraciaux et 5,1 % pour les afro-américains).
Selon des projections démographiques publiées par l’AARP, les Blancs non hispaniques constitueront 22,6 % de la population de l’État en 2060 si les tendances démographiques actuelles se poursuivent.

### Origines ancestrales
En 2000, les Californiens s'identifiaient principalement comme étant d'origine mexicaine (25,0 %), allemande (9,8 %), irlandaise (7,7 %), anglaise (7,4 %), italienne (4,3 %) et américaine (3,4 %).
L'État avait la 2e plus forte proportion de personnes d'origine arménienne (0,6 %) et la 6e plus forte proportion de personnes d'origine portugaise (1,0 %).
L'État abrite la 2e communauté juive des États-Unis après l'État de New York. Selon le North American Jewish Data Bank, l'État comptait 1 221 190 Juifs en 2013 (721 045 en 1971), soit 3,2 % de la population de l'État et 18,2 % de la population juive américaine. Ils se concentraient principalement dans les agglomérations de Los Angeles-Long Beach-Anaheim (601 750), San Francisco-Oakland-Hayward (230 900), San Jose-Sunnyvale-Santa Clara (128 000), San Diego (89 000), Oxnard-Thousand Oaks-Ventura (54 000), Riverside-San Bernardino-Ontario (32 550), Santa Rosa (23 100) et Sacramento-Roseville-Arden-Arcade (21 150), et plus largement dans les comtés composant le Grand Los Angeles (688 300) et la région de la baie de San Francisco (398 500). Ils constituaient une part significative de la population dans les comtés de la baie de San Francisco tels que les comtés de Marin (10,3 %), San Francisco (8,2 %), Santa Clara (7,2 %), San Mateo (6,7 %), Sonoma (4,8 %), Alameda (3,9 %), Napa (3,4 %) et Contra Costa (3,1 %), ainsi que dans les comtés côtiers de la Californie du Sud tels que les comtés de Ventura (6,6 %), Los Angeles (5,3 %), San Diego (2,9 %) et Orange (2,8 %).
L'État abrite également la plus grande communauté arabe des États-Unis. Selon des estimations du Bureau du recensement des États-Unis, l’État comptait 276 640 arabes en 2013, soit 0,7 % de la population de l'État et 15,2 % de la population arabe américaine, principalement des Libanais (57 608), des égyptiens (48 959), des Syriens (25 458) et des Iraquiens (24 038). Ils se concentraient principalement dans les agglomérations de Los Angeles-Long Beach-Anaheim (112 368), San Francisco-Oakland-Hayward (41 102), San Diego-Carlsbad (35 111) et Riverside-San Bernardino-Ontario (31 801).
L'État abrite la plus grande communauté arménienne des États-Unis. Selon des estimations du Bureau du recensement des États-Unis, l’État comptait 252 257 arméniens en 2013, soit 0,6 % de la population de l'État et 54,4 % de la population arméno-américaine, concentrés principalement dans l'agglomération de Los Angeles-Long Beach-Anaheim (195 884). Parfois surnommée « Los Armenos », l'agglomération de Los Angeles abrite l'une des plus importantes communautés arméniennes hors d'Arménie.
L'État abrite la plus grande communauté iranienne des États-Unis. Selon des estimations du Bureau du recensement des États-Unis, l’État comptait 215 082 iraniens en 2013, soit 0,6 % de la population de l'État et 46,9 % de la population irano-américaine, concentrés principalement dans l'agglomération de Los Angeles-Long Beach-Anaheim (125 456). Parfois surnommée « Irangeles » ou « Tehrangeles », l'agglomération de Los Angeles abrite la plus grande communauté iranienne hors d'Iran avec une surreprésentation des minorités ethno-religieuses (juifs, arméniens, zoroastriens, bahaïs, assyro-chaldéens, kurdes).
L'État abrite la 2e communauté assyro-chaldéenne des États-Unis après le Michigan. Selon des estimations du Bureau du recensement des États-Unis, l’État comptait 40 770 assyro-Chaldéens en 2013, soit 0,1 % de la population de l'État et 34,2 % de la population assyro-chaldéenne américaine, concentrés principalement dans les agglomérations de San Diego-Carlsbad (17 242), Modesto, San Jose-Sunnyvale-Santa Clara et Los Angeles-Long Beach-Anaheim.
L’État abritait en 2013 une population de culture afro-américaine assez bigarrée, composée principalement de descendants d’esclaves déportés sur le sol américain entre le début du XVIIe siècle et le début du XIXe siècle (80,3 %) mais aussi d’Africains subsahariens (11,5 %), d’Hispaniques (4,5 %) et de Caribéens non hispaniques (3,7 %).
Le Bureau du recensement des États-Unis estimait le nombre d’Africains subsahariens à 260 437, soit 0,7 % de la population de l'État et 8,5 % de la population d'Afrique subsaharienne américaine, principalement des Éthiopiens (32 536) et des nigérians (29 622) concentrés principalement dans les agglomérations de Los Angeles-Long Beach-Anaheim (109 961), San Francisco-Oakland-Hayward (35 775), Riverside-San Bernardino-Ontario (26 477) et San Diego-Carlsbad (23 611).
Le nombre de Caribéens non hispaniques était quant à lui estimé à 83 529, soit 0,2 % de la population de l'État, principalement des Jamaïcains (29 044), des Béliziens (23 534), des haïtiens (7 659) et des Trinidadiens (7 334) concentrés principalement dans les agglomérations de Los Angeles-Long Beach-Anaheim (41 161), Riverside-San Bernardino-Ontario (12 573), San Francisco-Oakland-Hayward (9 055) et San Diego-Carlsbad (7 863).
Les hispaniques étaient principalement originaires du Mexique (81,5 %) et du Salvador (4,1 %).
L'État avait les 2e plus fortes proportions de personnes originaires du Mexique (30,66 %), du Guatemala (0,89 %) et du Nicaragua (0,27 %), la 3e plus forte proportion de personnes originaires du Salvador (1,54 %), la 5e plus forte proportion de personnes originaires d'Espagne (0,38 %), les 6e plus fortes proportions de personnes originaires de Cuba (0,24 %) et d'Argentine (0,12 %), la 8e plus forte proportion de personnes originaires du Pérou (0,25 %), la 9e plus forte proportion de personnes originaires du Honduras (0,20 %) ainsi que la 10e plus forte proportion de personnes originaires de l'Équateur (0,10 %).
L'État comptait également les plus grands nombres de personnes originaires du Mexique (11 423 146), du Salvador (573 956), du Guatemala (332 737), d'Espagne (142 194) et du Costa Rica (22 469), les 2e plus grands nombres de personnes originaires du Nicaragua (100 790), du Pérou (91 511), de Cuba (88 607), d'Argentine (44 410) et de la Bolivie (13 351), le 3e plus grand nombre de personnes originaires du Honduras (72 795), les 4e plus grands nombres de personnes originaires de la Colombie (64 416), de l'Équateur (35 750) et du Venezuela (11 100) ainsi que le 7e plus grand nombre de personnes originaires de Porto Rico (189 945).
L'État regroupait à lui seul 35,9 % des mexicains, 34,8 % des salvadoriens, 31,9 % des guatémaltèques, 29,0 % des nicaraguayens, 22,4 % des espagnols, 19,7 % des argentins, 17,8 % des costaricains et 17,2 % des péruviens résidant aux États-Unis.
La Californie était numériquement la 2e division territoriale mexicaine (11,4 millions de Mexicains) après l'État de Mexico (15,2 millions d'habitants).
L'agglomération de Los Angeles était pour sa part la 2e agglomération mexicaine (6,4 millions de mexicains) après celle de Mexico (20,1 millions d'habitants) et la 2e agglomération salvadorienne (0,4 million de salvadoriens) après celle de San Salvador (1,7 million d'habitants).
Les asiatiques s'identifiaient principalement comme étant chinois (25,8 %), philippins (24,6 %), viêts (12,0 %), indiens (10,9 %), coréens (9,3 %) et japonais (5,6 %).
L'État avait la plus forte proportion de viêts (1,56 %), les 2e plus fortes proportions de chinois (3,36 %), de coréens (1,21 %) et de japonais (0,73 %), les 3e plus fortes proportions de philippins (3,21 %) et de thaïs (0,14 %), les 4e plus fortes proportions d'indiens (1,42 %), de hmongs (0,23 %) et de cambodgiens (0,23 %), la 5e plus forte proportion de laotiens (0,16 %) ainsi que la 8e plus forte proportion de pakistanais (0,13 %).
L'État comptait également les plus grands nombres de chinois (1 253 102), de philippins (1 195 580), de viêts (581 946), d'indiens (528 176), de coréens (451 892), de japonais (272 528), de hmongs (86 989), de cambodgiens (86 244), de laotiens (58 424) et de thaïs (51 509) ainsi que le 2e plus grand nombre de bangladais (9 268) et le 3e plus grand nombre de pakistanais (46 780).
L'État regroupait à lui seul 46,8 % des philippins, 37,6 % des viêts, 37,4 % des chinois, 37,2 % des cambodgiens, 35,7 % des japonais, 35,1 % des hmongs, 31,7 % des coréens, 30,9 % des thaïs, 30,6 % des laotiens et 18,6 % des indiens résidant aux États-Unis.
Les amérindiens s'identifiaient principalement comme étant amérindiens du Mexique (12,7 %), cherokees (5,8 %) et apaches (3,0 %).
Les océaniens s'identifiaient principalement comme étant samoans (28,3 %), chamorros (16,8 %), hawaïens (14,8 %), fidjiens (13,4 %) et tongiens (12,7 %).
Les personnes multiculturelles se décomposaient entre celles revendiquant deux types (92,2 %), principalement euro-américain et autre (27,2 %), euro-américain et asiatique (24,6 %), euro-américain et amérindienne (11,5 %), euro-américain et afrro-américain (10,0 %) et asiatique et autre (4,0 %), et celles revendiquant trois types ou plus (7,8 %).

### Langues
La langue officielle de la Californie est l’anglais depuis 1986 ; c’est la langue du gouvernement ainsi que la langue d'instruction dans les établissements scolaires de l'État.
La variante d’anglais américain local, l’anglais de Californie, possède par rapport à l’anglais parlé dans l’est des États-Unis des particularités auxquelles s’intéressent les linguistes depuis la fin du XXe siècle, parce qu’elles n’existaient pas durant la Seconde Guerre mondiale.
Les langues indigènes de Californie sont plus d’une centaine et témoignent d’une grande diversité qui fait de la Californie l’une des régions du monde les plus diversifiées sur le plan linguistique. Cependant, toutes sont menacées bien qu’actuellement des efforts soient faits dans le but de les revitaliser. Depuis 1986, la Constitution de la Californie a spécifié que l’anglais était la langue commune et officielle de l’État. La question linguistique est au centre de différentes polémiques, surtout pour l’enseignement.
| Langue            | 1990    | 2000    | 2010    | 2018    |
| ----------------- | ------- | ------- | ------- | ------- |
| Anglais           | 68,52 % | 60,53 % | 57,02 % | 58,53 % |
| Espagnol          | 20,00 % | 25,80 % | 28,46 % | 27,00 % |
| Langues chinoises | 1,98 %  | 2,46 %  | 2,80 %  | 3,02 %  |
| Tagalog           | 1,70 %  | 1,99 %  | 2,20 %  | 1,69 %  |
| Vietnamien        | 1,70 %  | 1,30 %  | 1,43 %  | 1,40 %  |
| Coréen            | 0,79 %  | 0,95 %  | 1,08 %  | 0,95 %  |
| Persan            | 0,36 %  | 0,49 %  | 0,52 %  | 0,50 %  |
| Arménien          | 0,38 %  | 0,49 %  | 0,52 %  | 0,49 %  |
| Japonais          | 0,54 %  | 0,49 %  | 0,43 %  | 0,36 %  |
| Allemand          | 0,61 %  | 0,45 %  | 0,34 %  | 0,25 %  |
| Autres            | 3,42 %  | 5,05 %  | 5,20 %  | 5,81 %  |

### Religions
| Religion                    | Californie | États-Unis |
| --------------------------- | ---------- | ---------- |
| Catholicisme                | 28         | 20,8       |
| Protestantisme évangélique  | 20         | 25,4       |
| Non-affiliés                | 18         | 15,8       |
| Protestantisme traditionnel | 10         | 14,7       |
| Agnosticisme                | 5          | 4,0        |
| Athéisme                    | 4          | 3,1        |
| Bouddhisme                  | 2          | 0,7        |
| Judaïsme                    | 2          | 1,9        |
| Églises afro-américaines    | 2          | 6,5        |
| Hindouisme                  | 2          | 0,7        |
| Autres                      | 7          | 6,4        |

Selon l'institut de sondage The Gallup Organization, en 2015, 33 % des habitants de Californie se considèrent comme « très religieux » (40 % au niveau national), 28 % comme « modérément religieux » (29 % au niveau national) et 38 % comme « non religieux » (31 % au niveau national).

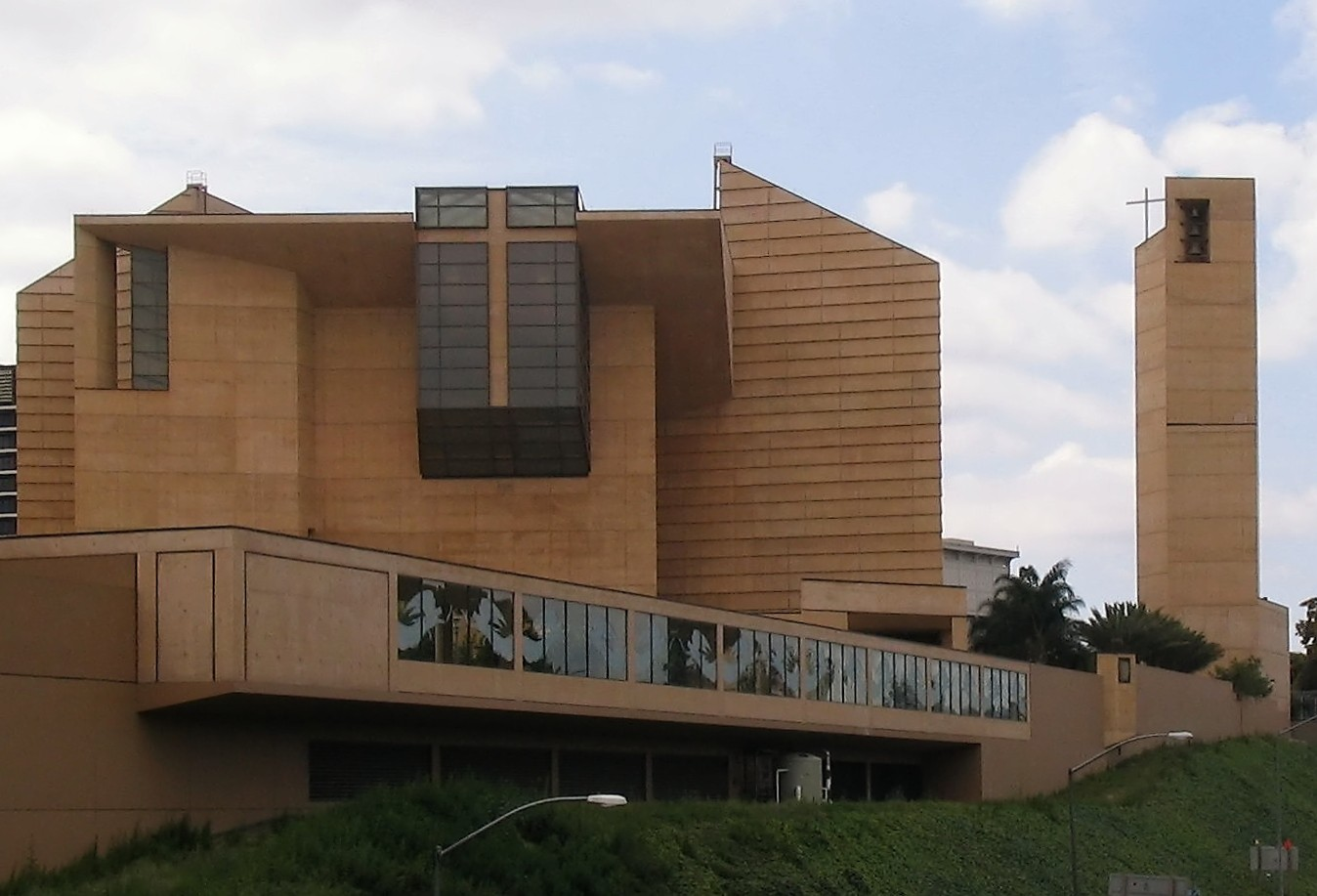
Cathedral of Our Lady of the Angels, à Los Angeles.

L'histoire religieuse de l'État remonte au temps des missions espagnoles, qui convertissent les Amérindiens au christianisme. Aujourd'hui, les chrétiens sont toujours majoritaires : ils représentent 64 % des habitants. Parmi eux, les protestants composent le groupe principal (32 %), suivis par les catholiques (28 %). La Californie est l'État des États-Unis où se trouve la plus grande communauté catholique. On compte aussi une importante communauté juive et une communauté musulmane. Le temple de Hsi Lai, en Californie du Sud, est le plus grand temple bouddhiste des États-Unis. L'archidiocèse métropolitain de Los Angeles catholique est le plus important du pays : il regroupe environ cinq millions de fidèles. L'Église de Scientologie y est très active et particulièrement dynamique, notamment dans le milieu hollywoodien. L'État compte également plus de temples mormons que tous les États de l'Union, excepté l'Utah.

## Réserves amérindiennes
La Californie possède plus de 90 réserves amérindiennes, dont la Yurok Indian Reservation, qui est la plus grande réserve de l'État. Cette réserve a environ 5 000 membres.

## Économie

### Histoire

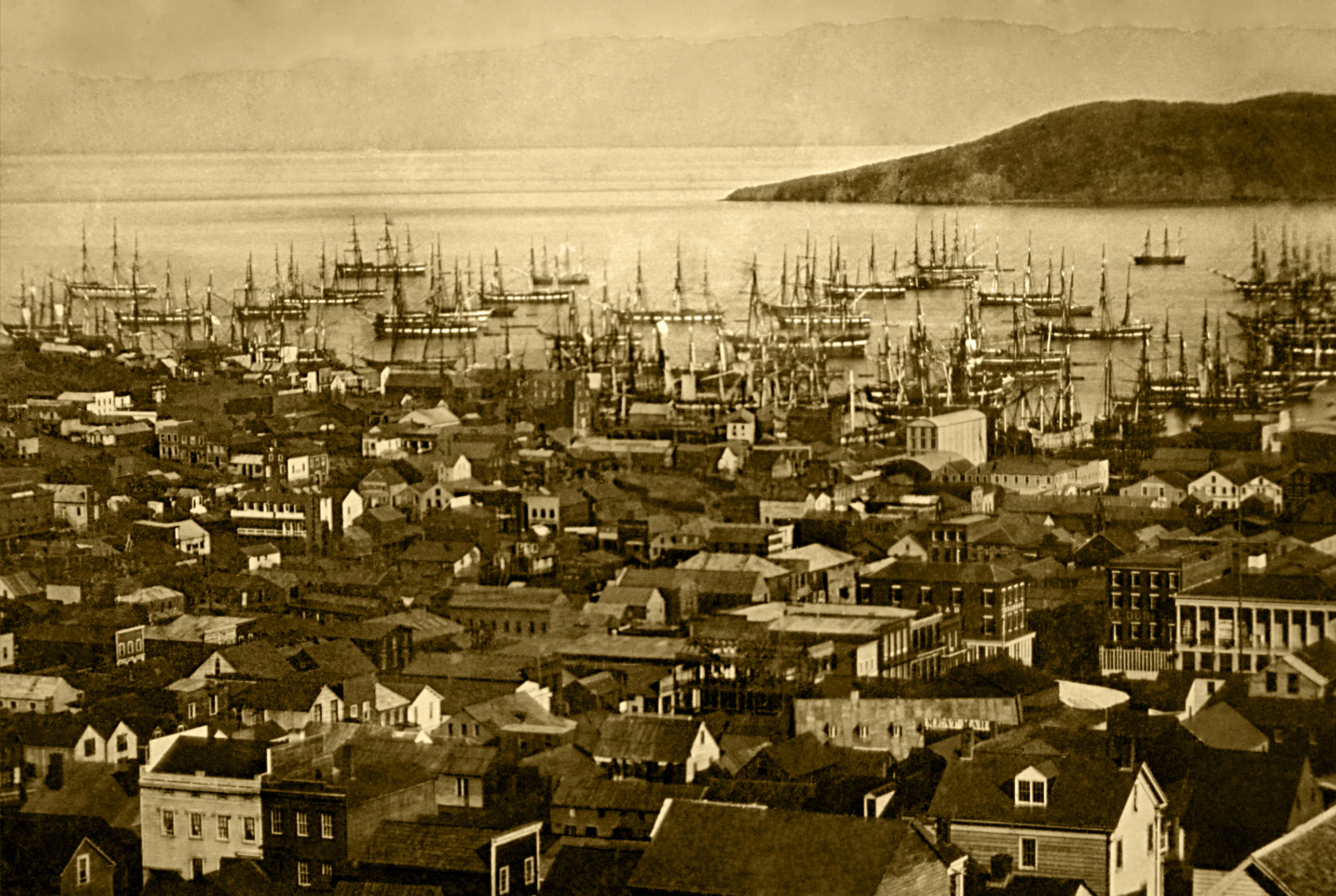
Le port de San Francisco en 1851, au moment de la ruée vers l'or.

Jusqu’en 1848, l'économie californienne reste traditionnelle. Avant la colonisation européenne, les Amérindiens vivent de la pêche, de la cueillette et de l'agriculture en quasi-autarcie. Dans la deuxième moitié du XVIIIe siècle, les Espagnols développent l'agriculture, l'élevage et l'artisanat notamment dans le cadre des missions. Au siècle suivant, la Californie représente un enjeu commercial entre les grandes puissances coloniales européennes qui cherchent à contrôler la traite des fourrures. 1848 marque un tournant dans l'histoire économique de la Californie : la région est annexée par les États-Unis et la ruée vers l'or attire des mineurs et des aventuriers. L'agriculture, le commerce, les transports et les villes connaissent alors une formidable expansion. La Californie est reliée au reste du pays grâce au premier chemin de fer transcontinental (1869) et au canal de Panama (1914) ; les premiers touristes viennent visiter les parcs naturels. La première moitié du XXe siècle est marquée par la découverte du pétrole et l’industrialisation. La ville de Los Angeles est alors le berceau des compagnies du cinéma qui font la renommée du quartier d'Hollywood. Après la Grande Dépression des années 1930 marquée par un fort taux de chômage, la Californie se dote d’industries d’armement pendant la Seconde Guerre mondiale. À partir de 1945, cet État connaît une croissance démographique rapide qui stimule la construction, les industries de consommation et d'équipement. Le Sud devient le symbole de la société des loisirs avec l'implantation des premiers parcs d’attraction et le développement des médias. Les années 1970 voient les débuts de la crise des industries traditionnelles et l’envol des industries de haute technologie. L'internationalisation de l'économie et la croissance des NPI d’Asie orientale stimulent les échanges : la Californie devient une interface de premier plan et les ports à conteneurs grandissent. Avec la fin de la guerre froide et les difficultés des compagnies aériennes, les industries aéronautiques subissent un déclin relatif dans les années 1990.

### État le plus riche des États-Unis

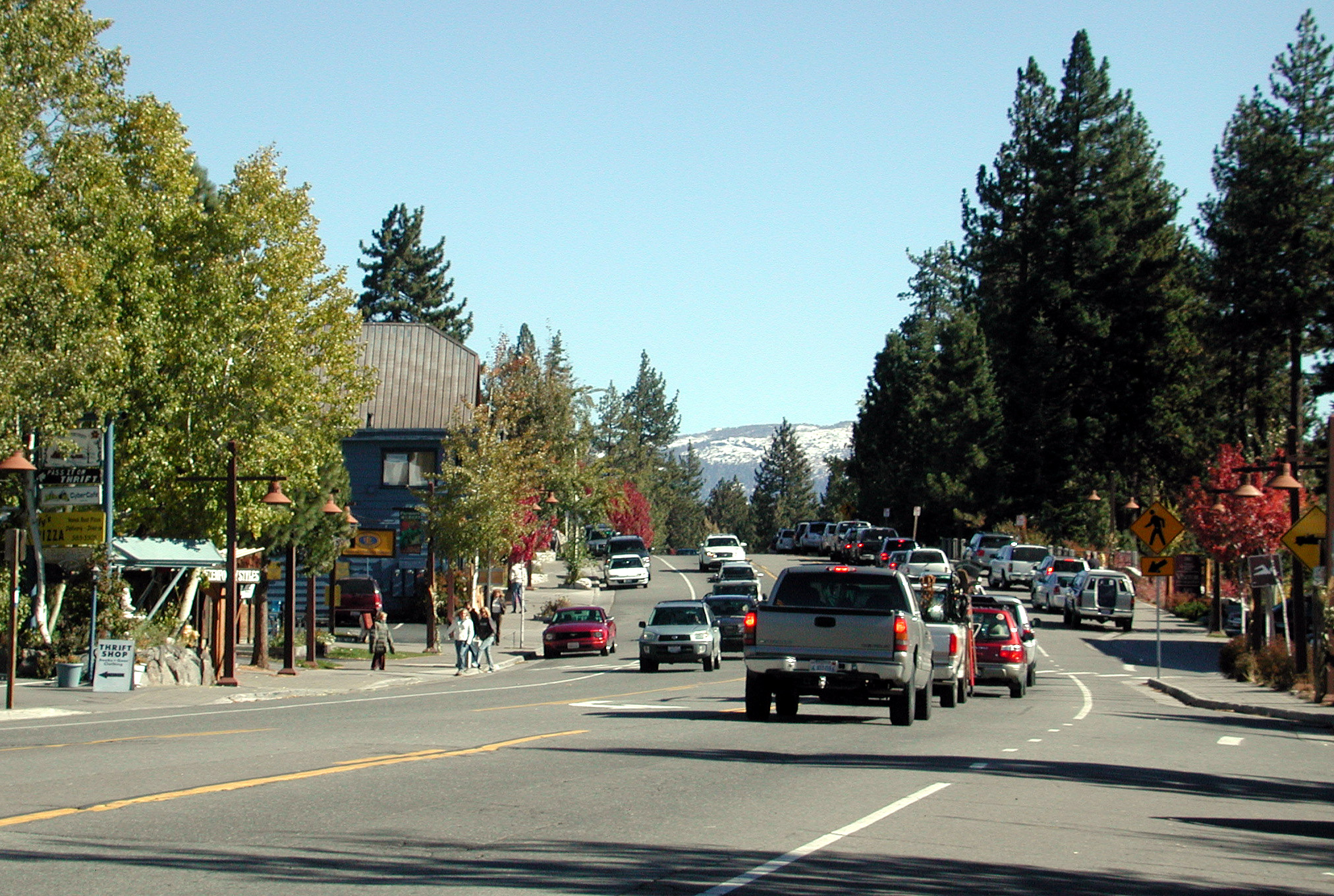
Tahoe City.

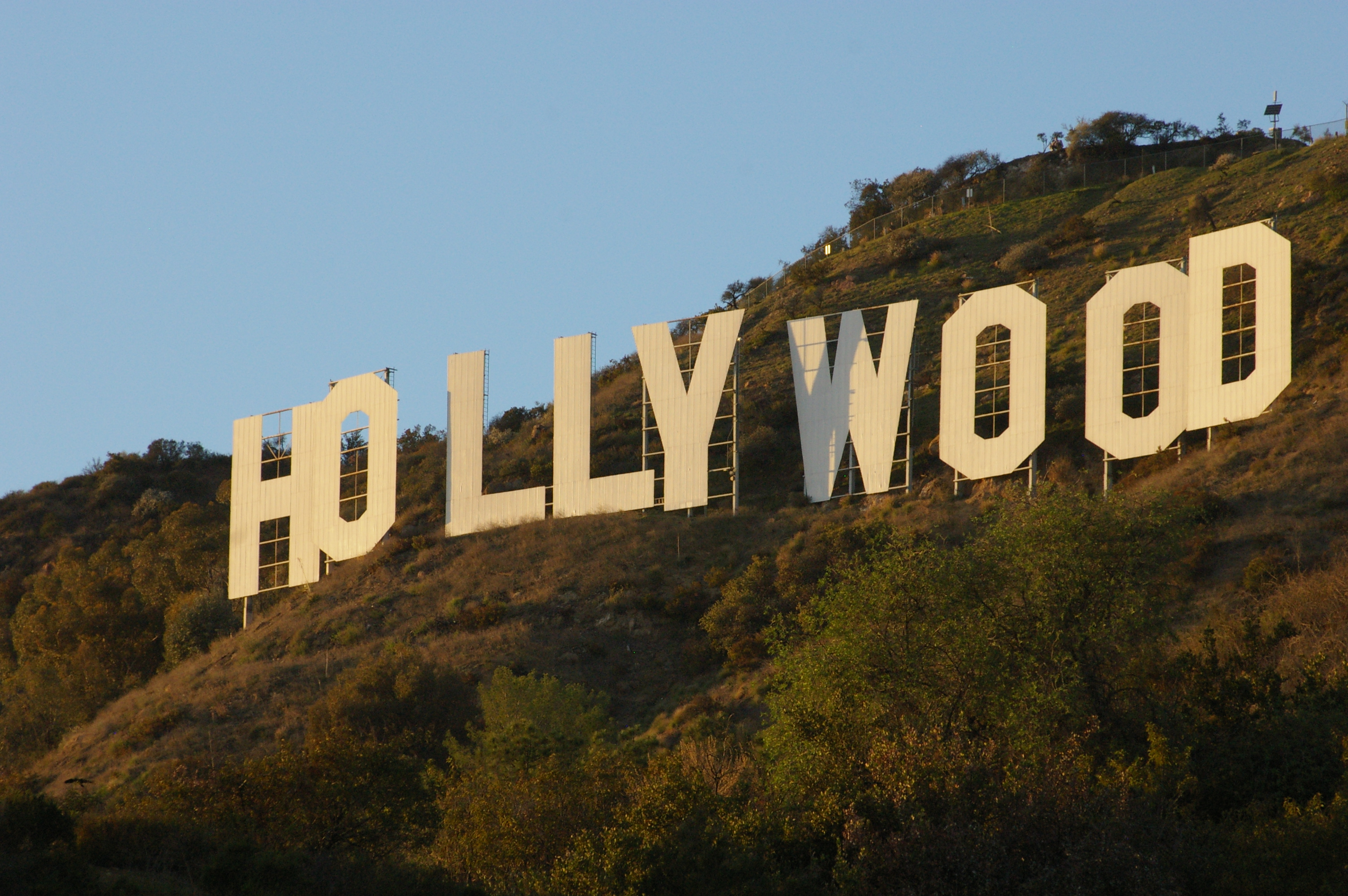
Los Angeles est considérée comme le centre mondial du divertissement à travers ses imposantes industries cinématographique et télévisuelle, ainsi que musicale et artistique.

La Californie représente 13 % du produit national brut des États-Unis (2008),. À elle seule, elle est, en 2015, la sixième puissance mondiale devant la France avec un PIB de 2 459 milliards de dollars courants. La croissance économique (33,9 % entre 2001 et 2006) est supérieure à celle des États-Unis (30,4 % sur la même période).
La Californie attire 14 milliards de dollars d’investissements en capital risque (2008). Elle se classe au premier rang des États américains pour l’implantation d’entreprises étrangères et pour les IDE. Les trois principaux investisseurs sont le Japon, le Royaume-Uni et les Pays-Bas. L’État possède l’une des plus importantes concentrations de banques internationales et de consulats.
Les explications de la puissance californienne sont diverses : la Californie dispose de ressources naturelles abondantes (minerais, bois, cours d'eau), d'une population nombreuse à haut niveau de vie, d'une main d’œuvre abondante et qualifiée : la population active est de 18,1 millions (2007) et 29,5 % des plus de 25 ans ont au moins un diplôme de l'enseignement supérieur (2007). L'économie bénéficie de la présence de centres de recherche et d’universités prestigieuses qui assurent en grande partie l'innovation. La Californie représente 24 % des 93 665 brevets déposés en 2007 aux États-Unis. Parmi les grands groupes qui ont leur siège social en Californie figurent Chevron, Hewlett-Packard, McKesson, Wells Fargo ou encore Safeway. Cependant, le dynamisme économique de l'État repose aussi sur les PME : 96,3 % des entreprises californiennes emploient moins de 50 salariés (2009). Enfin, la Californie est bien intégrée à la mondialisation : elle est en relation avec les pays dynamiques de l'Asie orientale et partage une frontière avec le Mexique qui constitue une importante réserve de main d’œuvre à faible coût.

Évolution du PIB en Californie.
Répartition du PIB californien.
Structure de la population active en 2007.
Évolution du chômage en Californie et aux États-Unis.

### Défis et difficultés actuels
Depuis le début du XXIe siècle, le modèle économique californien révèle ses fragilités. En 2001, les industries de haute technologie connaissent un net ralentissement ; la croissance engendre des atteintes à l’environnement (pénurie d’eau, pollution). Le budget de l'État et le solde commercial sont déficitaires. La libéralisation de la production d'électricité pose des problèmes. Dans le contexte de la mondialisation, la Californie subit la concurrence d'autres foyers notamment asiatiques.
La crise économique frappe la Californie depuis 2008 : en juin 2009, 2,1 millions de personnes sont sans emploi et le taux de chômage s’élève à 11,2 % de la population active, soit un taux supérieur à la moyenne nationale. Le bâtiment et la construction sont particulièrement touchés. Pour pallier ces difficultés, l'État californien mise sur les emplois verts (c'est par exemple le cas à Richmond), la réduction de la consommation de pétrole, le développement des énergies renouvelables et l'austérité budgétaire. Depuis le taux de chômage est redescendu à 6,2 % en juillet 2015 restant néanmoins plus élevé que la moyenne nationale (5,3 %)
Plus de 20 % des habitants de Californie vivent dans la pauvreté, alors que l'État compte 165 milliardaires.
Plus de 130 000 personnes sont SDF. La pauvreté et les inégalités sont en augmentation. Selon l'économiste Gabriel Zucman, l'explosion des prix de la santé, de l'éducation et du logement ainsi que la faiblesse du salaire minimum fédéral ont contribué à générer cette situation.

### Structure de l'économie californienne
L'économie californienne est post-industrielle c’est-à-dire qu’elle est dominée par les services : le secteur primaire ne représente que 2,7 % des emplois et l’industrie 9,2 % (2007). En 2007, les principaux secteurs par le nombre d’emplois sont le gouvernement (15,9 %), le commerce de détail (10,7 %), l’industrie (9,2 %), la santé et les services sociaux (8,7 %), la restauration (8,3 %). Le secteur manufacturier continue de perdre des emplois (-15,1 % entre 2001 et 2007). L'immobilier, le gouvernement et les industries sont les activités qui créent le plus de richesse en valeur absolue (voir graphique).

#### Énergie, mines et hydrocarbures

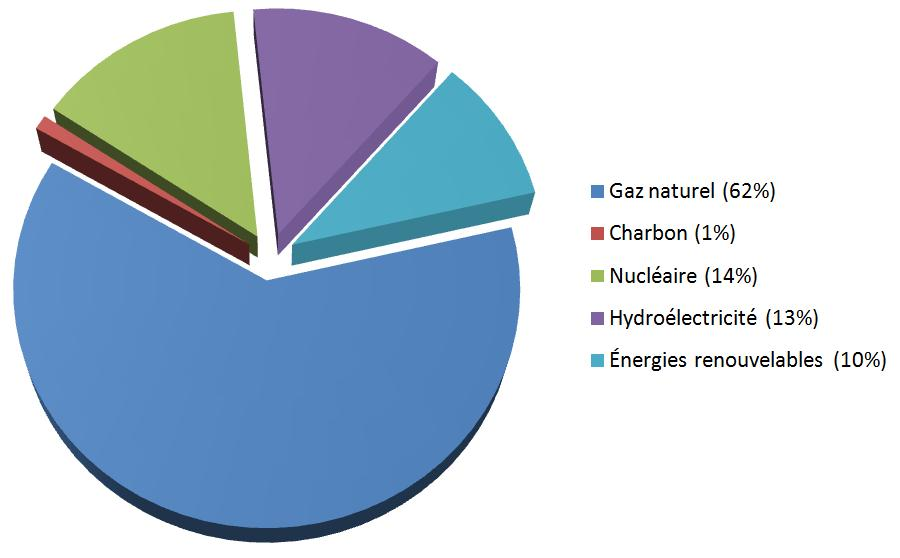
La production d'électricité en Californie en 2007.

Le pétrole est extrait du sous-sol californien depuis la fin du XIXe siècle et les réserves diminuent rapidement. En 2004, la Californie était le quatrième état producteur de pétrole aux États-Unis. Elle doit en importer d’Alaska et de l’étranger pour couvrir ses besoins.
Les réserves d'or restent importantes, mais elles sont difficilement exploitables : en 2006, la production n'est que d’une tonne. Les autres productions sont le gaz naturel, le sable, le borax, le ciment, la soude et le sel.
La Californie produit 4/5e de l'énergie qu’elle consomme. Le reste est importé d'autres États américains ou du Canada. La production d'électricité utilise majoritairement les ressources fossiles (pétrole, gaz, charbon). La Californie est le deuxième État producteur d'énergie éolienne ; avec plus de 4 800 éoliennes, Altamont Pass, à l'est de San Francisco possède la plus grande concentration d'éoliennes du monde. Le milieu naturel offre d’importantes capacités pour l'hydroélectricité (nord, montagnes) et l’énergie solaire : plusieurs centrales électriques solaires sont implantées dans les déserts du sud. Parmi elles, la plus grande du monde est la Desert Sunlight Solar Farm qui occupe 3 800 acres soit 1 540 hectares. L'énergie solaire représente 5 % de la production annuelle californienne. En 2015, environ 2,5 millions de foyers utilisent l'énergie produite par leurs panneaux photovoltaïques.

#### Agriculture, pêche et sylviculture

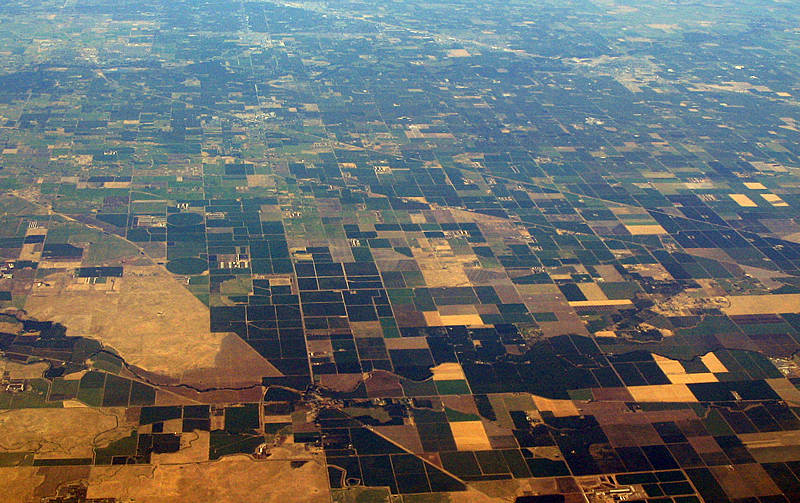
Photographie aérienne de la vallée centrale de Californie : l’agriculture intensive y est omniprésente.

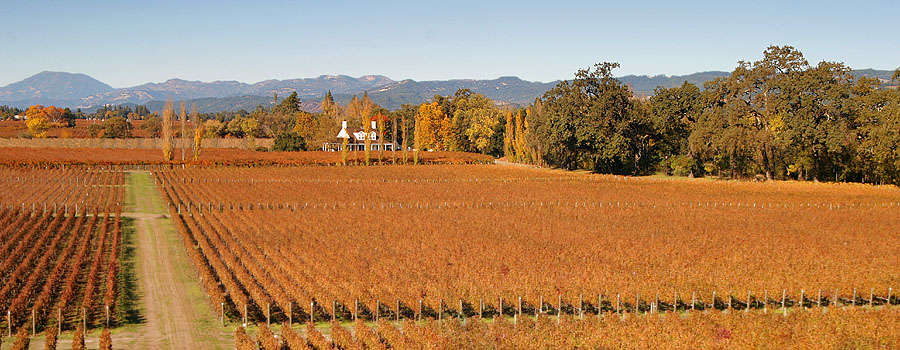
Un vignoble dans le comté de Napa.

L'agriculture de la Californie occupe la première place des 50 États américains en valeur (2008). L'État est le premier producteur de fruits, de légumes, de produits horticoles et laitiers. Les productions agricoles californiennes représentent 36,5 milliards de dollars soit 12,8 % de la valeur totale de l’agriculture américaine (2007).
En 2000, le secteur agricole employait 408 000 personnes. Il donne du travail aux migrants saisonniers mexicains qui franchissent la frontière au moment des récoltes (braceros).
La production agricole californienne est moderne et productive. Elle dépend de l'irrigation, des capitaux et du marché intérieur. L'agriculture capitaliste, spécialisée et intégrée à l'agrobusiness, génère d'importants revenus. Les terres arables représentent un quart du territoire californien (2007). La taille moyenne d’une exploitation californienne est de 126,6 hectares, mais 75 % des exploitations mesurent moins de 40,4 ha (2007). Les exploitants travaillent en relation avec les centres de recherche et l’université de Californie à Davis. La Vallée Centrale de Californie concentre près de la moitié de la production agricole de l'État.
La vigne californienne, essentiellement cultivée dans la région du Wine Country, produit 90 % du vin américain. Mais il est difficile de connaître précisément la quantité de raisins de cuve produites, puisque les domaines peuvent acheter des raisins qui viennent d'autres États (Oregon, Iowa, Missouri…). Le vin californien connaît depuis les années 1970 une renommée internationale, au point de concurrencer les plus grandes régions viticoles du monde. C'est en Californie qu'est apparue la classification par cépage, à partir de cépages (chardonnay, cabernet-sauvignon, merlot, syrah…) de traditions françaises ou italiennes au point de marquer profondément l'industrie vinicole mondiale.
La pêche reste dynamique à San Diego et San Francisco. Les poissons pêchés dans l'océan Pacifique sont le thon, le maquereau, la sole, la sardine, le calmar. L'aquaculture élève des truites et des saumons. La sylviculture est, avec le tourisme, l'activité principale des montagnes californiennes.

#### Secteur secondaire

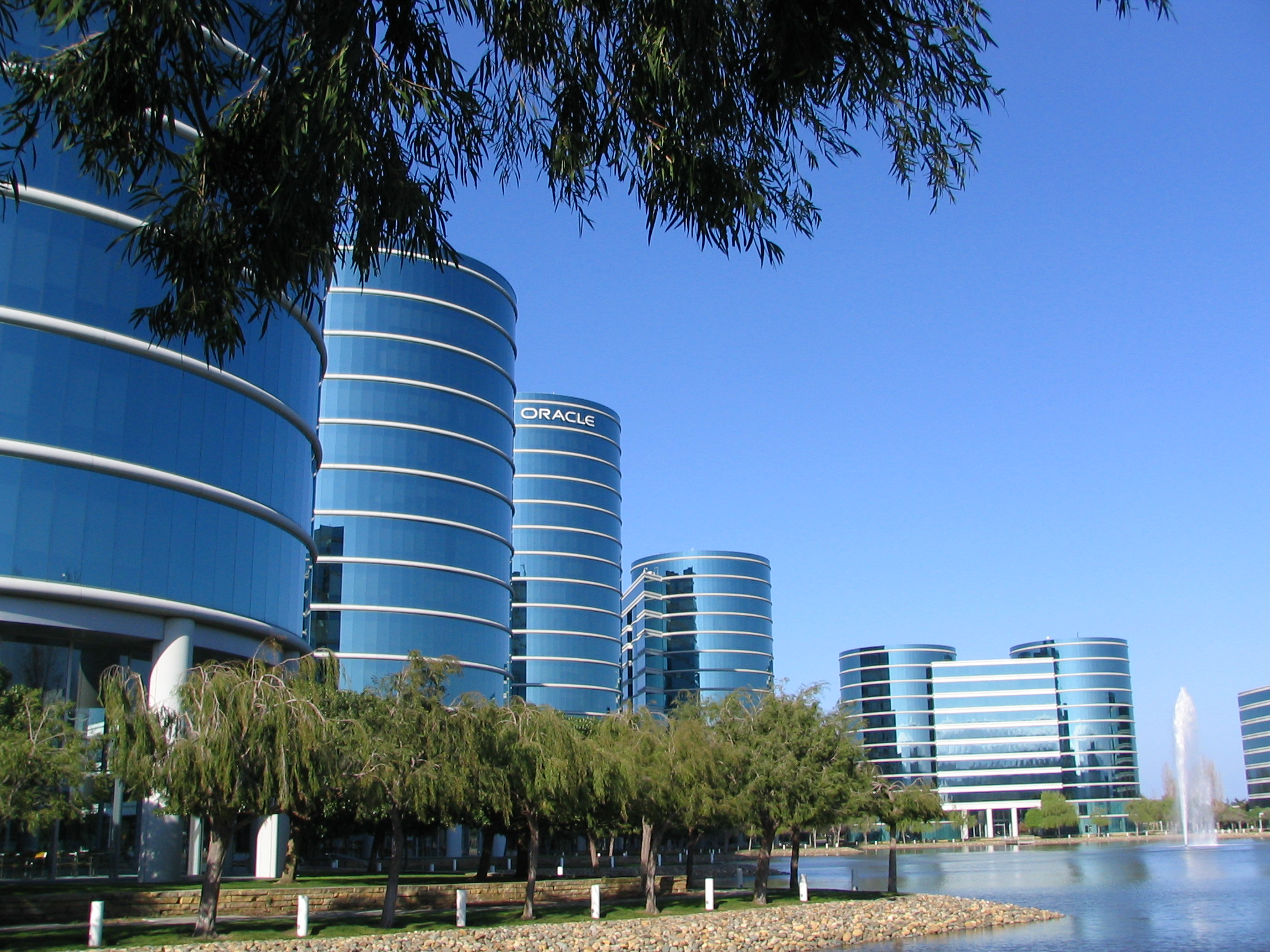
Le siège social d'Oracle, firme de haute technologie, dans la Silicon Valley.

Les industries représentent 1,5 million d’emplois soit 9,6 % du total. Les principales productions sont le matériel informatique, les produits chimiques et agro-alimentaires, les métaux, les équipements de transport.
Les industries lourdes (raffinage, chimie) se concentrent dans les complexes industrialo-portuaires des grandes agglomérations (San Francisco et Los Angeles). La situation de la Californie explique le développement des industries manufacturières comme le textile. L'État bénéficie de la proximité des maquiladoras mexicaines et de sa position sur l'océan Pacifique, en face des nouveaux pays industriels asiatiques. L’automobile fait également vivre des milliers de personnes. Les entreprises japonaises se sont installées pour contourner les barrières douanières (Toyota, Honda).
La Californie est le premier État pour les hautes technologies, par le nombre d'employés, le nombre d'entreprises, la valeur des exportations ainsi que les dépenses de Recherche et développement. La Silicon Valley, au sud de San Francisco, est ainsi le centre mondial de la micro-informatique, avec des sociétés comme Apple, Cisco, Nortel, Hewlett-Packard, du logiciel (Adobe) et du microprocesseur (Sun Microsystems, Intel). D’autres technopoles existent aussi dans le comté d’Orange et à San Diego.
Le complexe militaro-industriel est également bien représenté et soutenu par l'État fédéral. La base Edwards, dans le désert des Mojaves, est le site d'atterrissage de la navette spatiale de la NASA de 1981 à 2011. Plusieurs bases aéronavales de l'US Air Force sont installées sur la côte méridionale. Boeing emploie environ 26 000 personnes en Californie, soit 16 % des effectifs totaux de l'entreprise aéronautique. Lockheed Martin possède un site de production à Palmdale. Northrop Grumman a son siège social à Los Angeles.

Les États les plus industrialisés des États-Unis.
Les principales industries en Californie (2006).
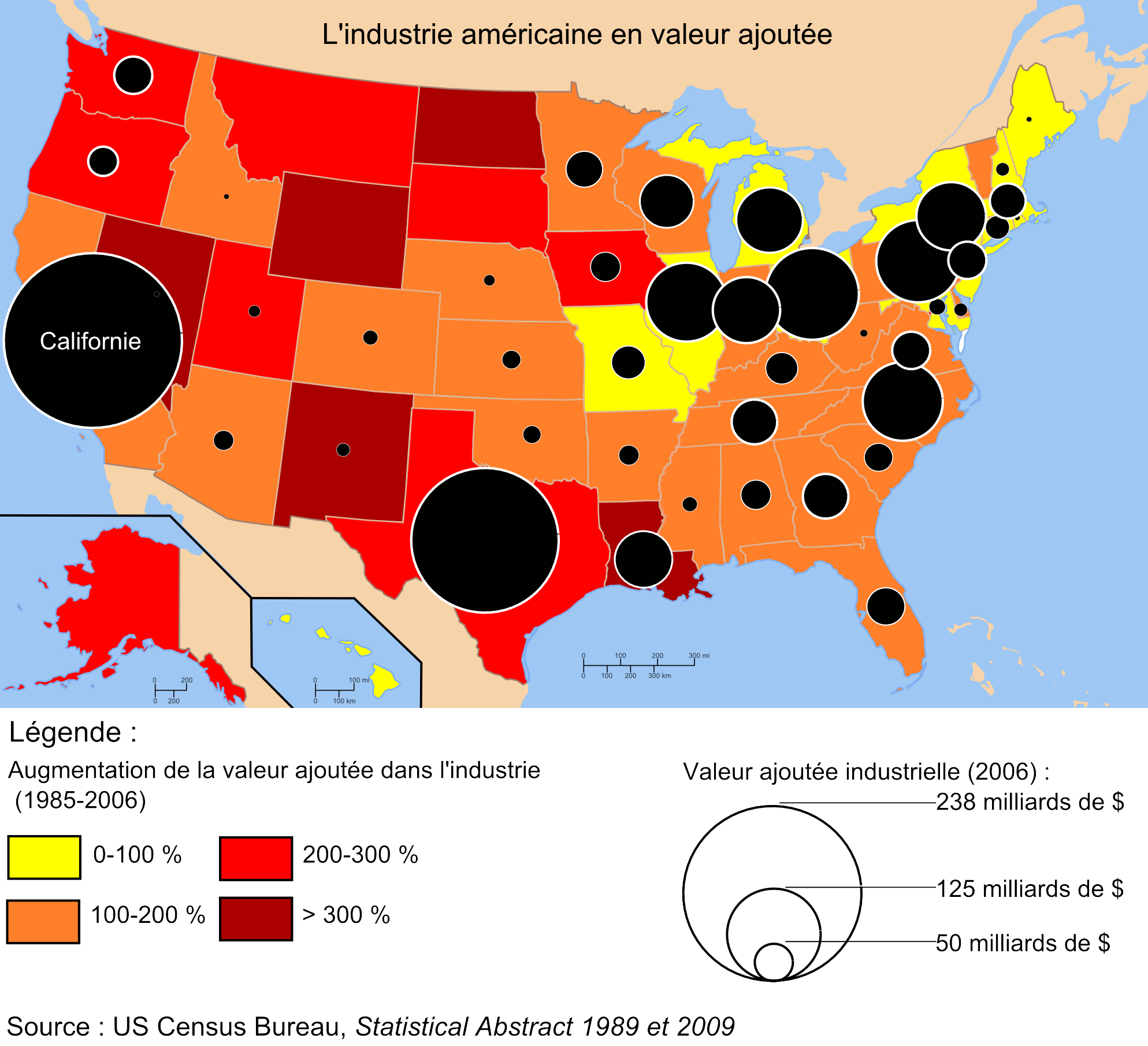
Valeur ajoutée de l'industrie aux États-Unis.
Les emplois industriels aux États-Unis.

#### Secteur tertiaire

Disneyland, à Anaheim en banlieue sud de Los Angeles.

La Californie est une destination touristique de premier ordre avec 13,4 millions de visiteurs étrangers en 2008. Le tourisme génère 924 000 emplois directs (2008) et rapporte plusieurs milliards de dollars de taxes à l'État de Californie. La Californie offre de nombreuses possibilités : tourisme balnéaire sur les plages du sud, vacances sportives et écotourisme dans les parcs nationaux, tourisme culturel (musées de Los Angeles et de San Francisco) et tourisme hivernal dans les stations de ski de la Sierra Nevada. Les parcs d'attractions se concentrent dans le Sud avec Disneyland et SeaWorld.
L'agglomération de Los Angeles est mondialement connue pour son industrie des médias et du cinéma (Hollywood). Enfin, les services financiers et bancaires sont particulièrement développés dans les centres d'affaires des métropoles. Plus de 38 firmes ont leur siège social à San Francisco ou Los Angeles. Mais les bourses de commerce de ces deux métropoles comptent beaucoup moins que celle de Wall Street.

#### Commerce extérieur
La Californie est le deuxième État derrière celui du Texas pour la valeur des exportations.
En 2007, les ports californiens ont exporté 159,5 milliards de dollars de marchandises et importé 356,2 milliards. Le solde des échanges est négatif et l’écart entre importations et exportations se creuse. On retrouve la même situation de déficit commercial au niveau national. Le Mexique et le Canada, membres de l'ALENA concentrent à eux deux un quart des exportations californiennes. Les autres pays importateurs se situent en Asie orientale (Japon, Chine, Taïwan, Corée du Sud) et en Europe (Allemagne, Royaume-Uni).
Les principaux ports de Californie, Long Beach, Los Angeles et Oakland, sont parmi les plus importants du pays. À eux trois, ils représentent 16,4 millions de conteneurs, soit 38,4 % du trafic américain (2008). Avec 77,9 millions de tonnes métriques, le port de Long Beach est le premier port californien, le troisième port américain et le 55e port mondial pour le trafic total de marchandises (2007).
| Produits                              | Exportations (millions de $) |
| ------------------------------------- | ---------------------------- |
| Ordinateurs et produits électroniques | 43 709,7                     |
| Machines                              | 14 457,7                     |
| Équipements de transport              | 13 748                       |
| Produits chimiques                    | 10 429,6                     |
| Divers produits manufacturés          | 84 920,7                     |
| Produits agricoles                    | 6 725,6                      |
| Produits alimentaires                 | 5 860,4                      |

Trafic de conteneurs des dix premiers ports américains.
Trafic total des dix premiers ports américains.
Échanges commerciaux des ports californiens (1997-2007).

## Politique et gouvernement
| Gouvernement de Californie | Gouvernement de Californie | Gouvernement de Californie | Gouvernement de Californie | Gouvernement de Californie | Gouvernement de Californie | Gouvernement de Californie | Gouvernement de Californie | Gouvernement de Californie | Gouvernement de Californie | Gouvernement de Californie | Gouvernement de Californie | Gouvernement de Californie | Gouvernement de Californie | Gouvernement de Californie                | Législature d'État  | Législature d'État | Congrès fédéral           | Congrès fédéral |
| Gouverneur                 | Gouverneur                 | Lieutenant-gouverneur      | Lieutenant-gouverneur      | Secrétaire d'État          | Secrétaire d'État          | Procureur général          | Procureur général          | Auditrice                  | Auditrice                  | Trésorière                 | Trésorière                 | Commissaire de l'Assurance | Commissaire de l'Assurance | Super-intendant de l'Instruction publique | Assemblée de l'État | Sénat              | Chambre des représentants | Sénat           |
| -------------------------- | -------------------------- | -------------------------- | -------------------------- | -------------------------- | -------------------------- | -------------------------- | -------------------------- | -------------------------- | -------------------------- | -------------------------- | -------------------------- | -------------------------- | -------------------------- | ----------------------------------------- | ------------------- | ------------------ | ------------------------- | --------------- |
|                            | Gavin Newsom (D)           |                            | Eleni Kounalakis (D)       |                            | Shirley Weber (en) (D)     |                            | Rob Bonta (D)              |                            | Betty Yee (en) (D)         |                            | Fiona Ma (en) (D)          |                            | Ricardo Lara (en) (D)      | Tony Thurmond (en) (D)                    | D : 58 R : 19 I : 1 | D : 31 R : 9       | D : 42 R : 11             | D : 2           |

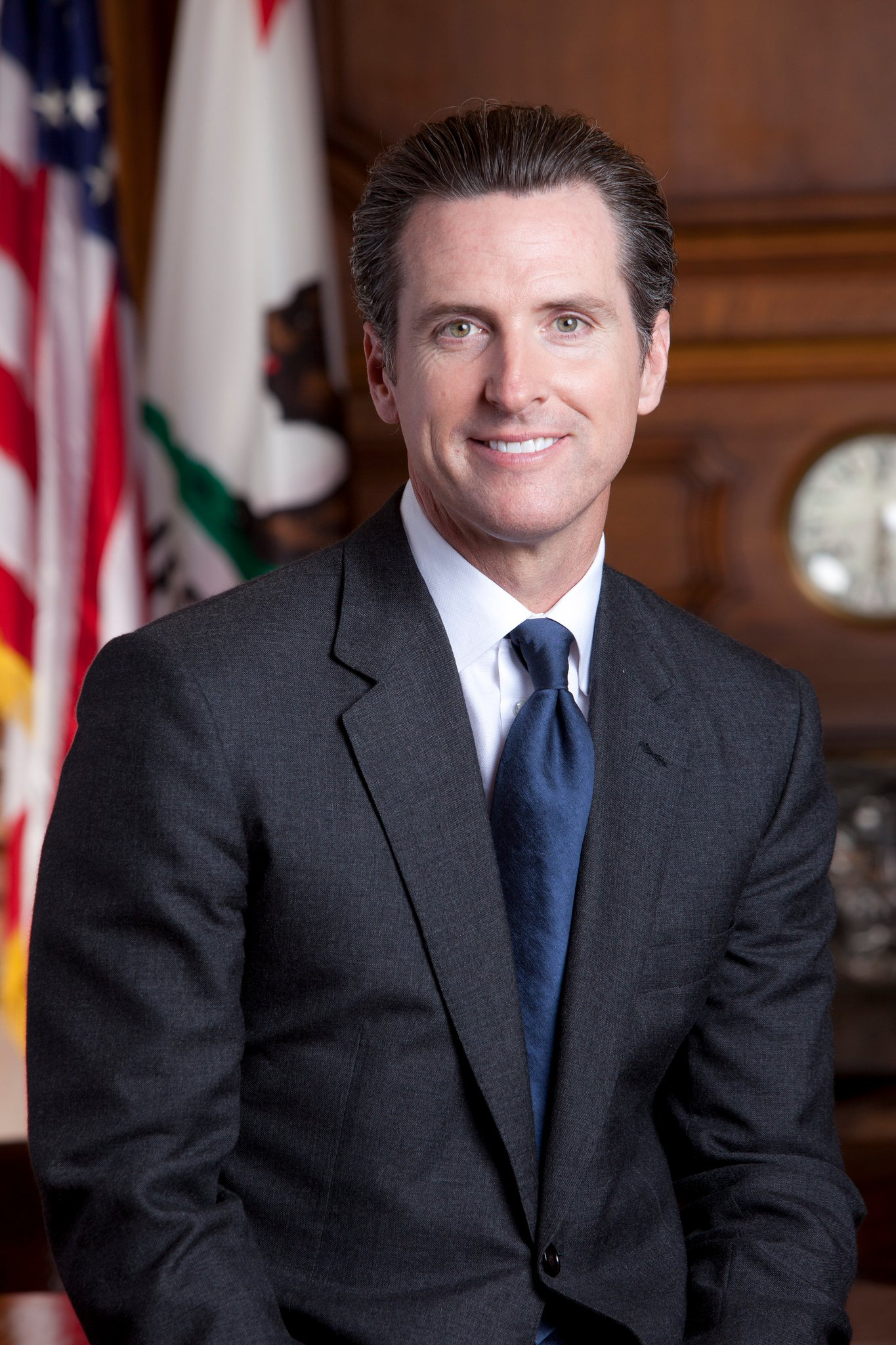
Gavin Newsom, gouverneur depuis 2019.
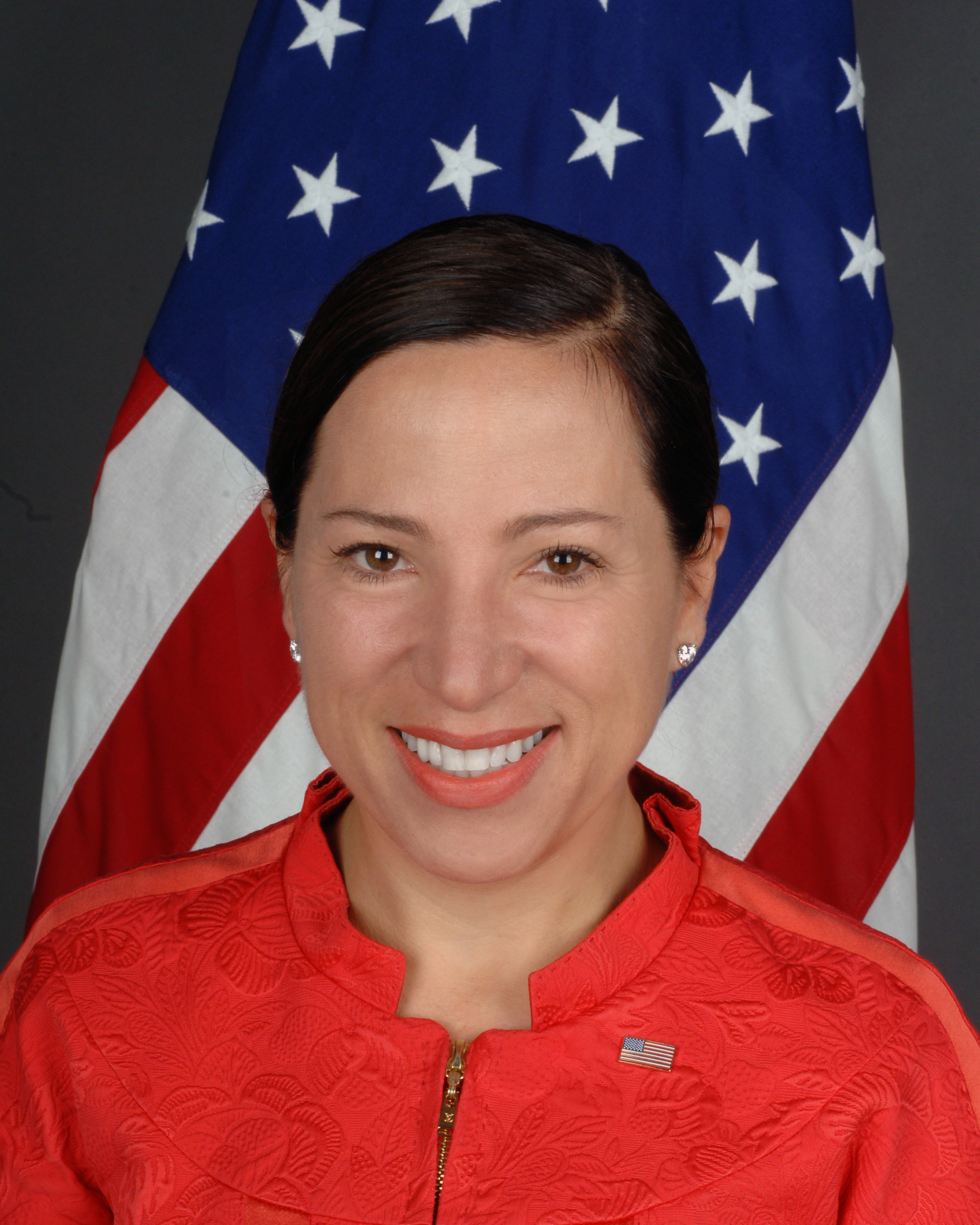
Eleni Kounalakis, lieutenant-gouverneure depuis 2019.
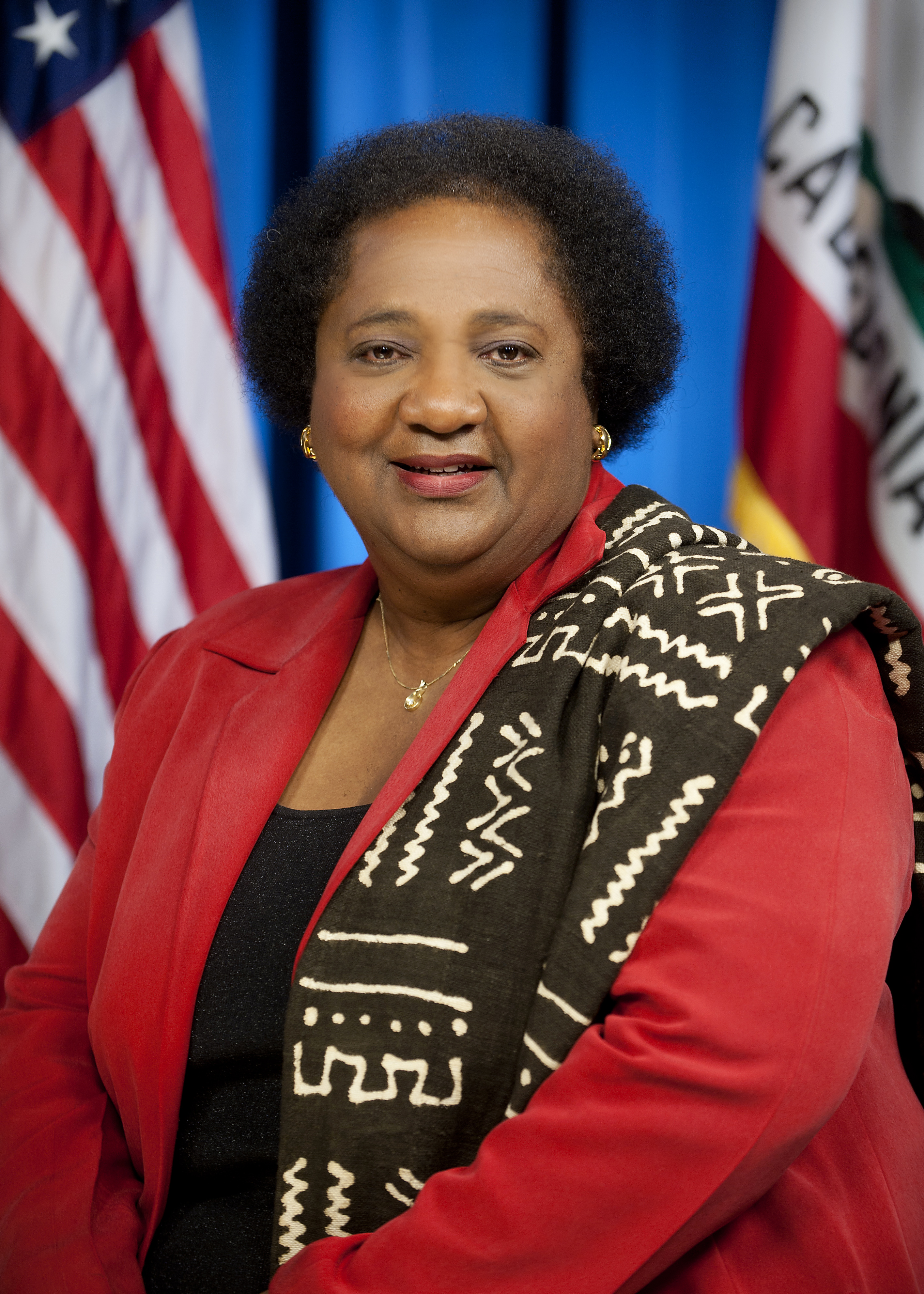
Shirley Weber (en) (D) Secrétaire d'État depuis 2021
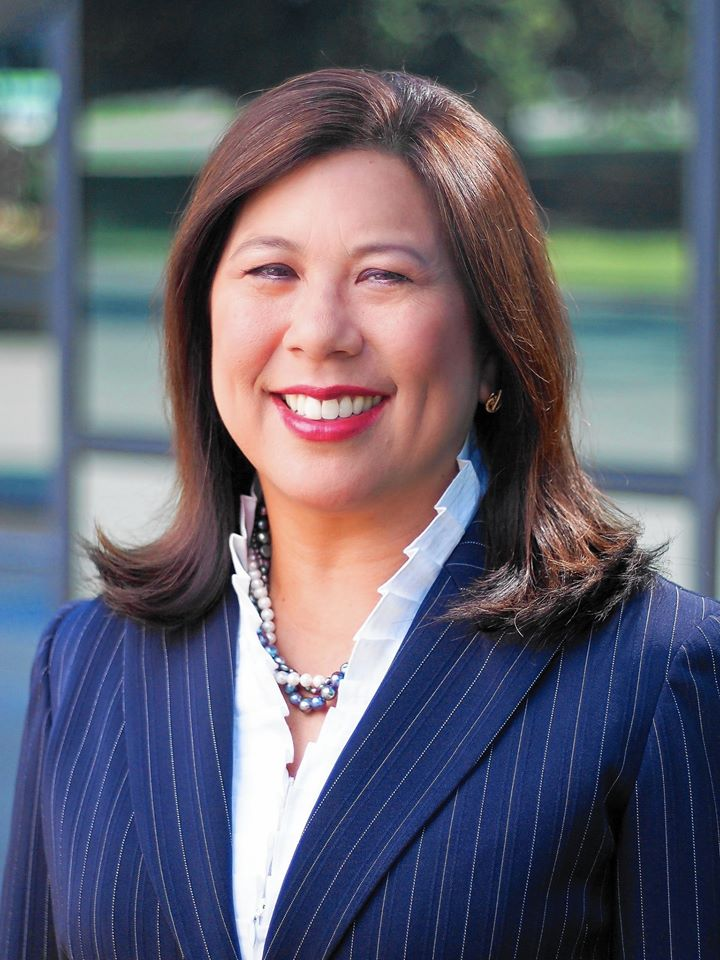
Betty Yee (en), auditrice depuis 2015.
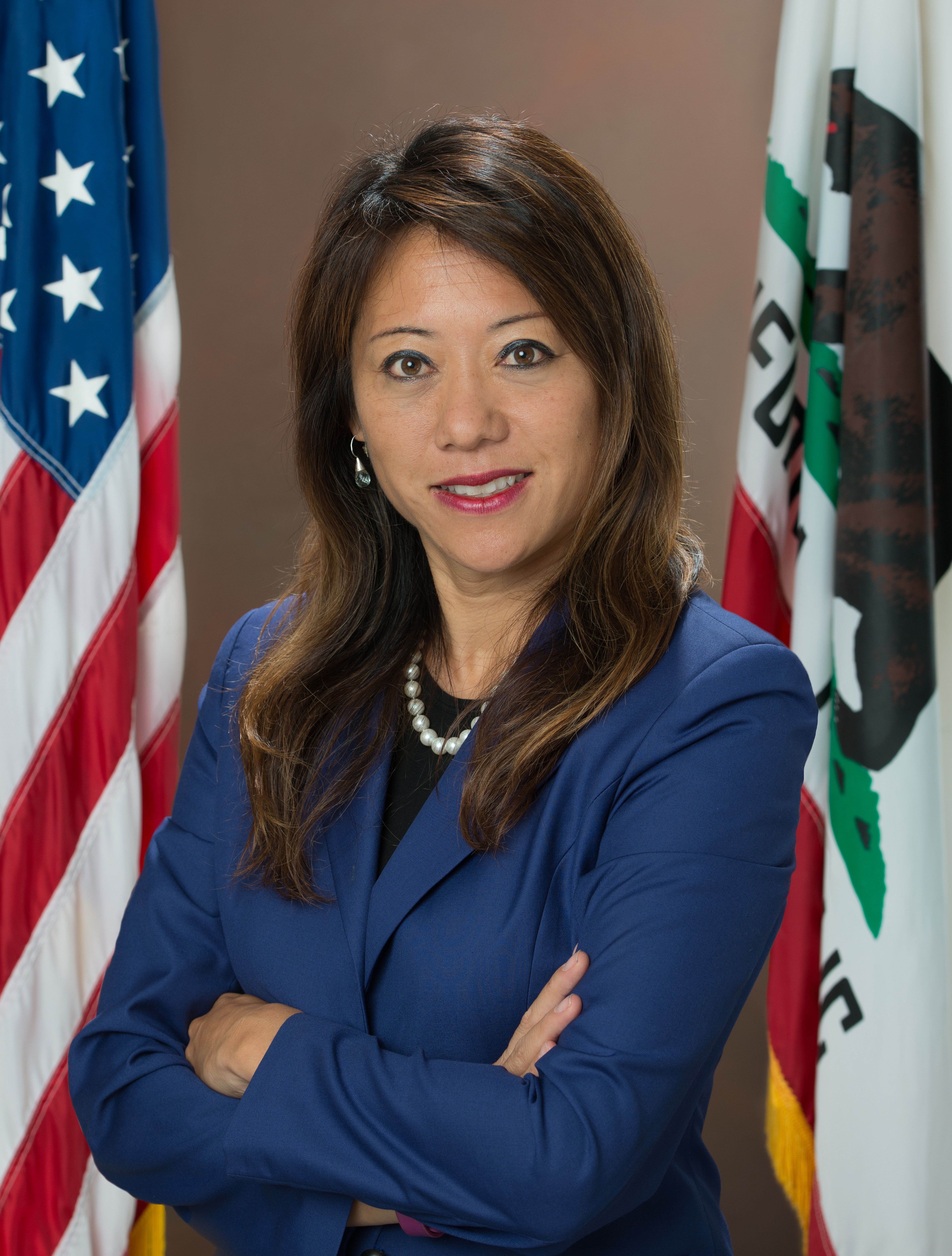
Fiona Ma (en), trésorière depuis 2019.
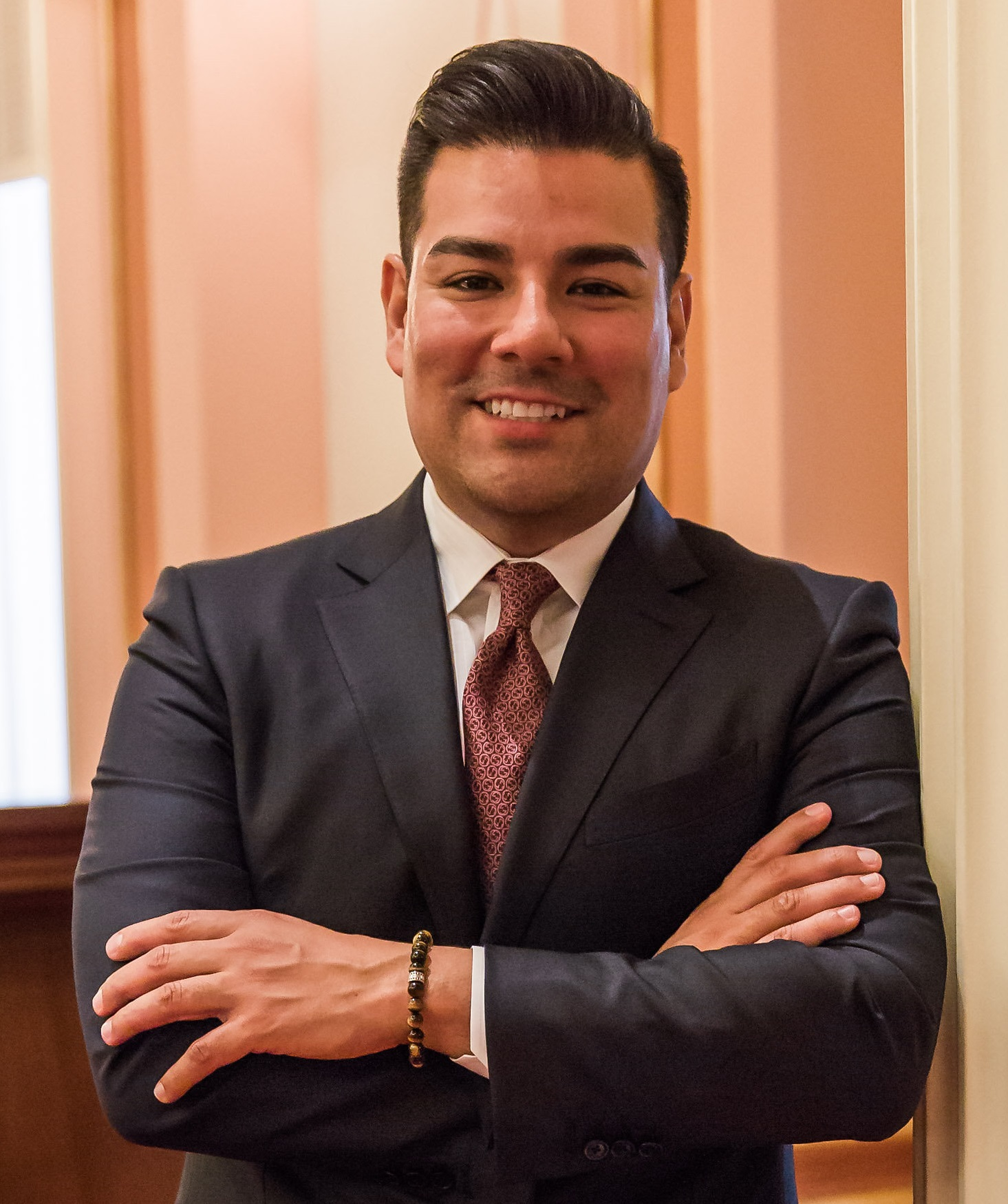
Ricardo Lara (en), commissaire de l'Assurance depuis 2019.
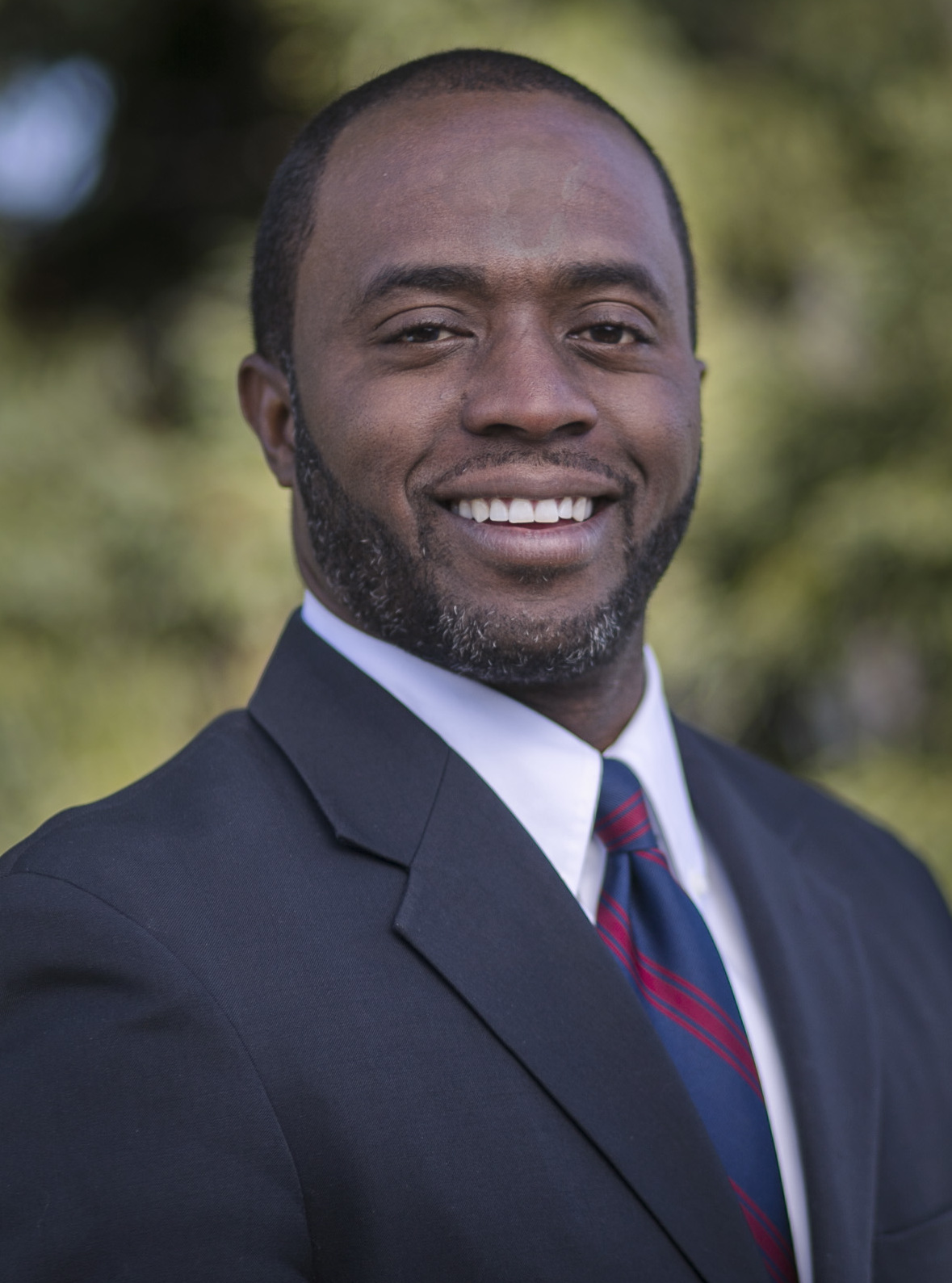
Tony Thurmond (en), super-intendant de l'Instruction publique depuis 2019.

### Gouverneur de Californie
Le gouverneur de Californie est le démocrate Gavin Newsom depuis le 7 janvier 2019.

### Autres postes électifs
Sept postes du gouvernement sont des fonctions électives : lieutenant-gouverneur, secrétaire d'État, procureur général, trésorier, auditeur, commissaire de l'Assurance et super-intendant de l'Instruction publique. Il peut donc y avoir cohabitation entre républicains et démocrates au sein de l'exécutif.

### Pouvoir législatif

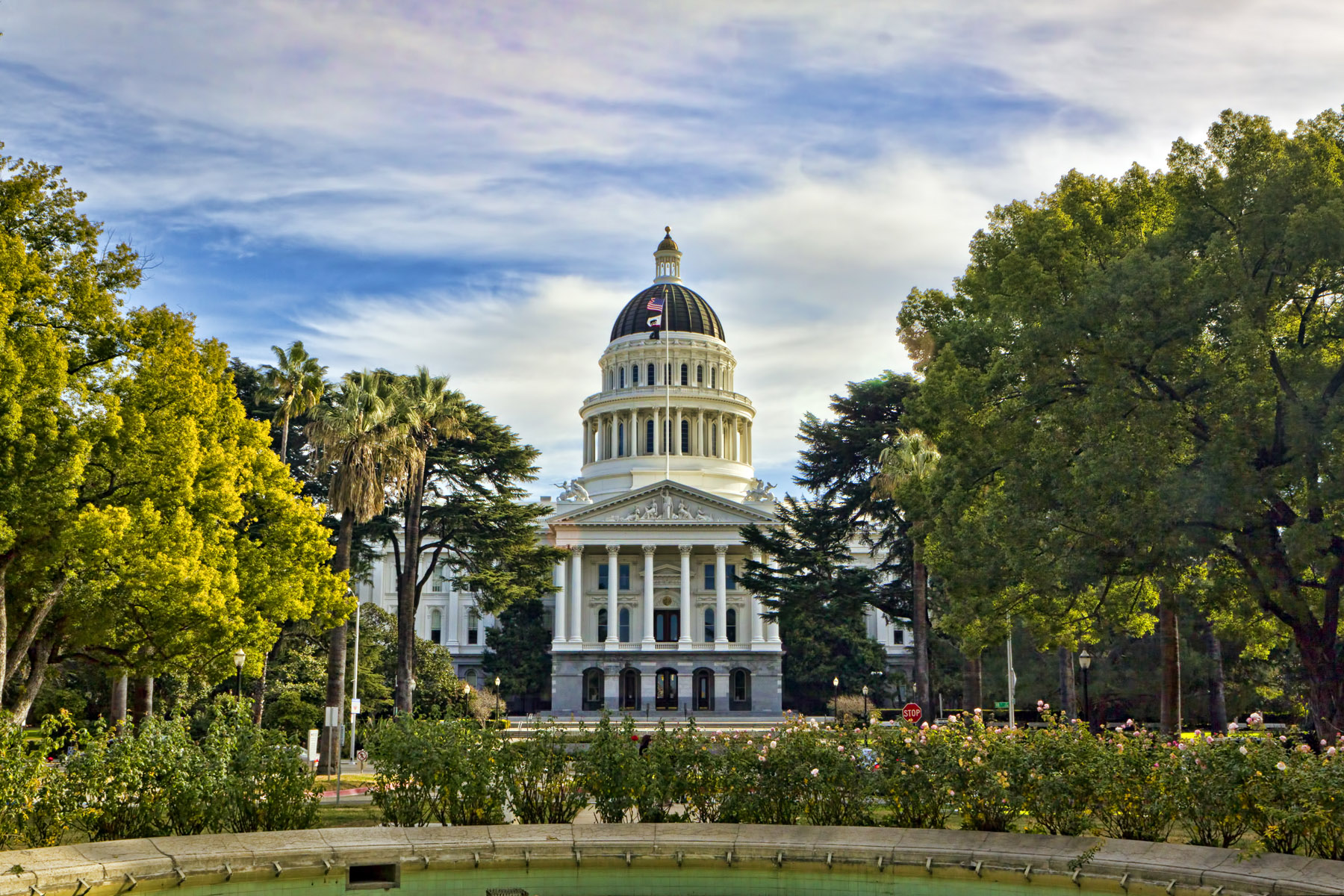
Capitole de l'État de Californie à Sacramento.

Le pouvoir législatif est quant à lui assuré par la législature d'État de la Californie, Parlement bicaméral composé d’une Assemblée (Assembly) comprenant 80 membres et d’un Sénat (Senate) de 40 membres, les 120 membres de la législature étant élus par districts.

### Élections présidentielles
Autrefois place forte républicaine, bastion des présidents Richard Nixon et Ronald Reagan, lui-même ancien gouverneur de l’État, la Californie vote depuis une vingtaine d’années majoritairement pour les démocrates, du moins lors des élections présidentielles et législatives locales ou nationales. Ainsi depuis 1992, la Californie a choisi les candidats démocrates lors des élections présidentielles. En 2016, la Californie vote majoritairement pour la démocrate Hillary Clinton avec 61,5 % des voix, le républicain Donald Trump ne récoltant 31,5 % des voix.
Historiquement, la Californie est divisée entre une moitié nord plutôt démocrate et une moitié sud plutôt républicaine. Cependant, depuis les années 1990, la réduction du poids de l'industrie de la défense et les changements démographiques au profit des minorités ont fait basculer le sud de l'État dans le giron démocrate. La Californie est désormais divisée entre des côtes libérales et progressistes et des terres intérieures conservatrices.

### Représentation fédérale
Au niveau national, l’État est représenté par deux sénateurs et cinquante-trois représentants qui est le plus grand nombre de membres qu'un État américain envoie au Congrès siégeant à Washington, D. C. Lors des élections présidentielles, il dispose donc du plus grand nombre de grands électeurs au sein du collège électoral américain avec cinquante-cinq voix.
Les deux sénateurs siégeant au Sénat sont démocrates : il s’agit d'Alex Padilla, nommé pour remplacer la vice-présidente Kamala Harris, et d'Adam Schiff, élu en 2024 pour succéder à Laphonza Butler, nommée pour remplacer Dianne Feinstein morte en fonction. 40 démocrates et 12 républicains représentent la Californie à la Chambre des représentants.

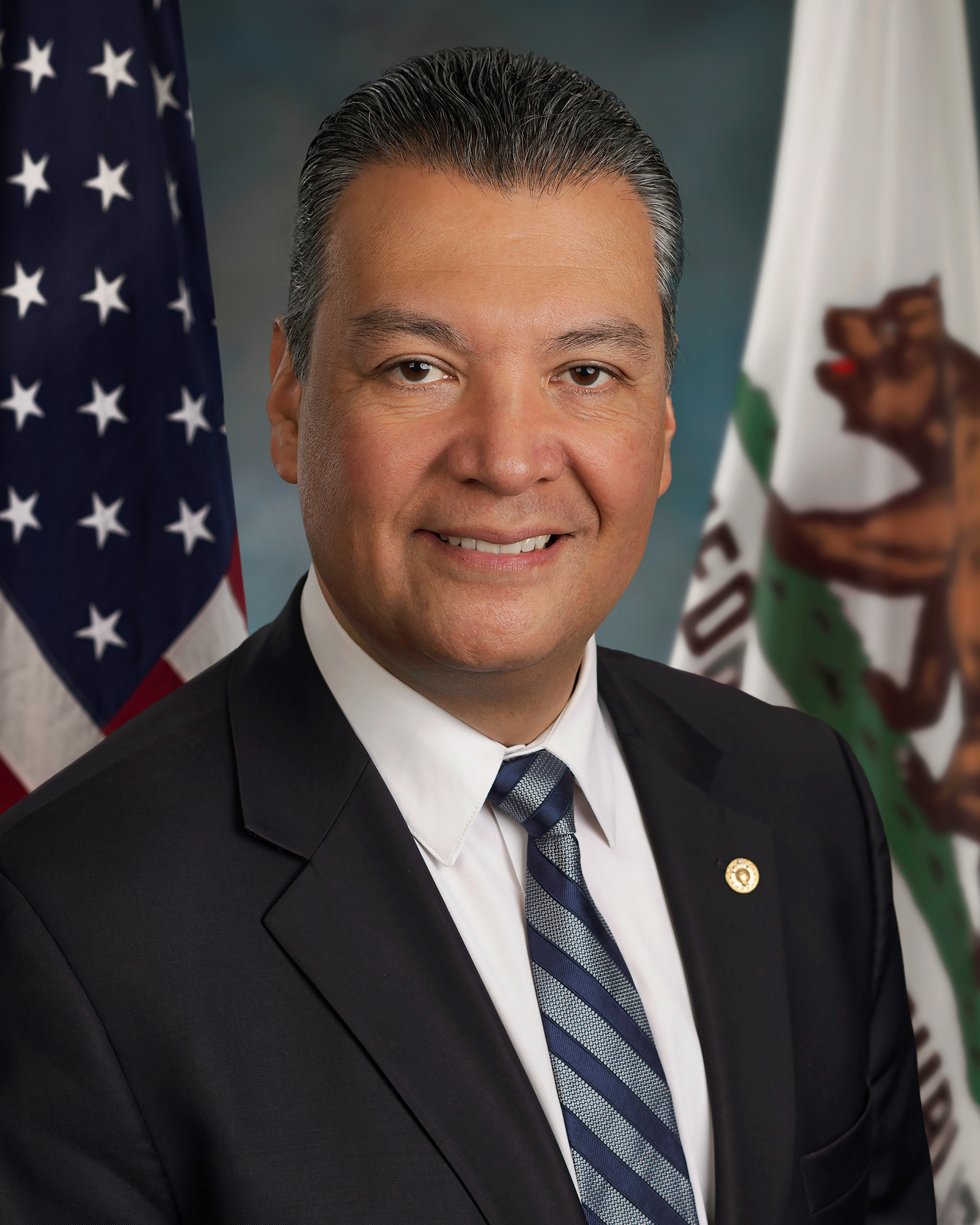
Le sénateur sénior de Californie Alex Padilla.
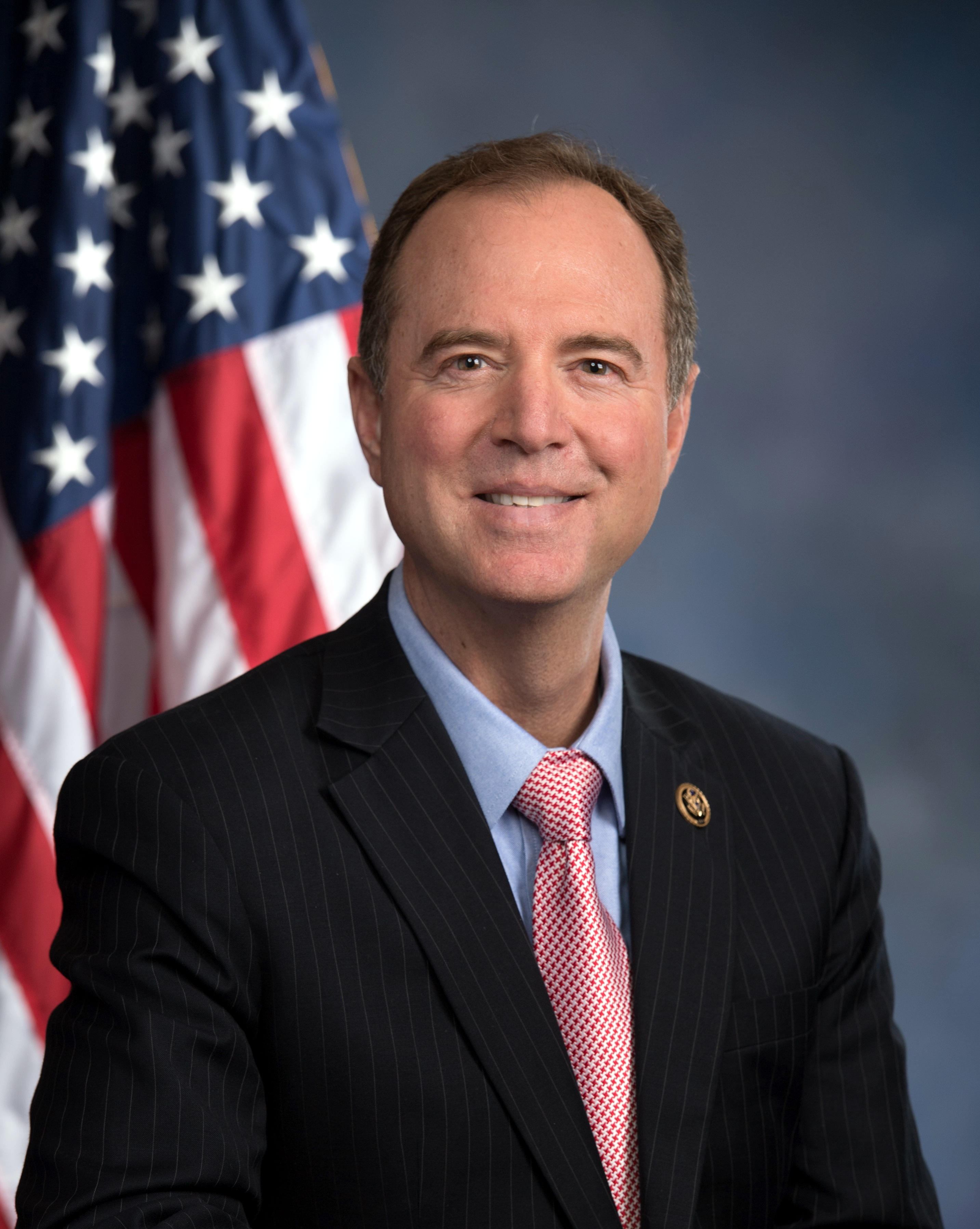
Le sénateur junior de Californie Adam Schiff.

### Système judiciaire

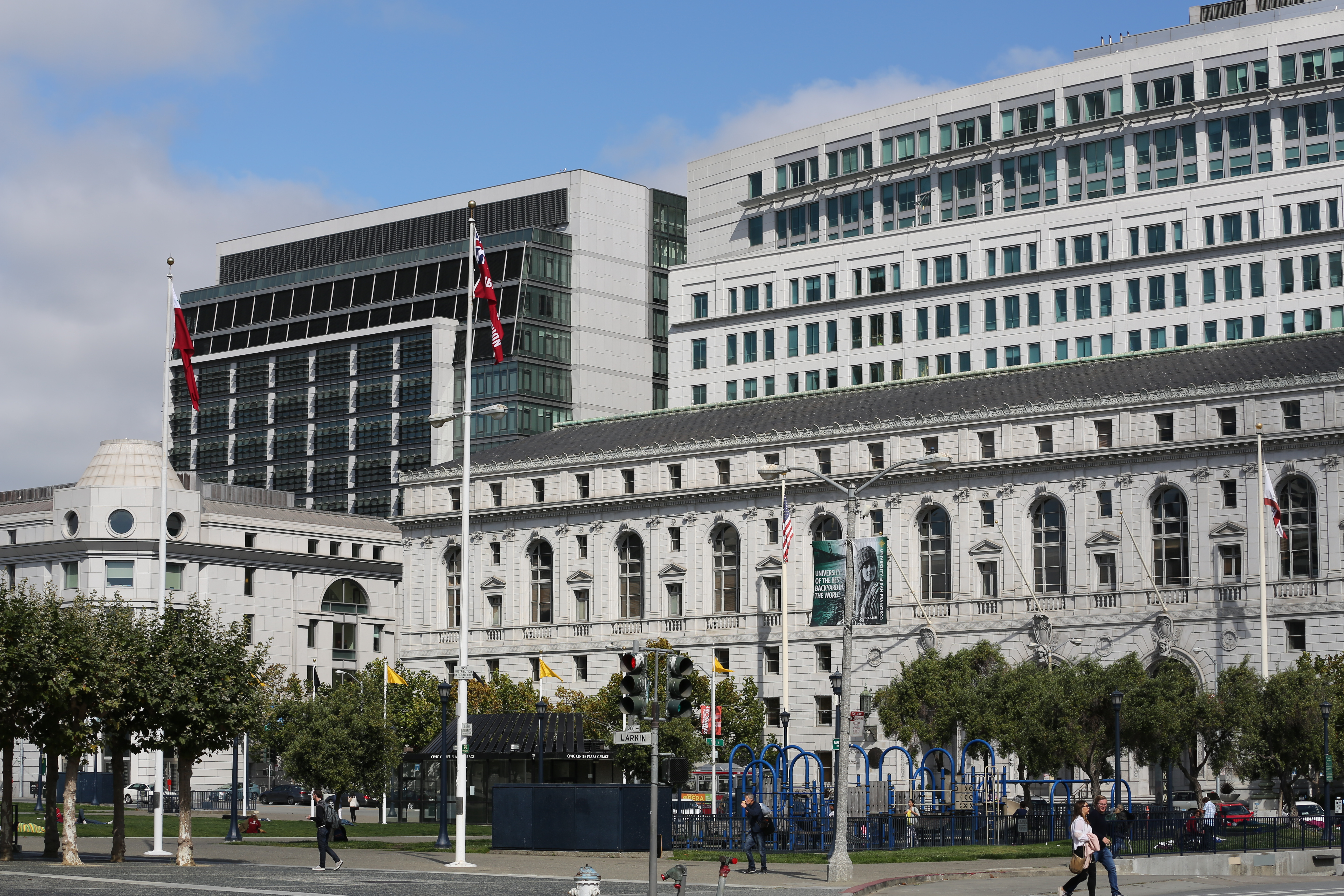
La Cour suprême de Californie à San Francisco.

Le système judiciaire de la Californie est le plus important des États-Unis, avec environ 1 600 juges traitant 8 millions de procès chaque année (avec l’assistance de 19 000 personnes et 400 équivalents judiciaires). À titre de comparaison, le système fédéral de justice emploie seulement 840 juges. La Californie dispose d’une Cour suprême, composée d’un président (Chief Justice) et de six autres juges. Son siège est à San Francisco.

### Jumelages
La Californie est jumelée ou partenaire avec 26 autres régions, provinces ou États à travers le monde.
| Ville                                                             | Ville                            | Pays           | Pays           | Année |
| ----------------------------------------------------------------- | -------------------------------- | -------------- | -------------- | ----- |
| Drapeau du Jeju-do                                                | Jeju                             | Corée du Sud   | Corée du Sud   | 2005  |
| Blason de l'état de Basse-Californie du Sud                       | Basse-Californie du Sud          | Mexique        | Mexique        | 2002  |
| Blason des Açores                                                 | Açores                           | Portugal       | Portugal       | 2002  |
| Sceau de l'état fédéré du Gujarat                                 | Gujarat                          | Inde           | Inde           | 2001  |
| Sceau de l'état du Pendjab                                        | Pendjab                          | Inde           | Inde           | 2001  |
| Blason de l'état de Jalisco                                       | Jalisco                          | Mexique        | Mexique        | 2000  |
| Emplacement de la province du Cap Occidental en Afrique du Sud    | Cap-Occidental                   | Afrique du Sud | Afrique du Sud | 2000  |
| Drapeau du Caire                                                  | Gouvernorat du Caire             | Égypte         | Égypte         | 1999  |
| Blason du Paraná                                                  | Paraná                           | Brésil         | Brésil         | 1999  |
| Blason de l'état de Basse-Californie                              | Basse-Californie                 | Mexique        | Mexique        | 1999  |
| Blason du länder de Bavière                                       | Bavière                          | Allemagne      | Allemagne      | 1998  |
| Drapeau du département de San Salvador                            | San Salvador                     | Salvador       | Salvador       | 1998  |
| Blason de la pronvince d'Alberta                                  | Alberta                          | Canada         | Canada         | 1997  |
| Blason de l'état de Nouvelle-Galles du Sud                        | Nouvelle-Galles du Sud           | Australie      | Australie      | 1997  |
| Emplacement de la pronvince du Chungcheong du Sud en Corée du Sud | Chungcheong du Sud               | Corée du Sud   | Corée du Sud   | 1996  |
| Blason de la région d'Ombrie                                      | Ombrie                           | Italie         | Italie         | 1995  |
| Blason du Territoire spécial de Yogyakarta                        | Territoire spécial de Yogyakarta | Indonésie      | Indonésie      | 1995  |
| Blason de la République de l'Altaï                                | République de l'Altaï            | Russie         | Russie         | 1995  |
| Blason du district autonome du Khantys-Mansis                     | Khantys-Mansis                   | Russie         | Russie         | 1994  |
| Drapeau de la préfecture d'Osaka                                  | Préfecture d'Osaka               | Japon          | Japon          | 1994  |
| Drapeau de la région Provence-Alpes-Côte d'Azur                   | Provence-Alpes-Côte d'Azur       | France         | France         | 1990  |
| Blason de l'état du Querétaro                                     | Querétaro                        | Mexique        | Mexique        | 1988  |
| Blason de la communauté autonome de Catalogne                     | Catalogne                        | Espagne        | Espagne        | 1986  |
| Emplacement de la province du Jiangsu                             | Jiangsu                          | Chine          | Chine          | 1985  |

## Culture
La Californie est de culture occidentale et plonge ses racines dans la culture des États-Unis. Cependant, en tant que carrefour international, elle a été fortement influencée au cours de son histoire par la culture des différents groupes d’immigrants. La culture californienne s’exporte et est connue dans le monde entier à travers l’industrie cinématographique d'Hollywood, la mode, la production musicale et le divertissement.
Au niveau du gouvernement, le California Arts Council, composé de onze membres nommés par le gouverneur et la législature, a pour but de promouvoir la production artistique et la créativité dans l’État. Il organise des initiatives comme la sélection du California Poet Laureate.

### Presse
Le Los Angeles Times, basé à Los Angeles, est le second plus grand journal métropolitain aux États-Unis, après The New York Times. Le San Francisco Chronicle a un tirage quotidien d'environ 512 000 exemplaires en semaine. The Sacramento Bee et le San Jose Mercury News font aussi partie des principaux journaux de l'État.

### Tourisme

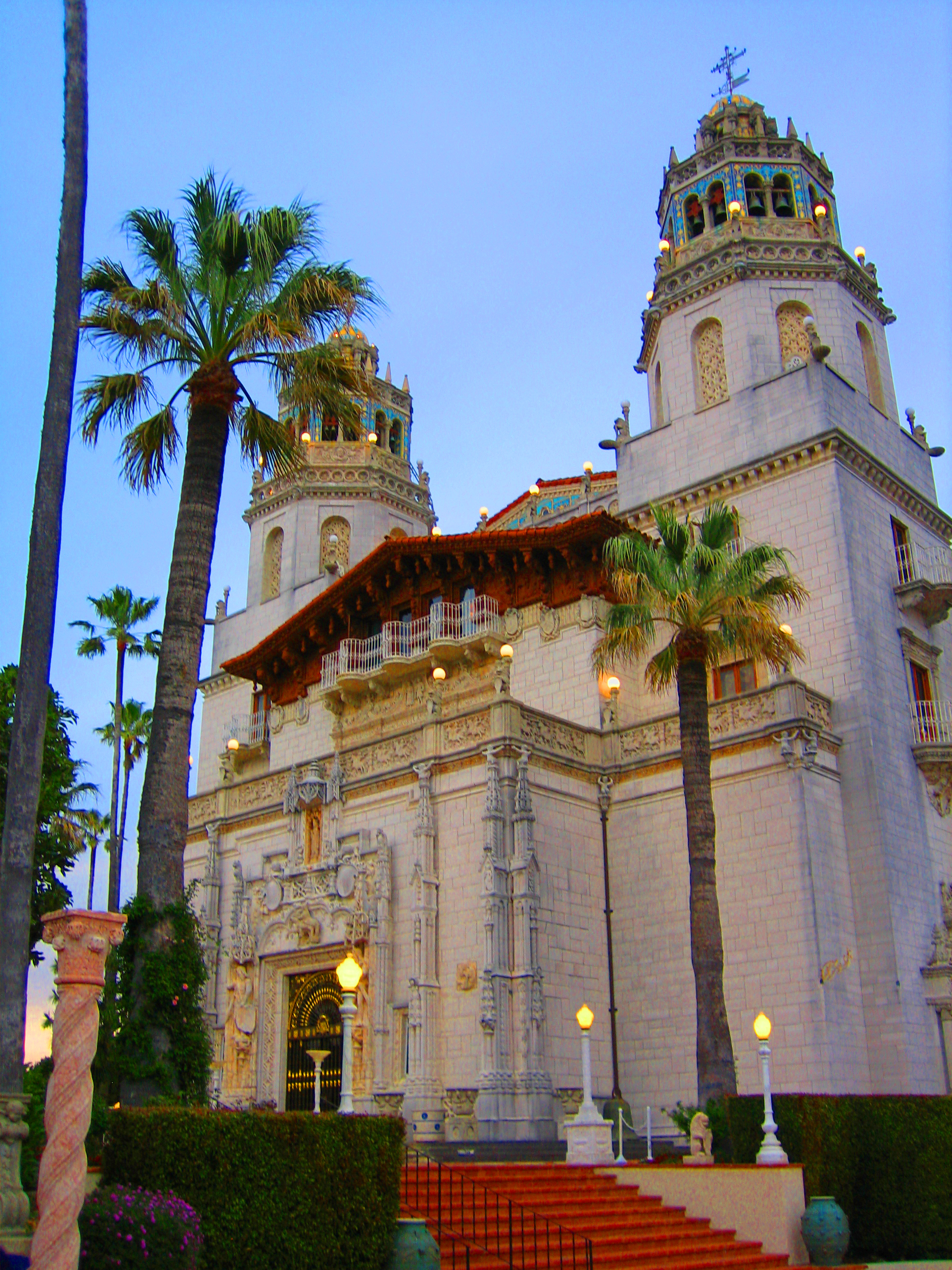
Façade d'Hearst Castle, Californie.

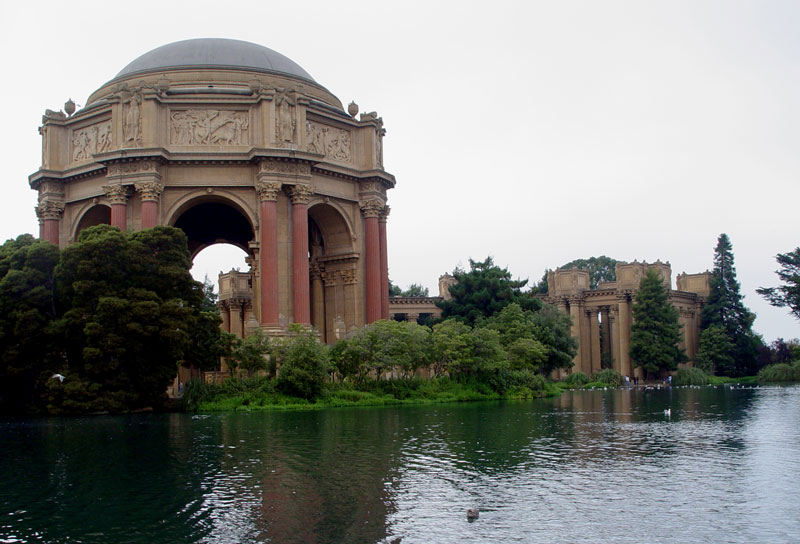
Le palais des beaux-arts de San Francisco.

Environ 19,4 millions de touristes visitent la Californie chaque année. Les parcs à thèmes Disneyland et Universal Studios Hollywood sont les deux principaux parcs d'attractions de l'État, avec le parc à thèmes marin de SeaWorld à San Diego. On compte plusieurs autres parcs du même genre, comme Six Flags Magic Mountain, Knott's Berry Farm, etc.
Il existe deux grands déserts en Californie, qui s'étendent aussi sur d'autres États voisins : le désert des Mojaves et le désert de Sonora. Parmi les grands sites touristiques de Californie, on inclut souvent les Algodones Dunes (Imperial Sand Dunes ou Glamis Sand Dunes), le parc national de la vallée de la Mort, le parc national de Joshua Tree et Palm Springs, le parc national volcanique de Lassen, le Lava Beds National Monument, le Mont Shasta, le lac Tahoe, le lac Mono et le parc national de Yosemite.
Les plages et parcs côtiers principaux sont Trinidad State Beach, Torrey Pines State Reserve, le Cabrillo National Monument. Les touristes se dirigent aussi vers les missions espagnoles, le Donner Memorial State Park, le Bodie Historic State Park, le parc national de Sequoia et le parc d'État de Humboldt Redwoods.
La Californie compte également de nombreux musées, dont certains ont une renommée internationale. À Los Angeles se trouvent le J. Paul Getty Museum et la Villa Getty, le musée d'Art du comté de Los Angeles (Los Angeles County Museum of Art (LACMA)), le Musée d'histoire naturelle du comté de Los Angeles, le musée d'art contemporain (MOCA) et la Huntington Library entre autres. À San Francisco, on peut trouver le California Palace of the Legion of Honor, l'Académie des sciences de Californie, l'Exploratorium et le musée des arts asiatiques. À Monterey se trouve l’aquarium de la baie de Monterey, l'un des plus grands du monde. Hearst Castle, situé dans le comté de San Luis Obispo, est un monument très visité.

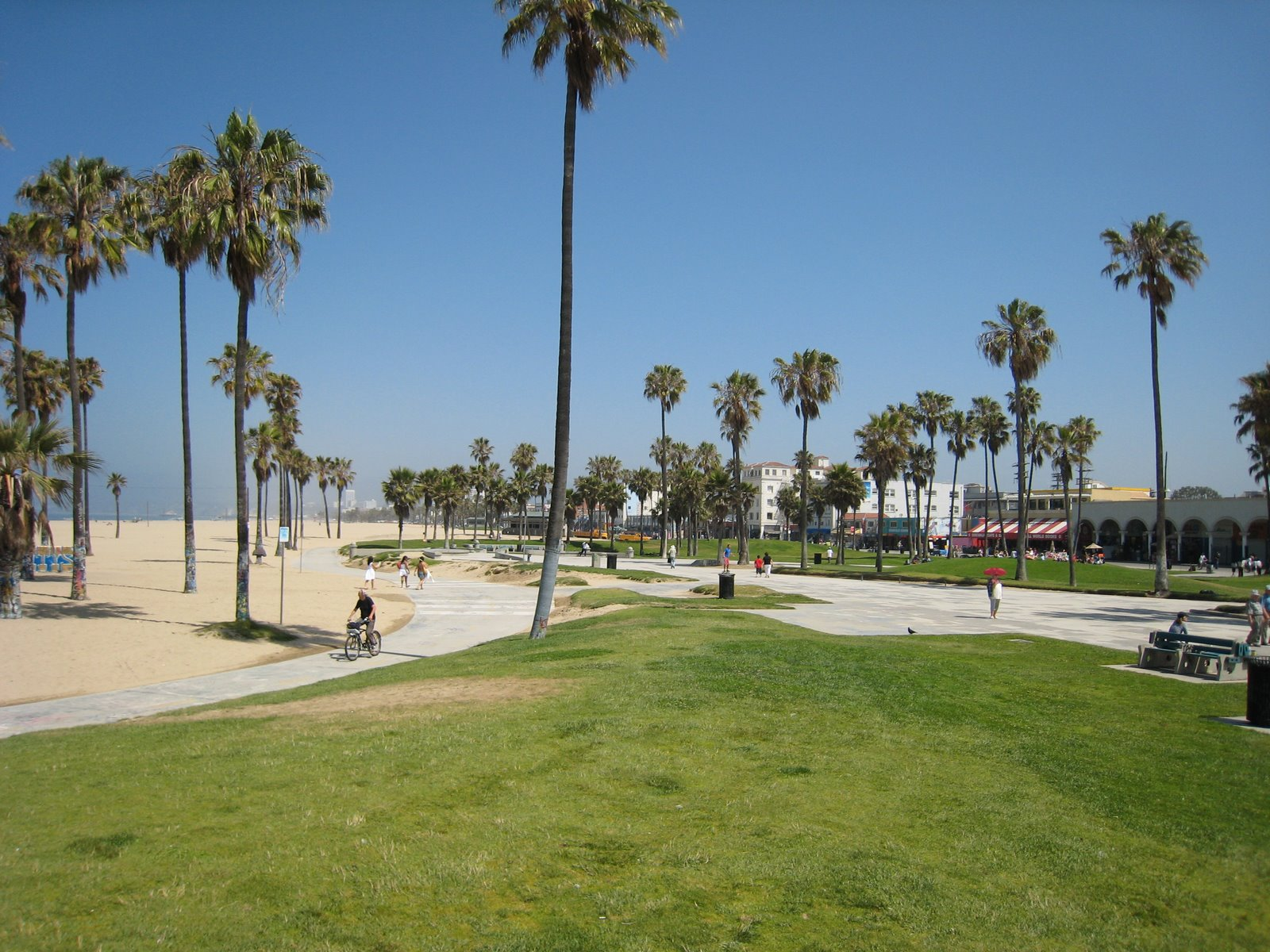
Promenade dans le quartier de Venice Beach (Los Angeles).
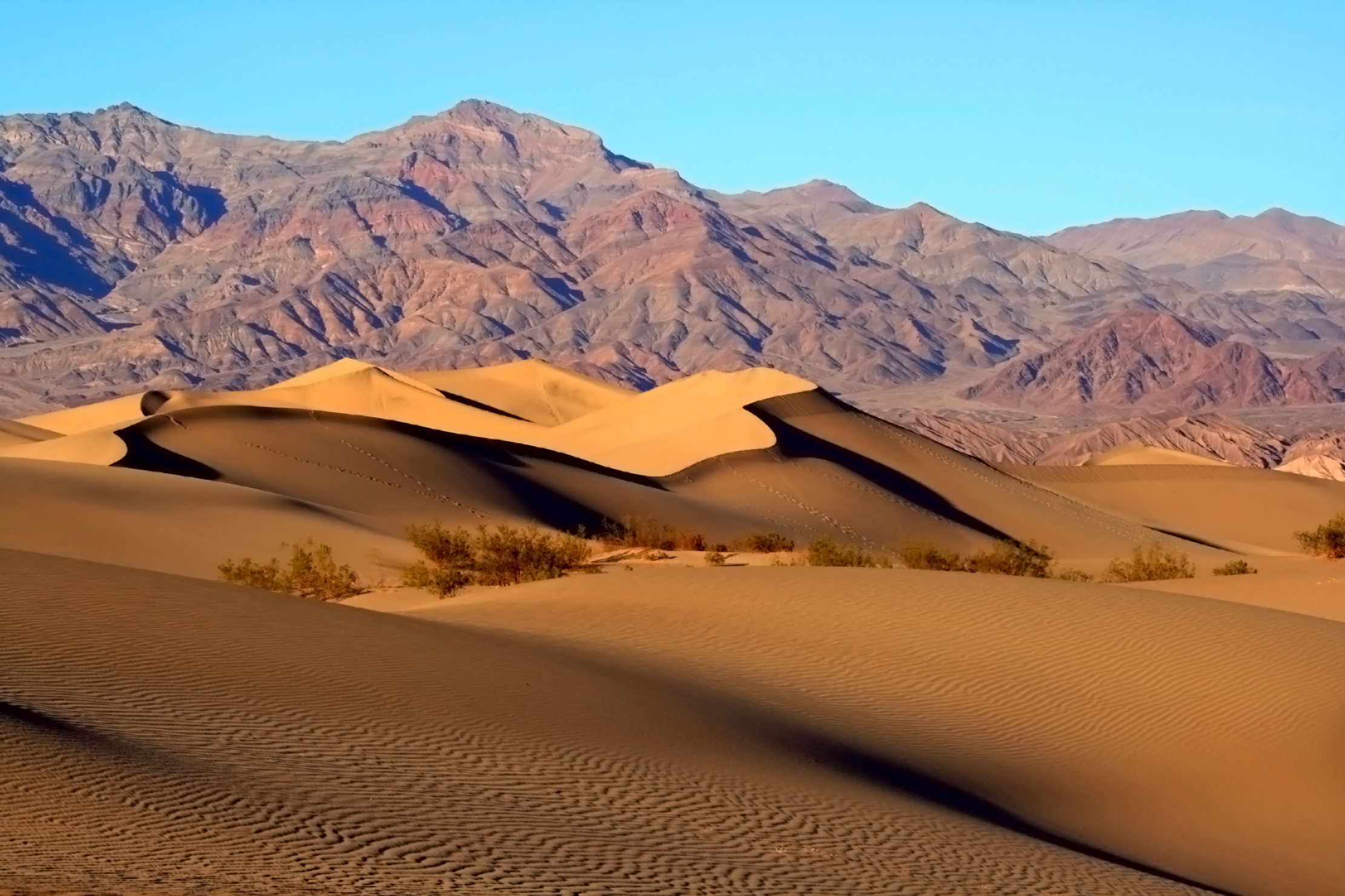
Parc national de la vallée de la Mort.
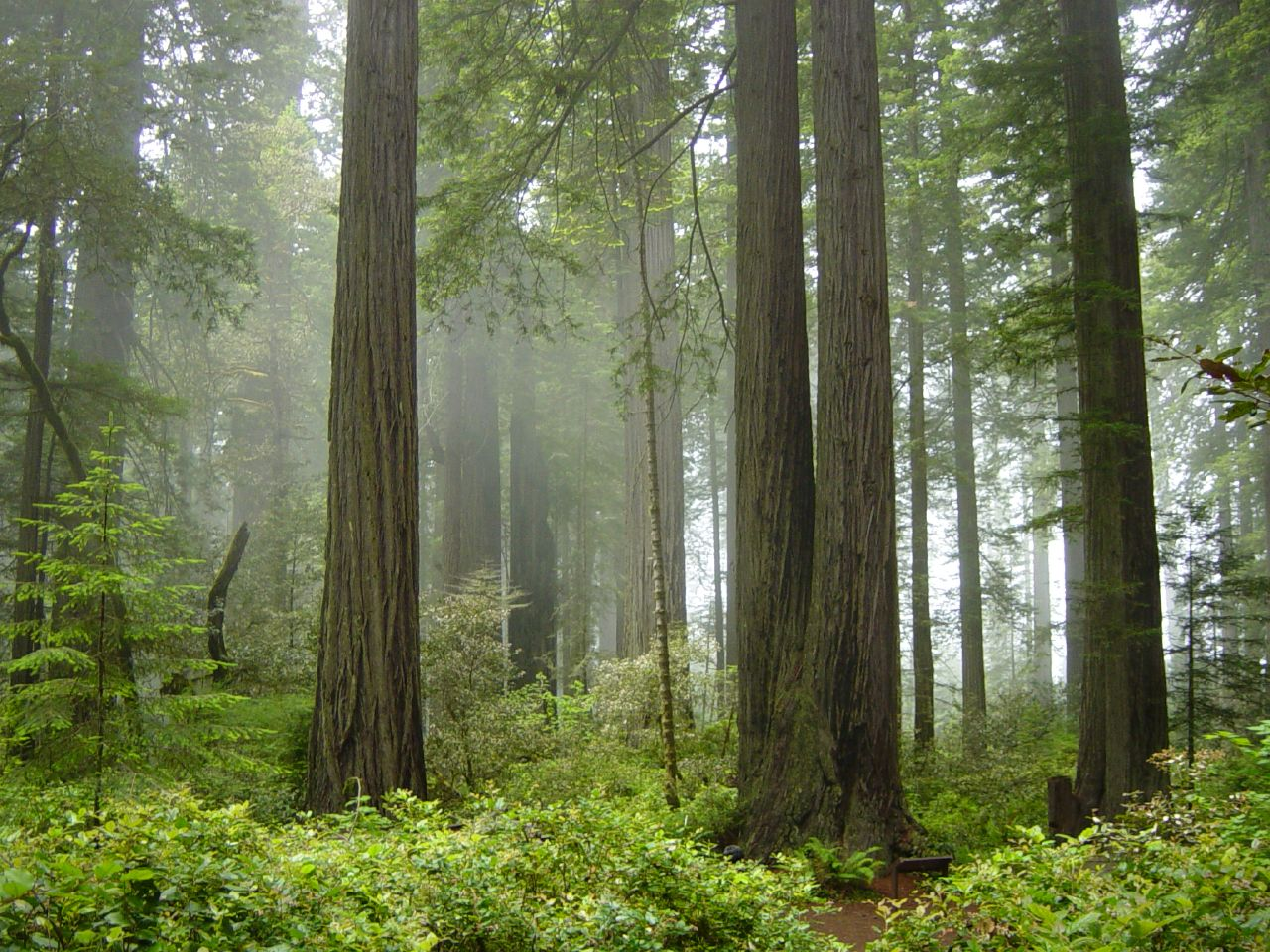
Parc national de Redwood.
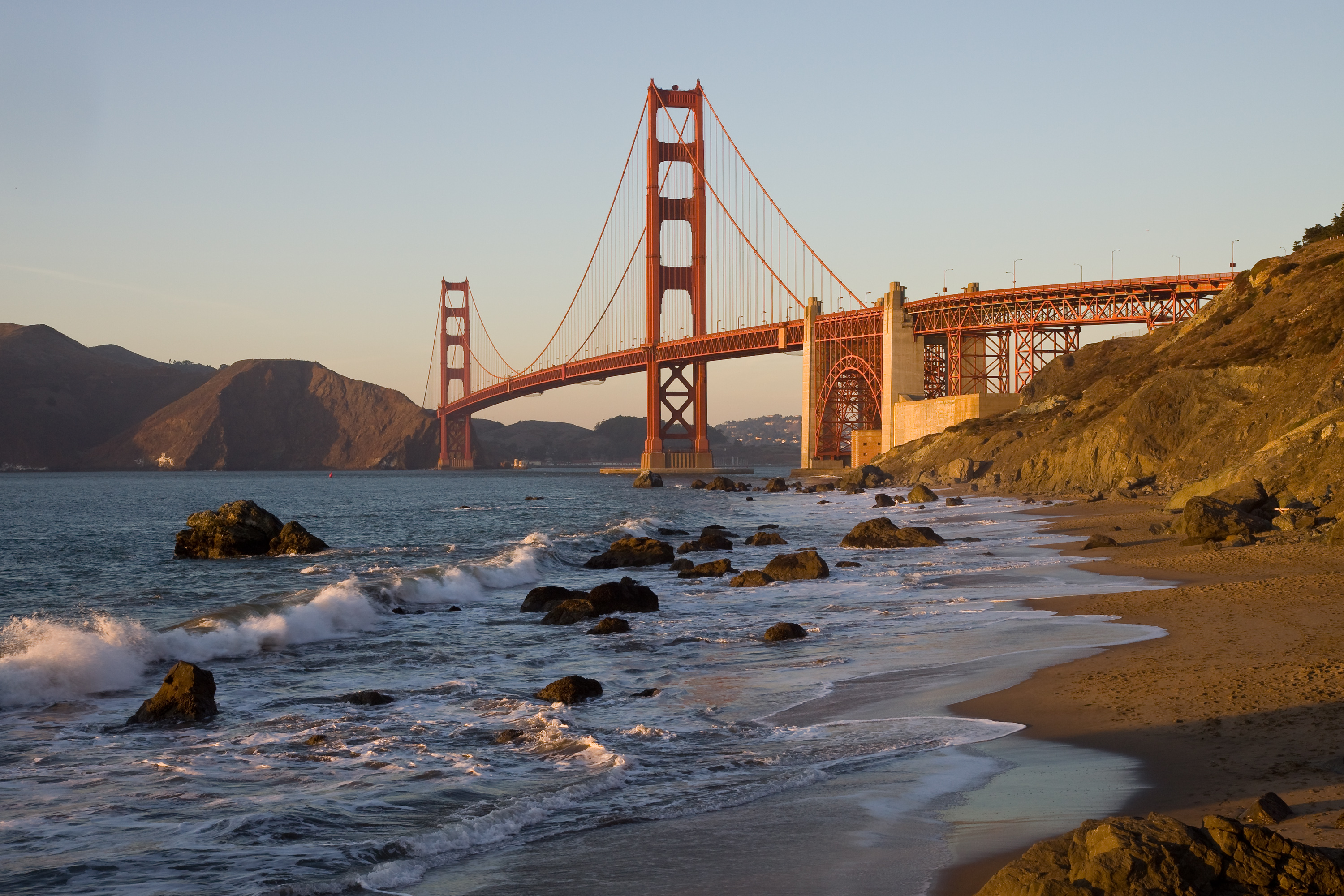
Le Pont du Golden Gate, San Francisco.

### Éducation

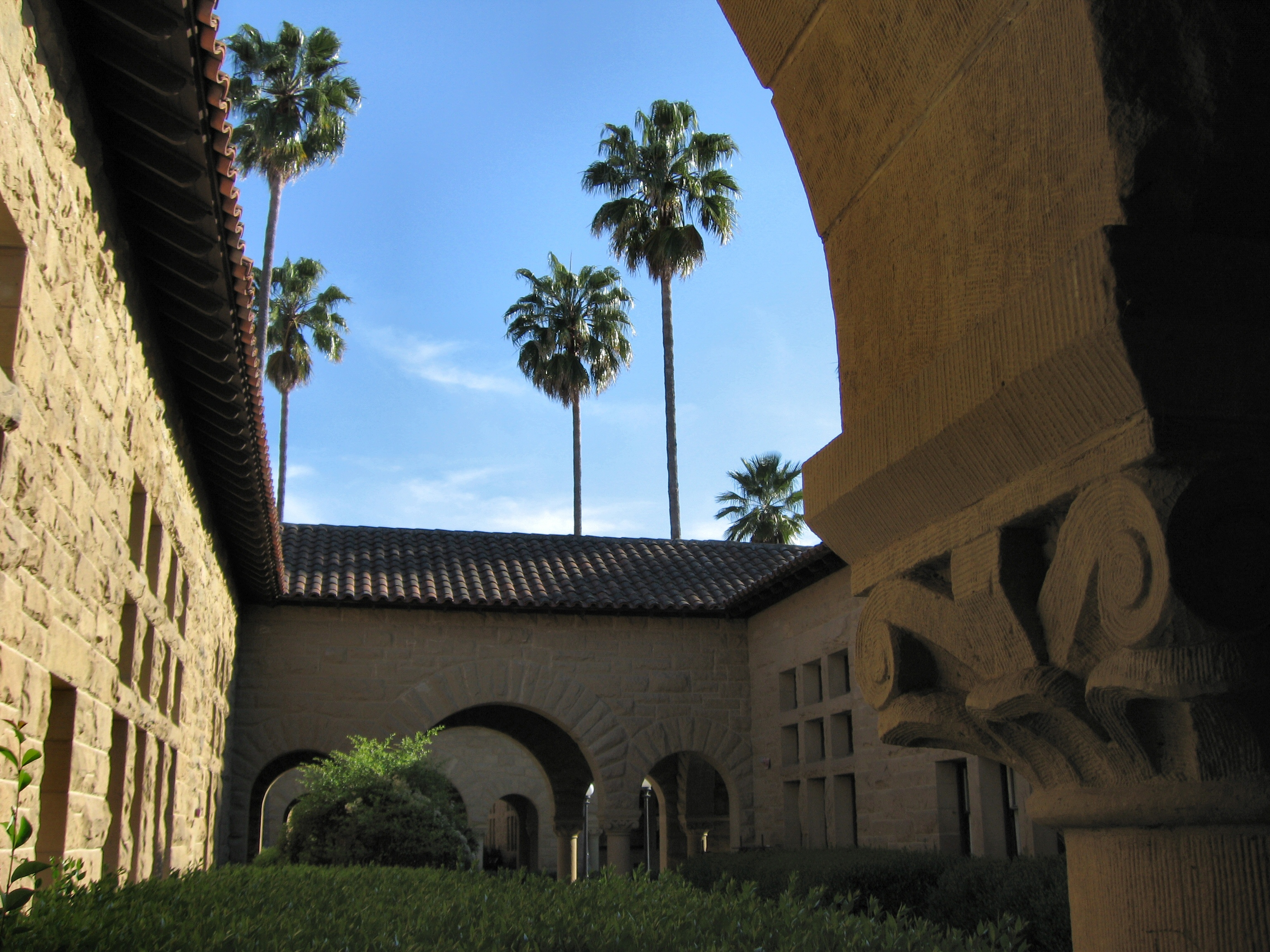
Université Stanford.

Les programmes de l'école primaire en Californie insistent sur l'éducation à l'environnement et l'éducation physique (200 minutes au moins tous les 10 jours d'école ; 400 minutes dans le secondaire).
La Californie dispose de trois grands réseaux universitaires publics. L'université de Californie, qui compte dix campus, est considérée comme l'un des meilleurs systèmes au monde et compte de nombreux prix Nobel parmi ses professeurs et chercheurs (qui n'ont pas suivi le système éducatif californien pour la plupart). L'université d'État de Californie (23 campus) est moins sélective. Enfin, le système des California Community Colleges regroupe plus de 2,5 millions d'étudiants répartis sur 109 campus, et est ainsi le plus grand système d'enseignement supérieur au monde.
Il existe de nombreuses autres universités, dont les université Stanford, université de Californie du Sud et le California Institute of Technology.

### Arts
L'art le plus courant en Californie est le cinéma notamment grâce à Los Angeles et son quartier d'Hollywood.
À la fin des années 1960, Dennis Stock parcourt la Californie et photographie des hippies, des motards, des concerts. Ces photographies témoignent de la liberté, de la jeunesse et de l'esprit de contestation (manifestations des Noirs américains, manifestations contre la guerre du Viêt Nam) qui régnaient en Californie à cette époque.

### Musique
Les Amérindiens californiens étaient distincts des autres peuples d'Amérique du Nord au niveau de leur technique musicale. Les colons européens amènent avec eux leur culture musicale, que les missionnaires enseignent aux convertis dans le cadre des missions. Un genre typiquement californien, bien que mêlant des éléments musicaux mexicains et espagnols, apparaît à cette époque. Cependant, après la Ruée vers l'or, il perd sa popularité au profit des musiques apportées par les nouveaux arrivants. La Californie voit apparaître par la suite, dans la seconde moitié du XXe siècle, la surf music, le rock psychédélique et les autres branches du psychédélisme, ainsi que le punk hardcore et le rap West Coast, représentés par de très nombreux groupes, dont certains ont un retentissement international. De multiples groupes viennent de cet État, les plus connus sont : Metallica, The Beach Boys, The Byrds, The Doors, Jefferson Airplane, Grateful Dead, Guns N' Roses, Van Halen, Megadeth, Mötley Crüe, Black Veil Brides, Jane's Addiction, Red Hot Chili Peppers, Fishbone, Faith No More, Rage Against the Machine,Toto, Stone Temple Pilots, Deftones, Korn, Linkin Park, System of a Down, The Offspring, Blink-182, Green Day, Rancid, Bad Religion, Audioslave, Queens of the Stone Age, Avenged Sevenfold, The Neighbourhood, The Bangles et beaucoup d'autres.
La chanteuse Katy Perry, également originaire de Californie, a écrit une chanson sur « Les filles de Californie » intitulée California Girls.
La chanson officielle de l'État est I Love You, California, écrite par F. B. Silverwood et composée par Alfred F. Frankenstein du Los Angeles Symphony Orchestra depuis 1951.
La Californie accueille également chaque année le festival de Coachella, qui se tient à Indio. Ce festival se déroule sur trois jours et est aujourd'hui considéré comme étant le plus grand festival au monde.

### Littérature
De nombreux écrivains ont écrit sur la Californie et ont vécu dans l'État. On peut citer Jack London, Jack Kerouac, Ray Bradbury, Philip K. Dick, James Ellroy, F. Scott Fitzgerald, William Faulkner, Joseph Hansen, Aldous Huxley, Walter Mosley, John Steinbeck, Evelyn Waugh, Tennessee Williams, Bret Easton Ellis, Jim Morrison.
En 1919, Johnston McCulley en fit le théâtre des aventures de Zorro dans son roman Le Fléau de Capistrano.

### Sports

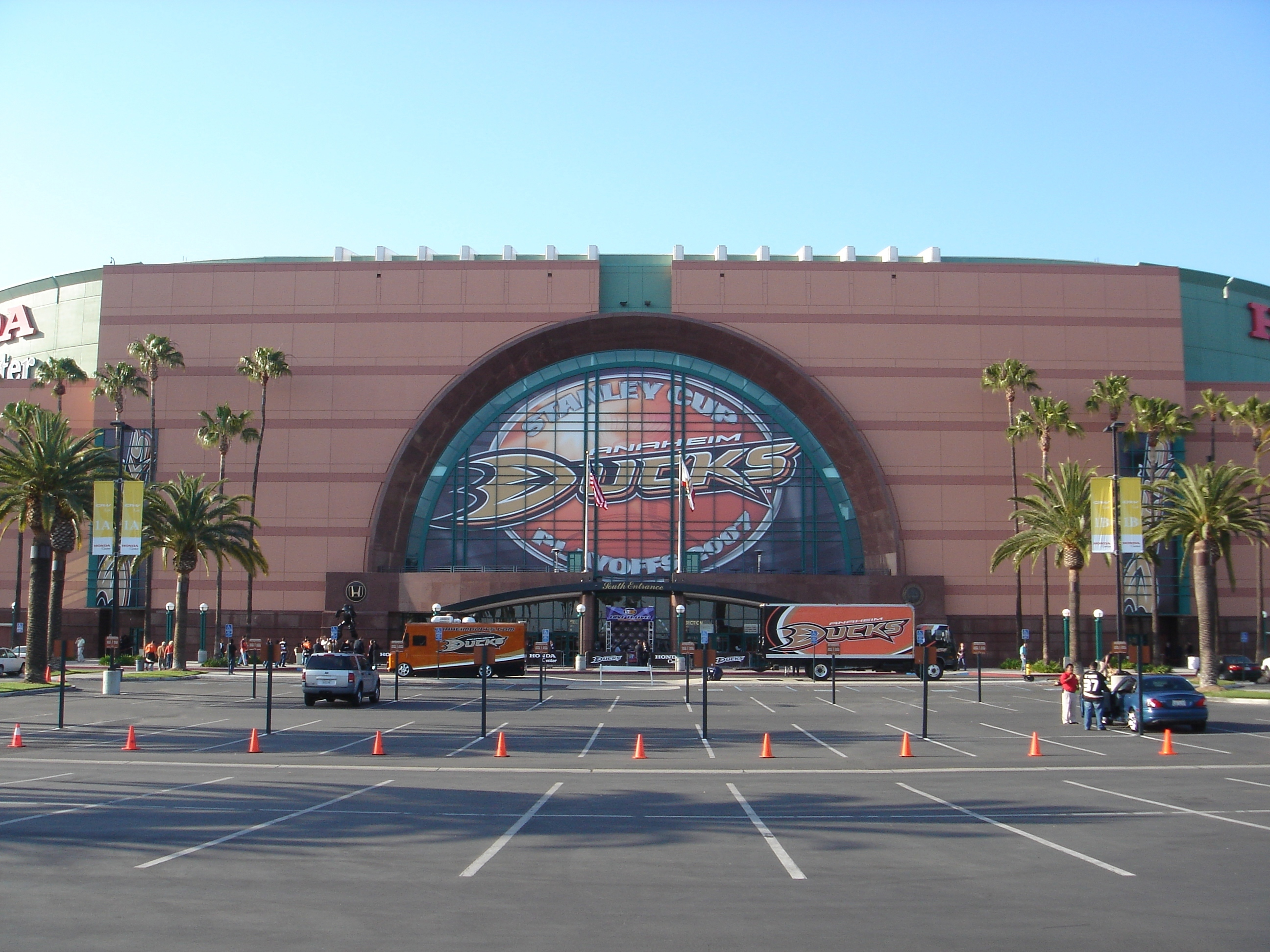
Aréna des Ducks d'Anaheim.

Les Jeux olympiques d'hiver de 1960 ont eu lieu à Squaw Valley, les Jeux olympiques d'été de 1932 et de 1984 ont eu lieu à Los Angeles, qui a aussi accueilli la Coupe du monde de football 1994.

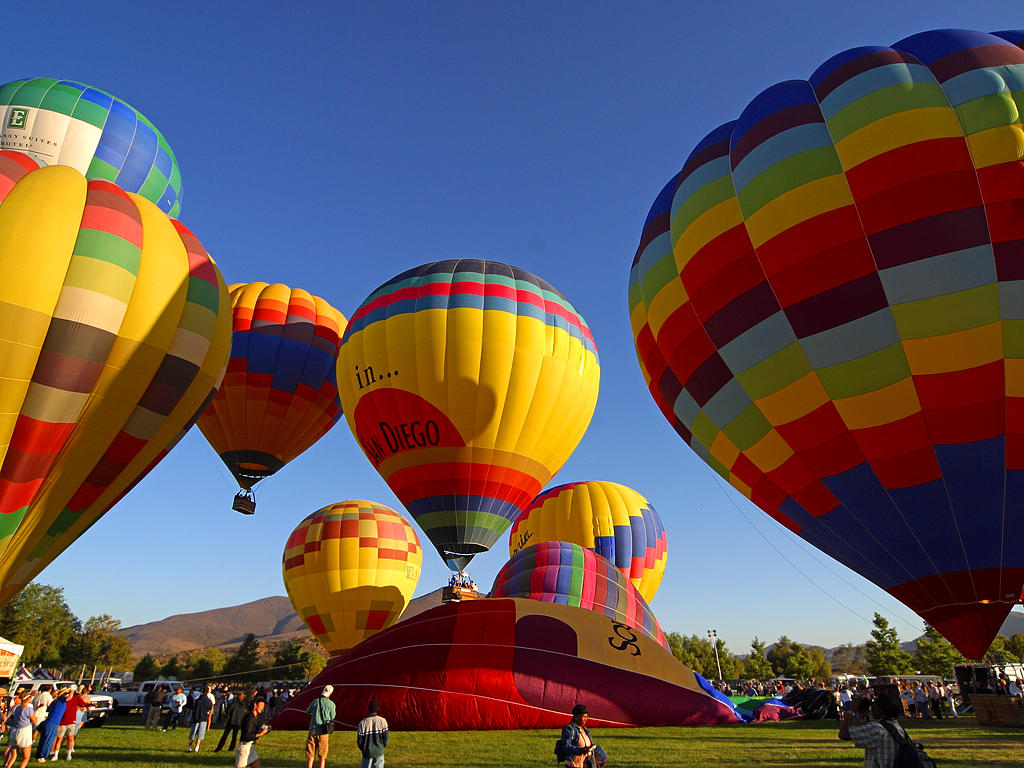
Rassemblement de montgolfières.

- Angels de Los Angeles (MLB)
- Dodgers de Los Angeles (MLB)
- Athletics (MLB)
- Padres de San Diego (MLB)
- Giants de San Francisco (MLB)
- Galaxy de Los Angeles (MLS)
- Los Angeles FC (MLS)
- Earthquakes de San José (MLS)
- Lakers de Los Angeles (NBA)
- Clippers de Los Angeles (NBA)
- Warriors de Golden State (NBA)
- Kings de Sacramento (NBA)
- Raiders d'Oakland (NFL)
- Chargers de Los Angeles (NFL)
- Rams de Los Angeles (NFL)
- 49ers de San Francisco (NFL)
- Kings de Los Angeles (LNH)
- Ducks d'Anaheim (LNH)
- Sharks de San José (LNH)
- Deltas de San Francisco (NASL)
- Sparks de Los Angeles (WNBA)

## Santé
Il est rapporté en mars 2019 que des épidémies de « maladies médiévales » telles que la tuberculose et le typhus se propagent dans les refuges pour personnes sans-abri de toute la Californie. Ces épidémies sont qualifiées de « crise de santé publique » et de « catastrophe » par les responsables de la santé publique qui craignent qu'elles ne s'étendent à l'ensemble de la population.

## Transport

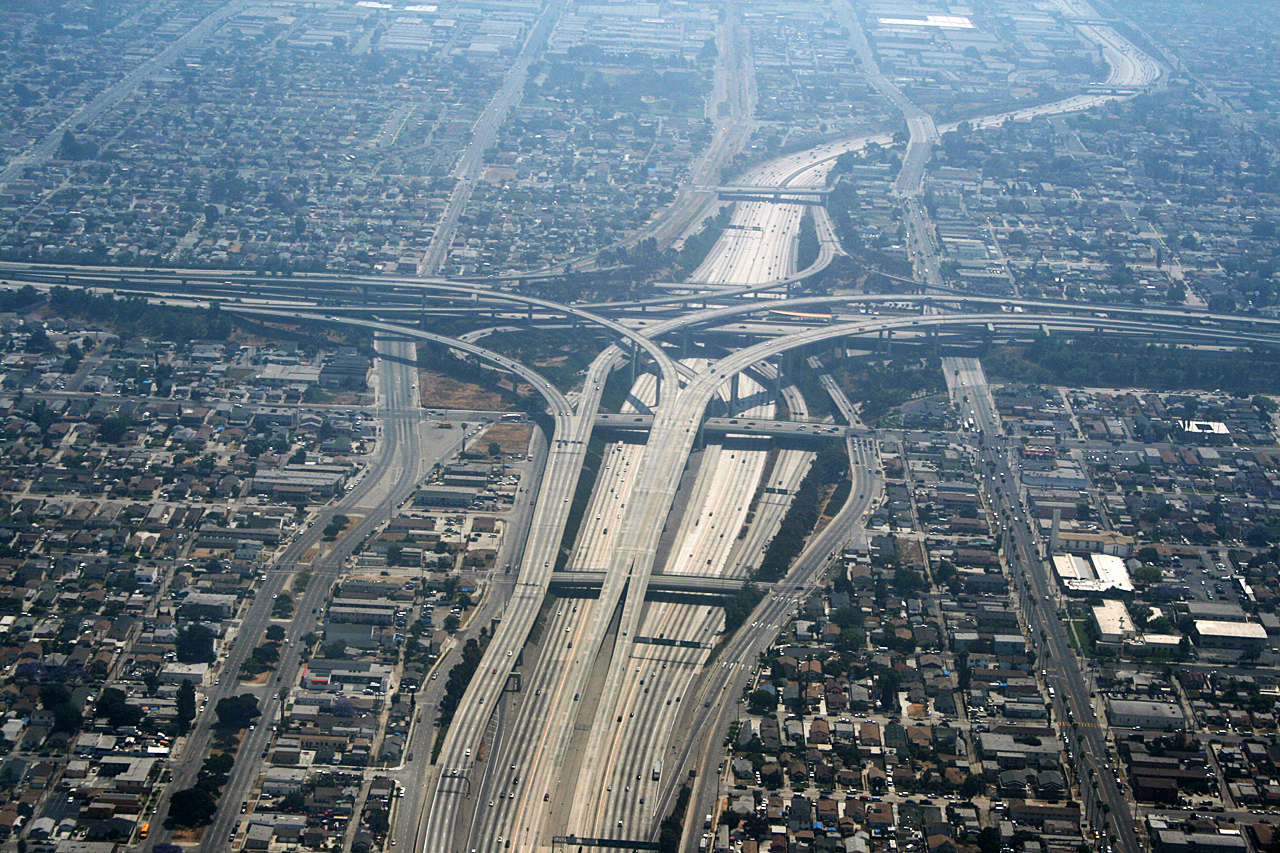
L'échangeur Judge Harry Pregerson à Los Angeles.

La Californie est connue pour sa culture de l'automobile et son réseau routier a la réputation d'être souvent embouteillé. Plus de 30% des grands axes routiers sont jugés en mauvais état, en 2023, par la Ministère fédéral des Transports. Elle est parcourue par un réseau d'autoroutes important qui sont toutes gérées par Caltrans et surveillées par la California Highway Patrol, excepté les voies-express du comté de Santa Clara qui ont été construites et sont maintenues par le comté lui-même. La plus grande partie du réseau est sans péage, si l'on exclut les ponts importants.
Les axes nord-sud les plus importants sont la U. S. Route 101, qui parcourt l'État de la frontière du nord avec l'Oregon au centre-ville de Los Angeles, et l'Interstate 5 qui, allant de l'Oregon à la frontière mexicaine, coupe en deux la totalité de l'État.
En ce qui concerne le trafic aérien, les deux centres principaux pour les échanges transcontinentaux sont l'aéroport international de Los Angeles et celui de San Francisco. Il y a environ une douzaine d'autres aéroports commerciaux importants, et beaucoup d'autres aéroports voués à l'aviation générale.
La Californie a aussi d'importants ports. Le complexe formé par le port de Long Beach et celui de Los Angeles, en Californie du Sud, est le plus grand du pays puisqu'il représente un quart de tout le trafic de conteneurs aux États-Unis. Le port d'Oakland est le principal point de passage des porte-conteneurs passant par la Californie du Nord.
Los Angeles et San Francisco disposent toutes deux d'un réseau de métro et de tramway. San José et Sacramento ont un réseau de métro léger. Metrolink dessert une grande partie de la Californie du Sud et Caltrain connecte San Jose et Gilroy à San Francisco. Presque tous les comtés et la plupart des municipalités gèrent des lignes de bus. Cependant, les transports en commun sont très peu utilisés par rapport à la côte Est du pays.
L'augmentation rapide de la population commence à poser problème et l'État se demande actuellement s'il faut continuer à étendre le réseau autoroutier ou plutôt concentrer et améliorer les transports en commun dans les régions urbaines, et les liaisons ferroviaires entre les principales villes.
Il semble que cette dernière voie commence à être empruntée, avec, par exemple, la création en 1996 de la California High-Speed Rail Authority, dont le but est d'étudier le projet d'une ligne à grande vitesse, du même genre que le TGV, entre les quatre villes principales de la Californie. Cela permettrait d'aller de Los Angeles à San Francisco en deux heures et demie au lieu de sept heures en voiture. Ce projet a été accepté par les Californiens lors du référendum du 6 novembre 2008. Les travaux, qui devraient commencer en 2010, coûteront quelque 31 milliards d'euros et seront financés par l'État fédéral et des fonds privés. Une première ligne reliera San Francisco à Anaheim, dans l'agglomération de Los Angeles, soit une distance de 1 300 km. Dans un deuxième temps, elle sera étendue au nord vers Sacramento et au sud vers San Diego. Elle devrait transporter 117 millions de passagers d'ici à 2030.